# Paul Cézanne

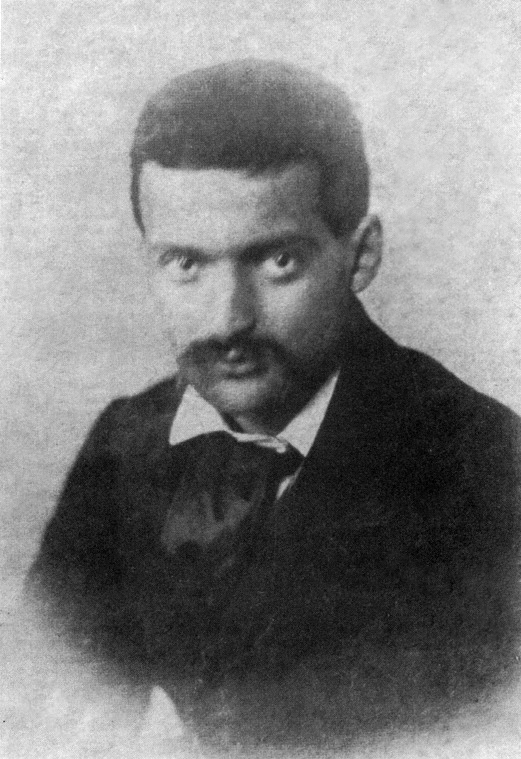
Paul Cézanne, Fotoporträt, um 1861

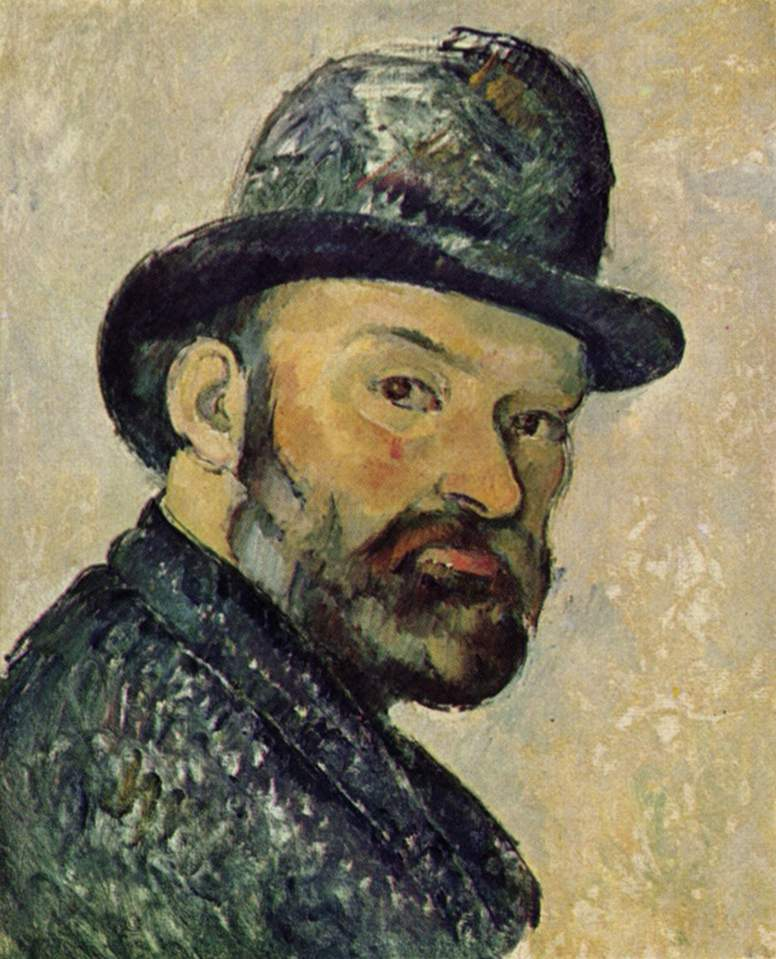
Selbstporträt, 1883–1887, Ny Carlsberg Glyptotek, Kopenhagen

Paul Cézanne (* 19. Januar 1839 in Aix-en-Provence; † 22. Oktober 1906 ebenda) war ein französischer Maler. Cézannes Werk wird unterschiedlichen Stilrichtungen zugeordnet: Während seine frühen Arbeiten noch von Romantik – wie die Wandbilder im Landhaus Jas de Bouffan – und Realismus geprägt sind, gelangte er durch intensive Auseinandersetzung mit impressionistischen Ausdrucksformen zu einer neuen Bildsprache, die den zerfließenden Bildeindruck impressionistischer Werke zu festigen versucht. Er gab die illusionistische Fernwirkung auf, brach die von den Vertretern der Akademischen Kunst aufgestellten Regeln und strebte eine Erneuerung traditioneller Gestaltungsmethoden auf der Grundlage des impressionistischen Farbraumes und farbmodulatorischer Prinzipien an.
Seine Malerei rief in der zeitgenössischen Kunstkritik Unverständnis und Spott hervor. Bis in die späten 1890er Jahre waren es hauptsächlich Künstlerkollegen wie Pissarro, Monet und Renoir sowie Kunstsammler und der Galerist Ambroise Vollard, denen sich Cézannes Schaffen erschloss und die zu den ersten Käufern seiner Gemälde zählten. Vollard eröffnete im Jahr 1895 in seiner Pariser Galerie die erste Einzelausstellung, die zu einer breiteren Auseinandersetzung mit dem Werk des Künstlers führte.
Aus der Vielzahl der Künstler, die sich nach Cézannes Tod an dessen Werk orientierten, sind im Besonderen Pablo Picasso, Henri Matisse, Georges Braque und André Derain zu nennen. Die gegensätzliche Ausrichtung der malerischen Werke der genannten Künstler lässt die Komplexität des Cézanne’schen Werks erkennen. Cézanne zählt mit seinen Werken aus kunsthistorischer Sicht zu den Wegbereitern der Klassischen Moderne.
Cézannes Bildthemen waren oft Badende, die Landschaft um das Gebirge Montagne Sainte-Victoire, Stillleben und Porträts seines Modells, seiner Geliebten und späteren Frau, Hortense Fiquet.

## Leben

### Kindheit und Ausbildung
Paul Cézanne wurde als Sohn des Huthändlers und späteren Bankiers Louis-Auguste Cézanne und der Anne-Elisabeth-Honorine Aubert in der Rue de l’Opera 28 in Aix-en-Provence geboren. Seine Eltern heirateten erst nach der Geburt Pauls und seiner Schwester Marie (* 1841) am 29. Januar 1844. Seine jüngste Schwester Rose kam im Juni 1854 zur Welt. In den Jahren von 1844 bis 1849 besuchte er die Grundschule; es schloss sich die Ausbildung an der École de Saint-Joseph an. Mitschüler waren der spätere Bildhauer Philippe Solari und Henri Gasquet, Vater des Schriftstellers Joachim Gasquet, der 1921 sein Buch Cézanne herausbringen sollte.
Ab 1852 besuchte Cézanne das Collège Bourbon (heute Lycée Mignet), wo er Freundschaft mit dem späteren Romancier Émile Zola und dem späteren Ingenieur Jean-Baptistin Baille schloss. Sie wurden im Collège als die „Unzertrennlichen“ bezeichnet. Es war die wohl unbeschwerteste Zeit seines Lebens, als die Freunde an den Ufern des Arc schwammen und fischten. Sie debattierten über Kunst, lasen Homer und Vergil und übten sich im Verfassen eigener Gedichte. Cézanne verfasste seine Verse oft in lateinischer Sprache. Zola forderte ihn auf, die Dichtung mit größerem Ernst zu betreiben, doch Cézanne sah darin nur einen Zeitvertreib. Am 12. November 1858 bestand Cézanne die Prüfung zum Baccalauréat.

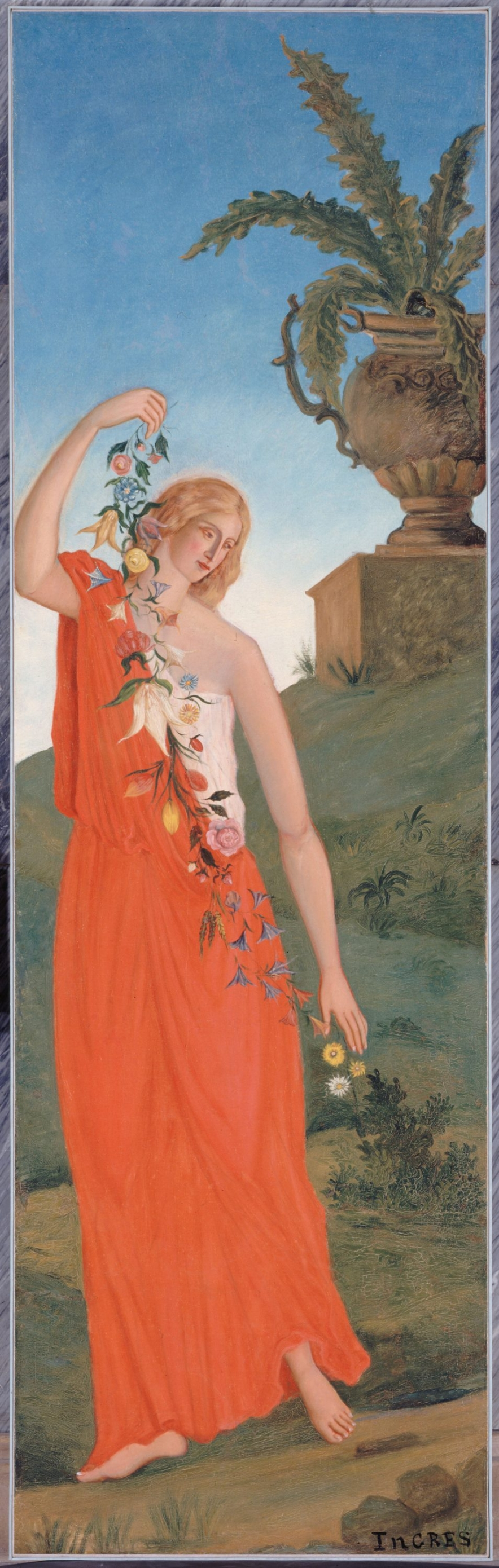
Frühling
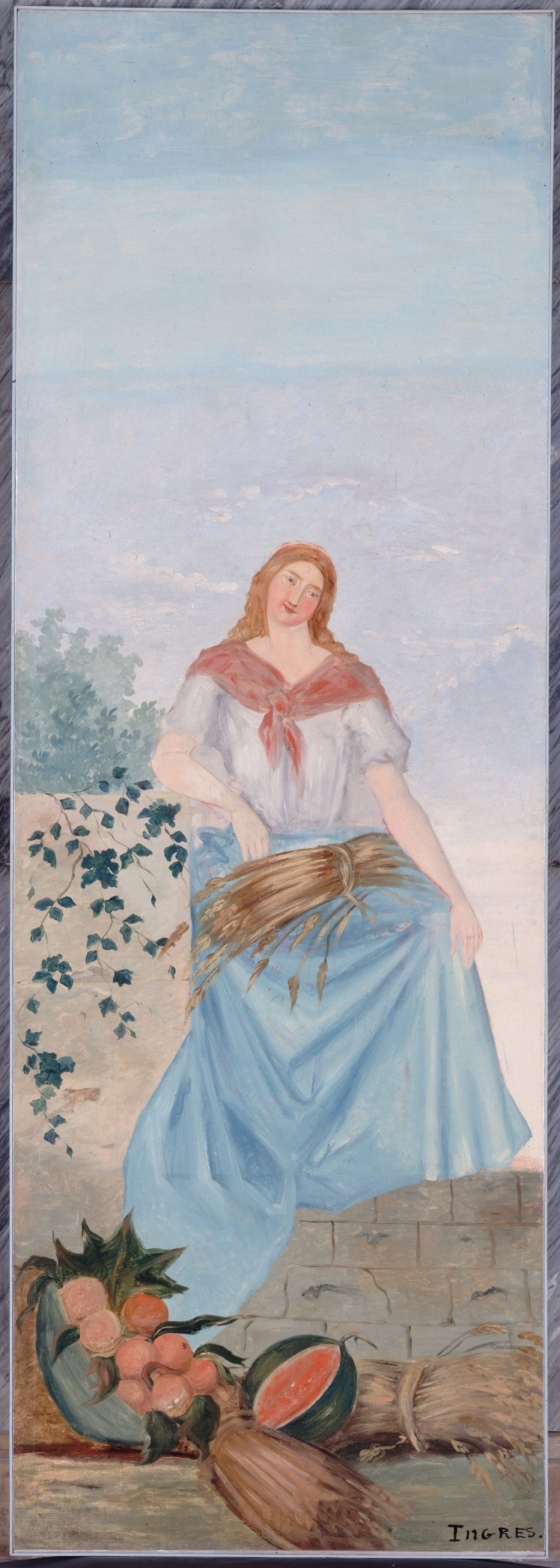
Sommer
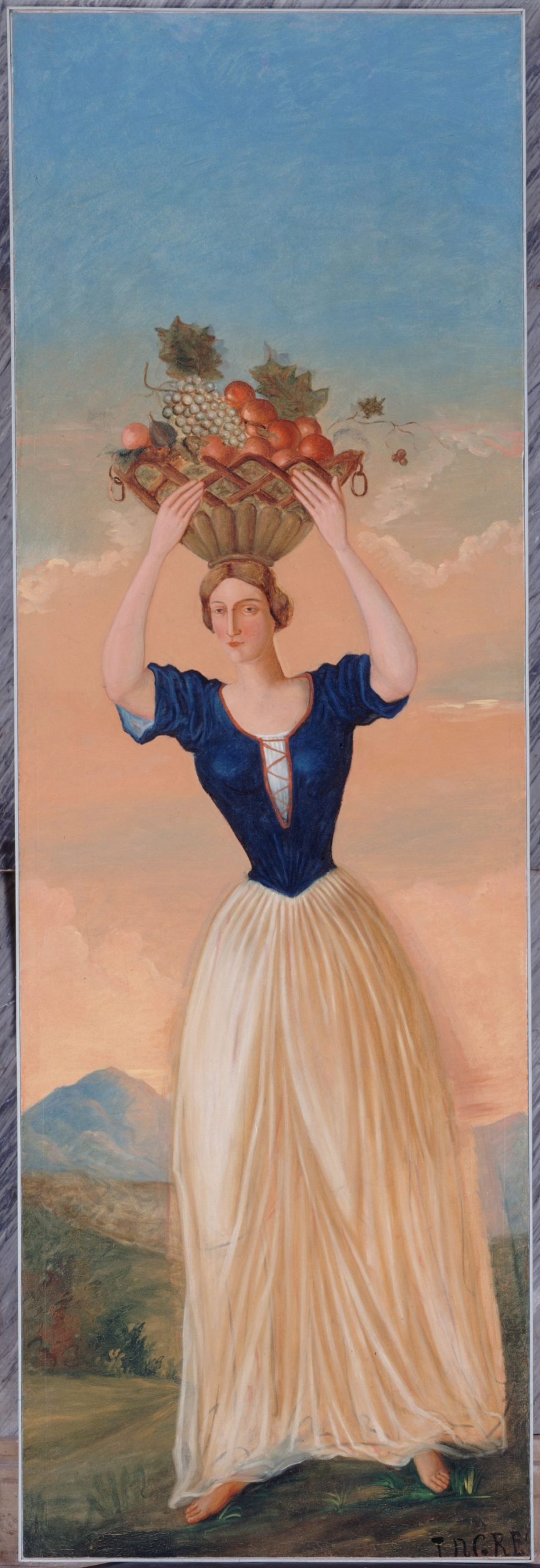
Herbst
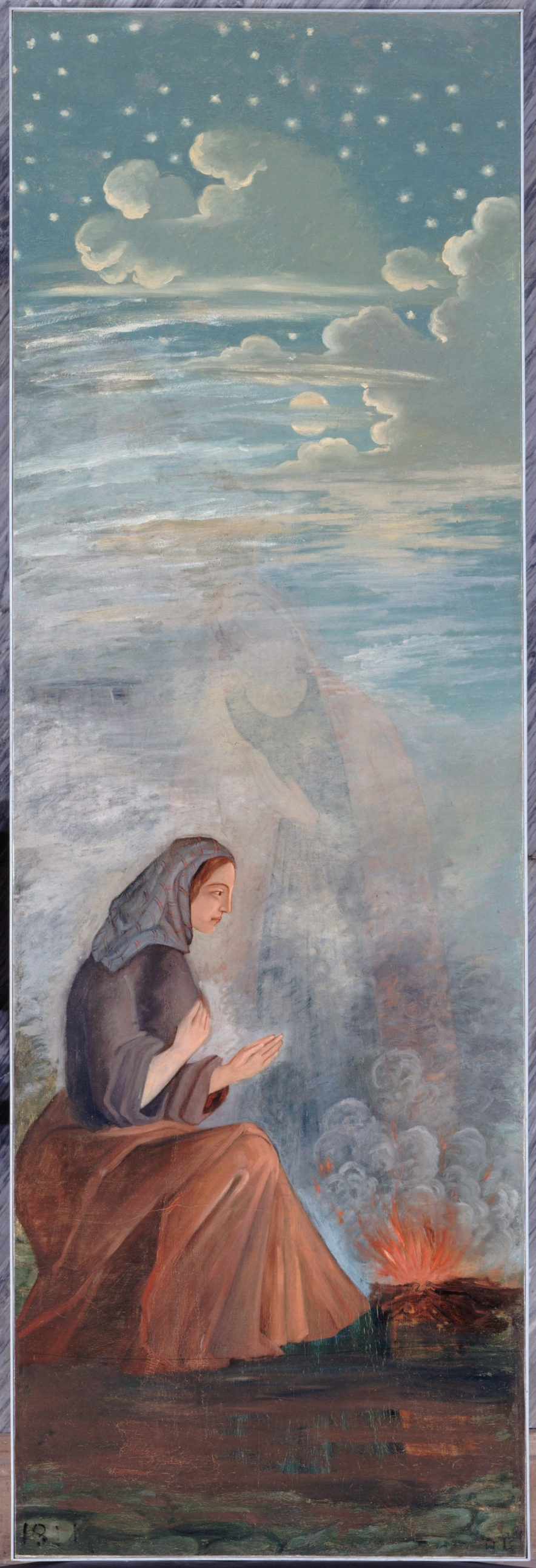
Winter

Auf Wunsch des autoritären Vaters, der in seinem Sohn traditionell den Erben seiner 1848 gegründeten Bank Cézanne & Cabassol sah, die ihm den Aufstieg vom Händler zum erfolgreichen Bankier gebracht hatte, immatrikulierte sich Paul Cézanne 1859 an der rechtswissenschaftlichen Fakultät der Universität von Aix-en-Provence und belegte Vorlesungen für das Studium der Jurisprudenz. Er verbrachte zwei Jahre mit dem ungeliebten Studium, vernachlässigte es jedoch zunehmend und widmete sich lieber zeichnerischen Übungen und dem Verfassen von Gedichten. In Abendkursen nahm Cézanne ab 1859 Unterricht an der École de dessin d’Aix-en-Provence, die im Kunstmuseum von Aix, dem Musée Granet, untergebracht war. Sein Lehrer war der akademische Maler Joseph Gibert (1806–1884). Im August 1859 gewann er dort den zweiten Preis im Kurs für Figurenstudien.

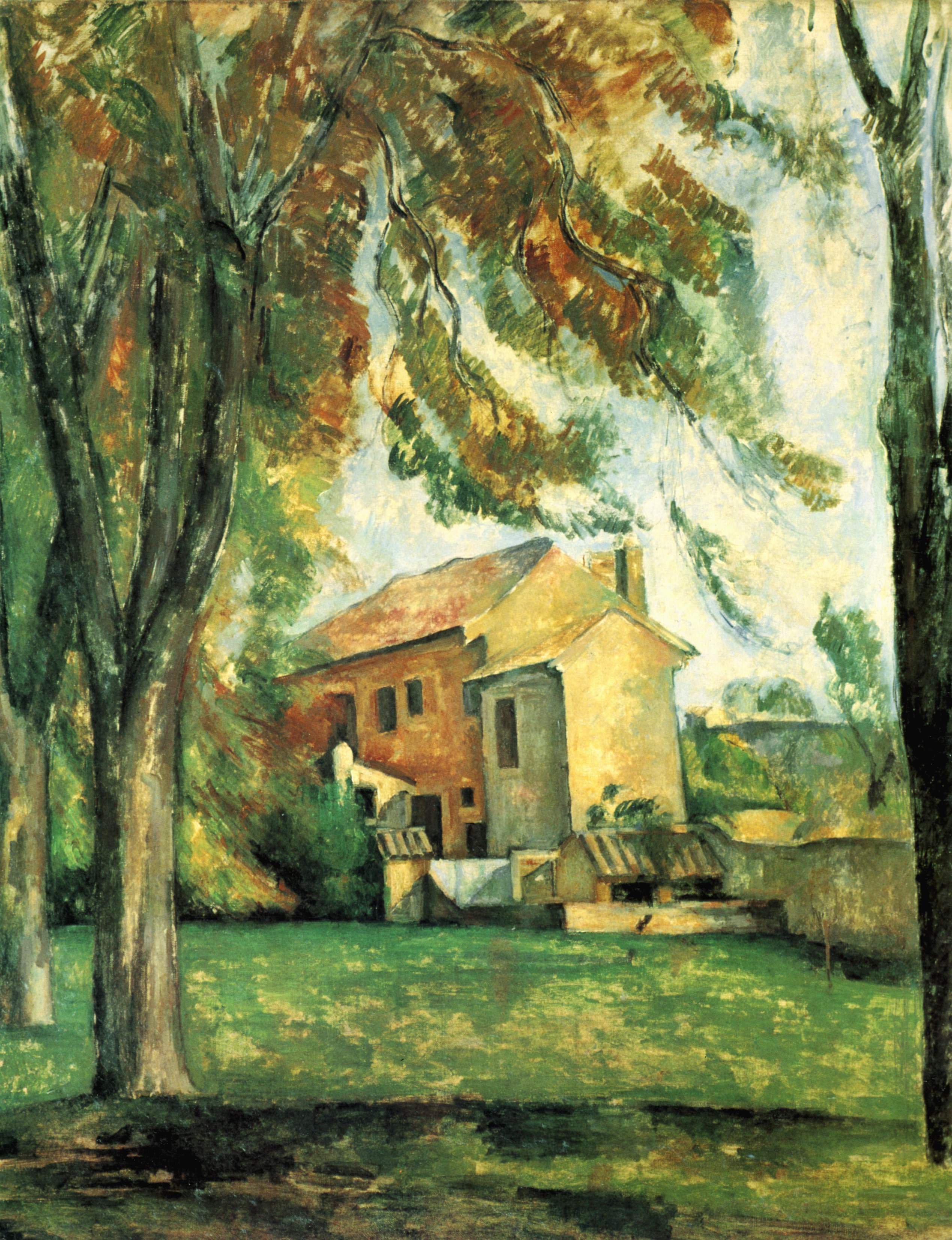
Jas de Bouffan, um 1878, Privatbesitz

Sein Vater kaufte im selben Jahr das Anwesen Jas de Bouffan (Haus des Windes). Diese zum Teil verfallene barocke Residenz des ehemaligen Provinzgouverneurs wurde später für lange Zeit Wohnhaus und Arbeitsplatz des Malers. Das Gebäude und die alten Bäume im Park des Anwesens gehörten zu den Lieblingsmotiven des Künstlers. Im Jahr 1860 erhielt Cézanne die Erlaubnis, die Wände des Salons auszumalen; es entstanden die großformatigen Wandgemälde der vier Jahreszeiten: Frühling, Sommer, Herbst und Winter (heute im Petit Palais in Paris), die Cézanne ironisch mit Ingres signierte, dessen Werke er nicht schätzte. Das Winterbild enthält zusätzlich die Datierung 1811, sie bildet eine Anspielung auf Ingres’ Gemälde Jupiter und Thetis, das zu dieser Zeit gemalt wurde und im Musée Granet ausgestellt ist. Vermutlich entstanden zuerst die Bilder Sommer und Winter, in denen sich noch eine gewisse Unbeholfenheit im Umgang mit der Maltechnik zeigt. Frühling und Herbst erscheinen besser durchgearbeitet. Gemeinsam ist der Jahreszeitenfolge eine romantisierende Ausstrahlung, wie sie später in Cézannes Werken nicht mehr anzutreffen ist.

### Studium in Paris

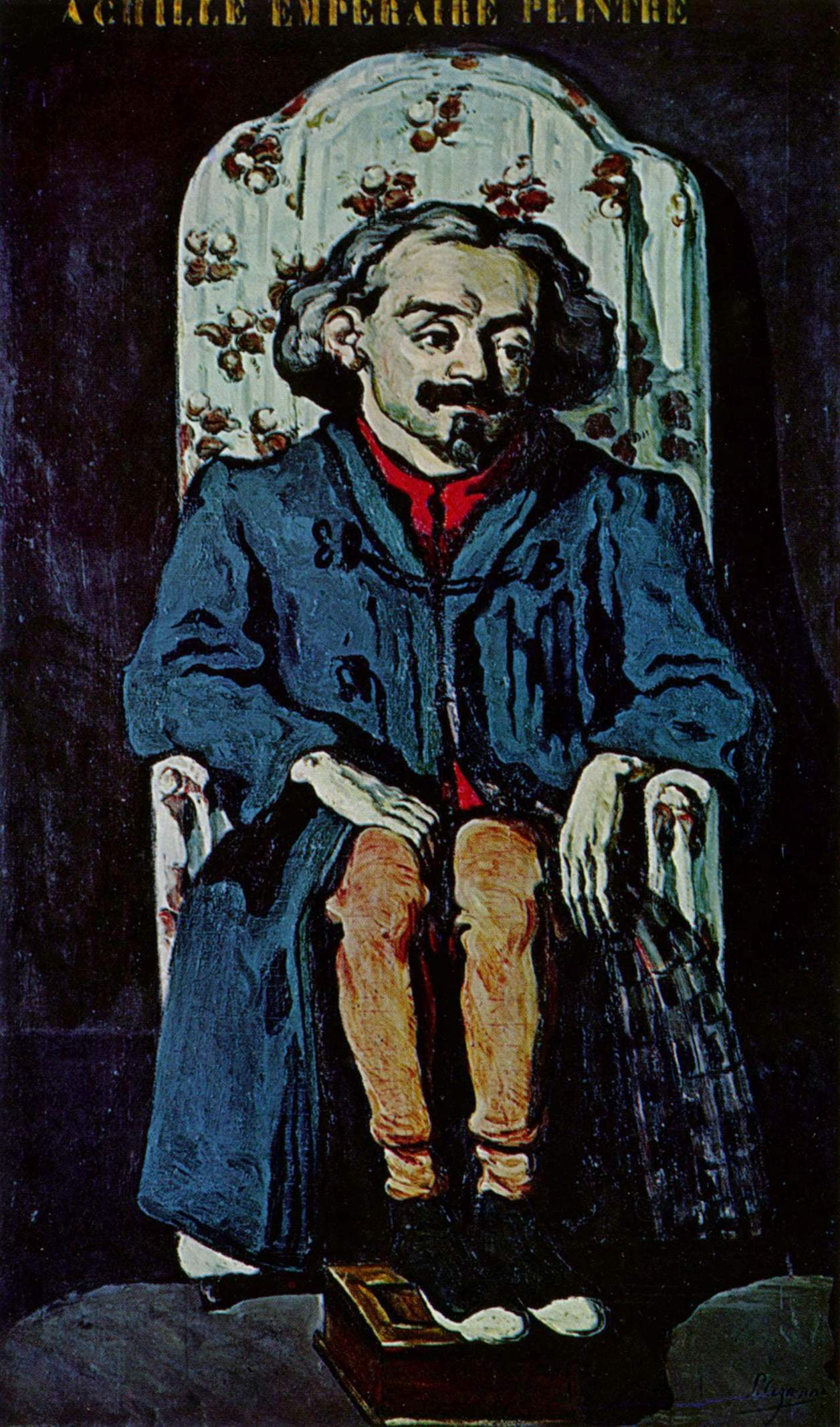
Achille Emperaire, um 1868, Musée d’Orsay, Paris

Zola, der im Februar 1858 mit seiner Mutter nach Paris gezogen war, legte Cézanne in Briefwechseln eindringlich nahe, seine zögerliche Haltung aufzugeben und ihm dorthin zu folgen. Unter der Bedingung, ein ordentliches Studium anzutreten, gab Louis-Auguste Cézanne dem Wunsch des Sohnes endlich nach, da er die Hoffnung aufgegeben hatte, in Paul den Nachfolger für das Bankgeschäft zu finden.
Cézanne zog im April 1861 nach Paris. Die großen Hoffnungen, die er in Paris gesetzt hatte, erfüllten sich nicht, da er sich an der École des Beaux-Arts beworben hatte, dort jedoch abgewiesen wurde. Er besuchte die freie Académie Suisse, wo er sich dem Aktzeichnen widmen konnte. Dort traf er den zehn Jahre älteren Camille Pissarro und Achille Emperaire aus seiner Heimatstadt Aix. Er kopierte oft im Louvre nach Werken alter Meister wie Michelangelo, Rubens und Tizian. Doch die Stadt blieb ihm fremd, und er dachte bald an eine Rückkehr nach Aix-en-Provence.
Zolas Glaube an Cézannes Zukunft war erschüttert, so schrieb er schon im Juni an den gemeinsamen Jugendfreund Baille: „Paul ist immer noch der vortreffliche und seltsame Bursche, wie ich ihn in der Schule gekannt habe. Zum Beweis dafür, daß er nichts von seiner Originalität eingebüßt hat, brauche ich dir nur zu sagen, daß er, kaum hier eingetroffen, davon sprach, zurückzukehren.“ Cézanne malte ein Porträt Zolas, das dieser von ihm erbeten hatte, um dem Freund Mut zu machen; doch Cézanne war mit dem Ergebnis nicht zufrieden und zerstörte das Bild. Im September 1861 kehrte Cézanne, enttäuscht durch die Ablehnung an der École, nach Aix-en-Provence zurück und arbeitete erneut in der Bank seines Vaters.

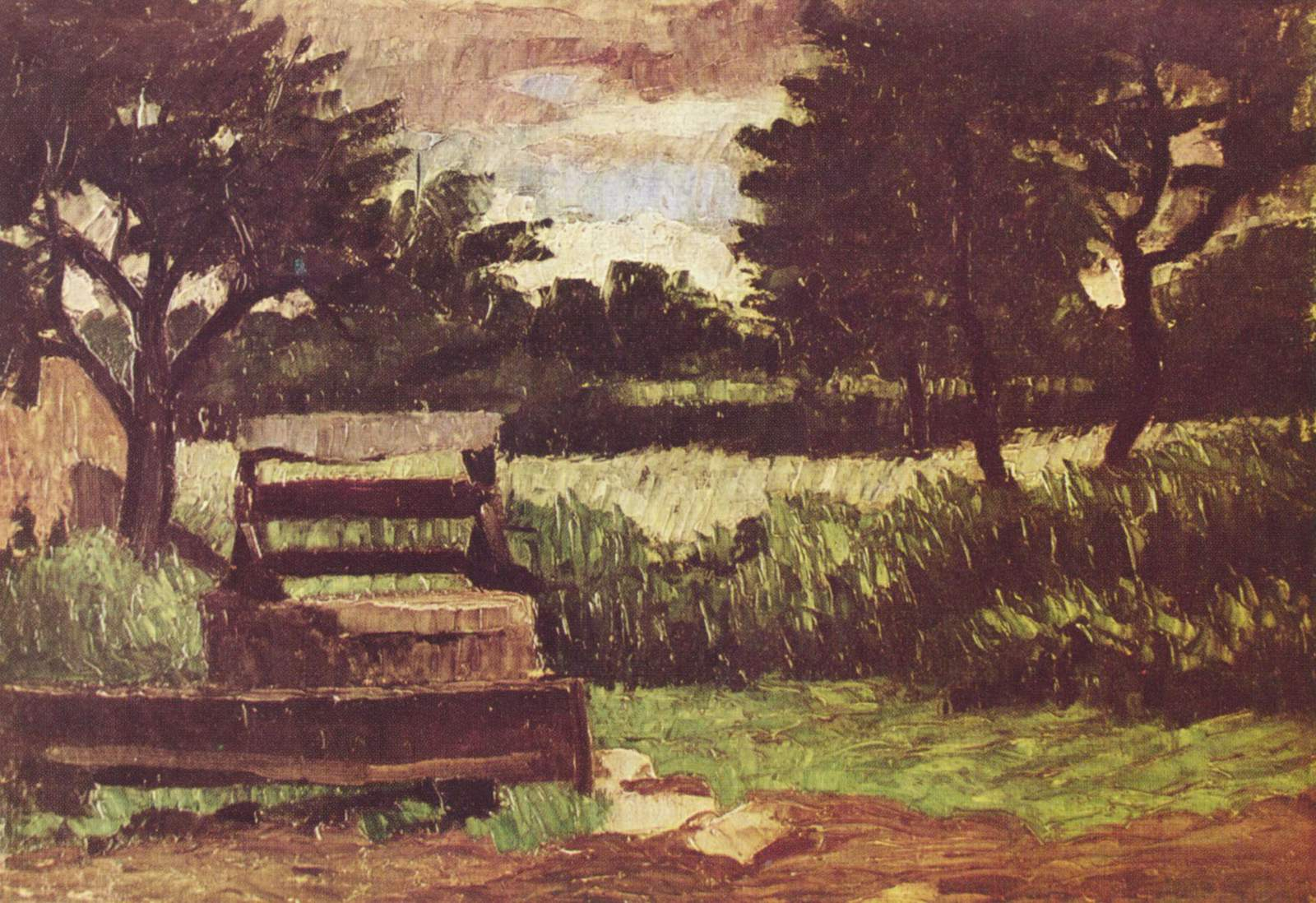
Landschaft mit Brunnen, 1865–1867, Sammlung Bénatov, Paris

Doch schon im Spätherbst 1862 zog er erneut nach Paris. Sein Vater sicherte sein Existenzminimum mit einem monatlichen Wechsel von über 150 Franc ab. Die traditionsbehaftete École des Beaux-Arts lehnte ihn erneut ab. Er besuchte daher wieder die Académie Suisse, die den Realismus förderte. In dieser Zeit lernte er viele junge Künstler kennen, nach Pissarro auch Claude Monet, Pierre-Auguste Renoir und Alfred Sisley.
Cézanne stand im Gegensatz zum offiziellen Kunstleben Frankreichs unter dem Einfluss Gustave Courbets und Eugène Delacroix’, die nach einer Erneuerung der Kunst strebten und die Darstellung ungeschönter Wirklichkeit forderten. Courbets Anhänger nannten sich „Realisten“ und folgten seinem bereits 1849 formulierten Grundsatz Il faut encanailler l’art („Man muss die Kunst in die Gosse werfen“), was bedeutet, die Kunst müsse von ihrer idealen Höhe heruntergeholt und zu einer Sache des Alltags gemacht werden. Den endgültigen Bruch mit der historischen Malerei vollzog Édouard Manet, dem es nicht auf die analytische Betrachtung, sondern auf die Wiedergabe seiner subjektiven Wahrnehmung ankam und auf die Befreiung des Bildgegenstands von symbolischer Befrachtung.

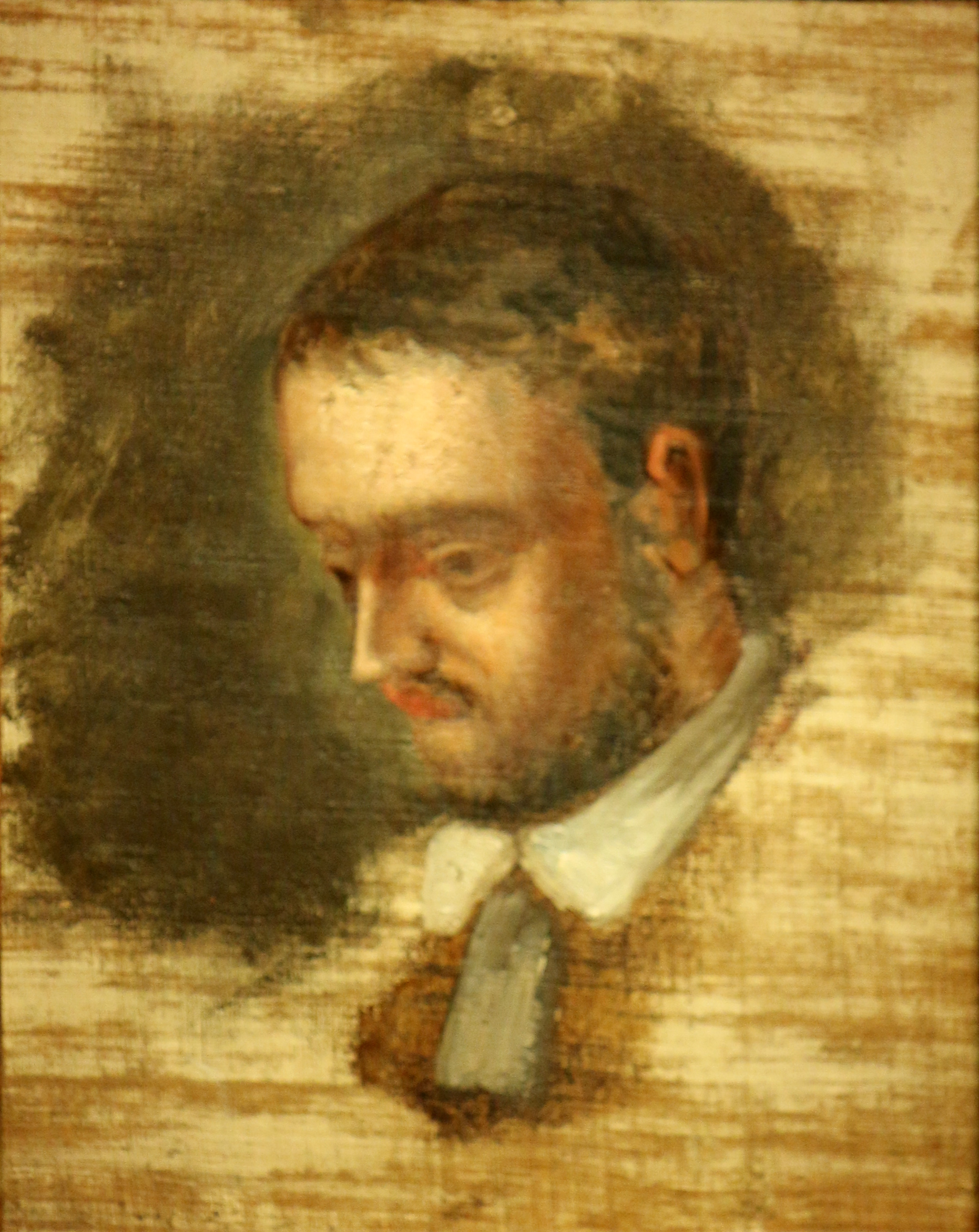
Porträt Émile Zola, 1862–1864, Musée Granet, Aix-en-Provence

Der Ausschluss der Werke Manets, Pissarros und Monets vom offiziellen Salon, dem Salon de Paris, im Jahr 1863 rief eine solche Empörung unter den Künstlern hervor, dass Napoleon III. neben dem offiziellen Salon einen „Salon des Refusés“ (Salon der Abgelehnten) einrichten ließ. Dort wurden auch Cézannes Werke ausgestellt, denn wie in den folgenden Jahren wurde er nicht zum offiziellen Salon zugelassen, der weiterhin die klassische Malweise nach Ingres forderte. Diese Sichtweise entsprach dem Geschmack des bürgerlichen Publikums, das die Ausstellung im „Salon des Refusés“ ablehnte.
Im Sommer 1865 kehrte Cézanne nach Aix zurück. Zolas Erstlingsroman La Confession de Claude wurde veröffentlicht. Er ist den Jugendfreunden Cézanne und Baille gewidmet. Im Herbst 1866 führte Cézanne eine ganze Serie von Bildern in Spachteltechnik aus, vor allem Stillleben und Porträts. Das Jahr 1867 verbrachte er überwiegend in Paris, die zweite Hälfte des Jahres 1868 in Aix. Anfang 1869 kehrte er nach Paris zurück und lernte an der Académie Suisse die elf Jahre jüngere Buchbindergehilfin Hortense Fiquet kennen, die als Malermodell arbeitete, um sich einen kleinen Nebenverdienst zu erwerben.

### L’Estaque – Auvers-sur-Oise – Pontoise 1870–1874

Foto Paul Cézannes auf dem Weg zum Motiv bei Auvers, um 1874

Am 31. Mai 1870 war Cézanne Trauzeuge auf Zolas Hochzeit in Paris. Cézanne und Hortense Fiquet lebten während des Deutsch-Französischen Krieges im Fischerdorf L’Estaque bei Marseille, das Cézanne später häufig aufsuchen und malen sollte, da ihn die mediterrane Atmosphäre des Ortes faszinierte. Der Einberufung zum Wehrdienst hatte er sich entzogen. Obgleich Cézanne im Januar 1871 als Fahnenflüchtiger denunziert worden war, gelang es ihm sich zu verstecken. Näheres ist nicht bekannt, da Dokumente aus dieser Zeit fehlen.
Nach der Niederschlagung der Pariser Kommune kehrte das Paar im Mai 1871 nach Paris zurück. Paul fils, der Sohn von Paul Cézanne und Hortense Fiquet, wurde am 4. Januar 1872 geboren. Cézanne verbarg seine nicht standesgemäße Familie vor dem Vater, um die finanziellen Zuwendungen nicht zu verlieren, die dieser ihm zum Leben als Künstler zukommen ließ.
Als Cézannes Freund, der verkrüppelte Maler Achille Emperaire, aus finanzieller Not heraus im Jahr 1872 in Paris Unterschlupf bei der Familie suchte, verließ er das Quartier in der Rue Jussieu bald wieder: „[…] es war notwendig, denn sonst wäre ich nicht dem Schicksal der andern entgangen. Ich fand ihn hier von allen verlassen. […] Von Zola, Solari und all den anderen ist nicht mehr die Rede. Er ist der seltsamste Kerl, den man sich vorstellen kann.“

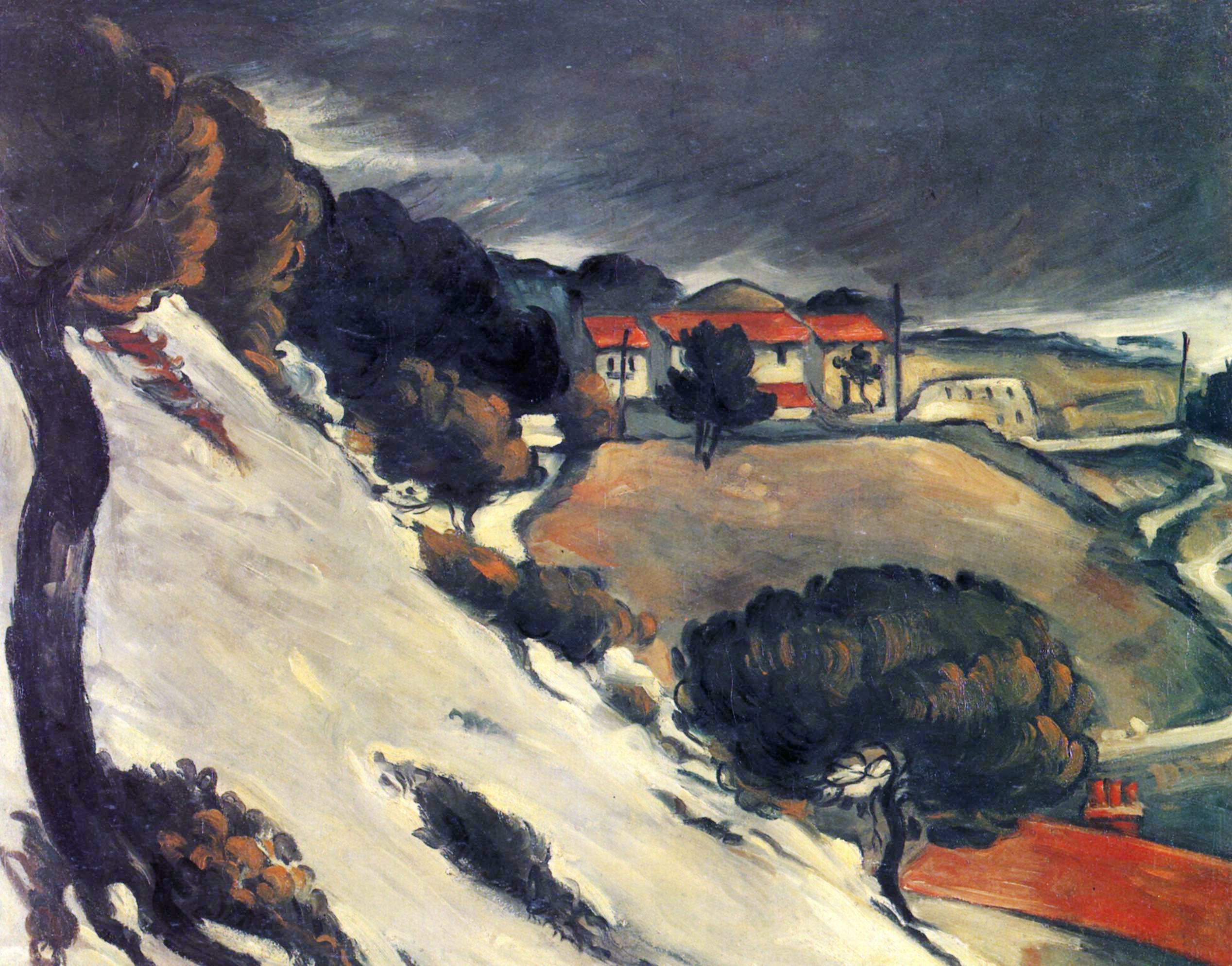
Schneeschmelze in L’Estaque, um 1870, Privatsammlung

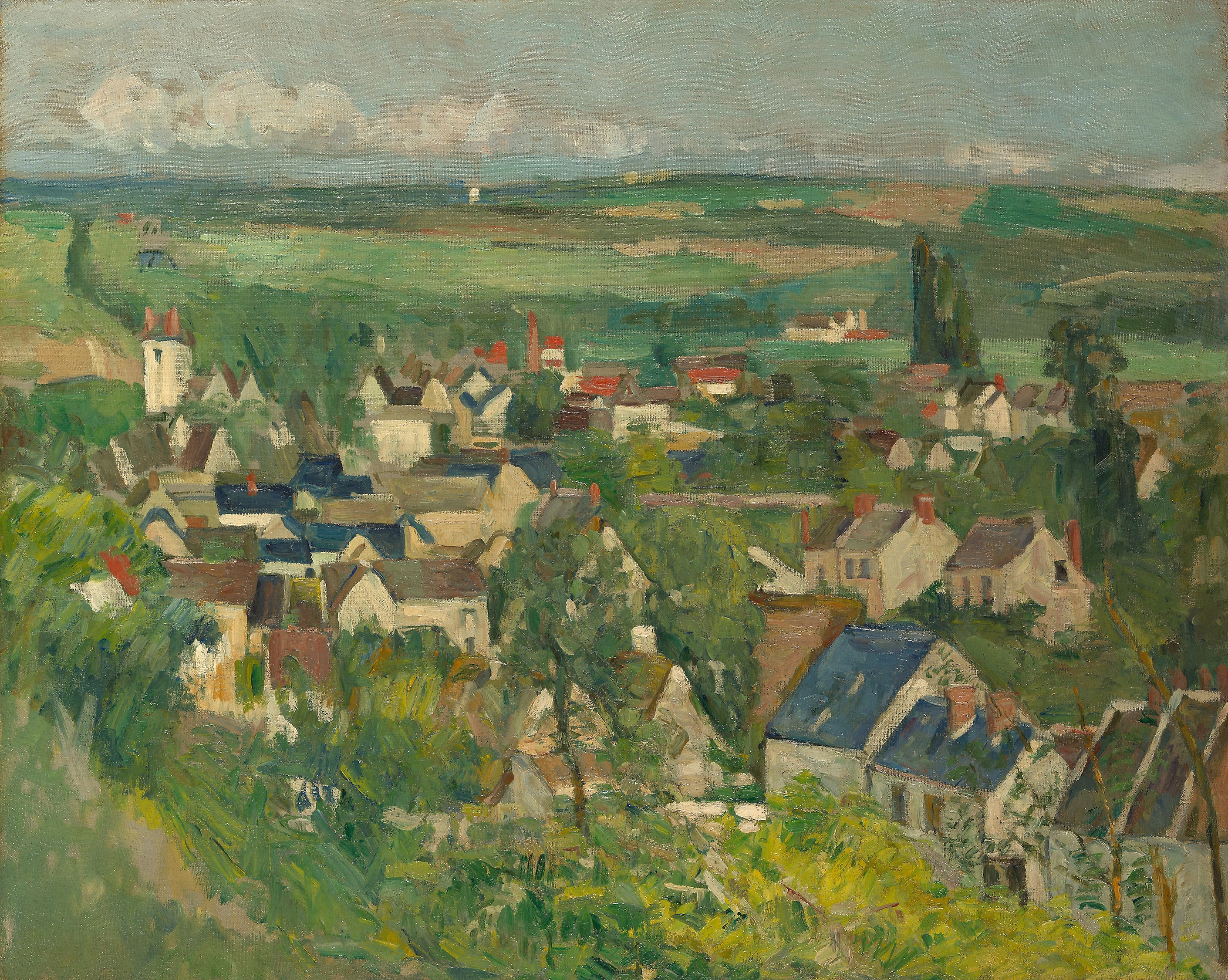
Blick auf Auvers, um 1874, Art Institute, Chicago

Von Ende 1872 bis 1874 lebte Cézanne mit Frau und Kind in Auvers-sur-Oise, wo er den Arzt und Kunstfreund Paul Gachet kennenlernte, den späteren Arzt des Malers Vincent van Gogh. Gachet war außerdem ein ambitionierter Freizeitmaler und stellte Cézanne sein Atelier zur Verfügung.
Cézanne folgte 1872 einer Einladung des Freundes Pissarro zur Zusammenarbeit nach Pontoise im Tal der Oise. Pissarro als einfühlsamer Künstler wurde für den menschenscheuen, reizbaren Cézanne zum Mentor; er konnte ihn zur Abkehr von den dunklen Farben auf seiner Farbpalette bewegen und gab ihm den Rat: „Malen Sie immer nur mit den drei Grundfarben (Rot, Gelb, Blau) und ihren unmittelbaren Abweichungen.“ Außerdem solle er auf lineare Konturierung verzichten, die Gestalt der Dinge ergebe sich durch die Abstufung der farblichen Tonwerte. Cézanne spürte, dass ihn die impressionistische Technik seinem Ziel näher brachte, und folgte dem Rat des Freundes. Sie malten oft gemeinsam vor dem Motiv. Später berichtete Pissarro: „Wir waren ständig zusammen, aber trotzdem bewahrte sich jeder von uns das, was allein zählt: die eigene Empfindung.“
Ein deutliches Beispiel ist in zwei der hier gezeigten Gemälde zu sehen: Im Gegensatz zu den dunklen Farben und den starken Konturen der Schneeschmelze in L’Estaque zeigt das spätere Werk Blick auf Auvers die von Pissarro erlernte Technik, verbunden mit Cézannes genauer Beobachtung der Landschaft.

### Erste Gruppenausstellungen ab 1874

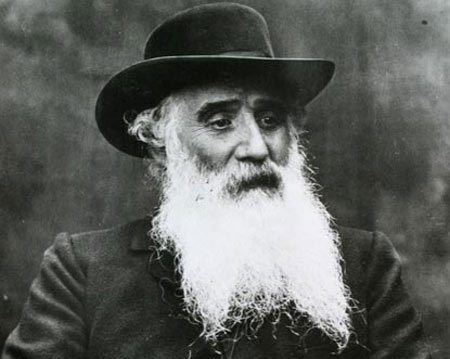
Fotoporträt Camille Pissarros aus späteren Lebensjahren

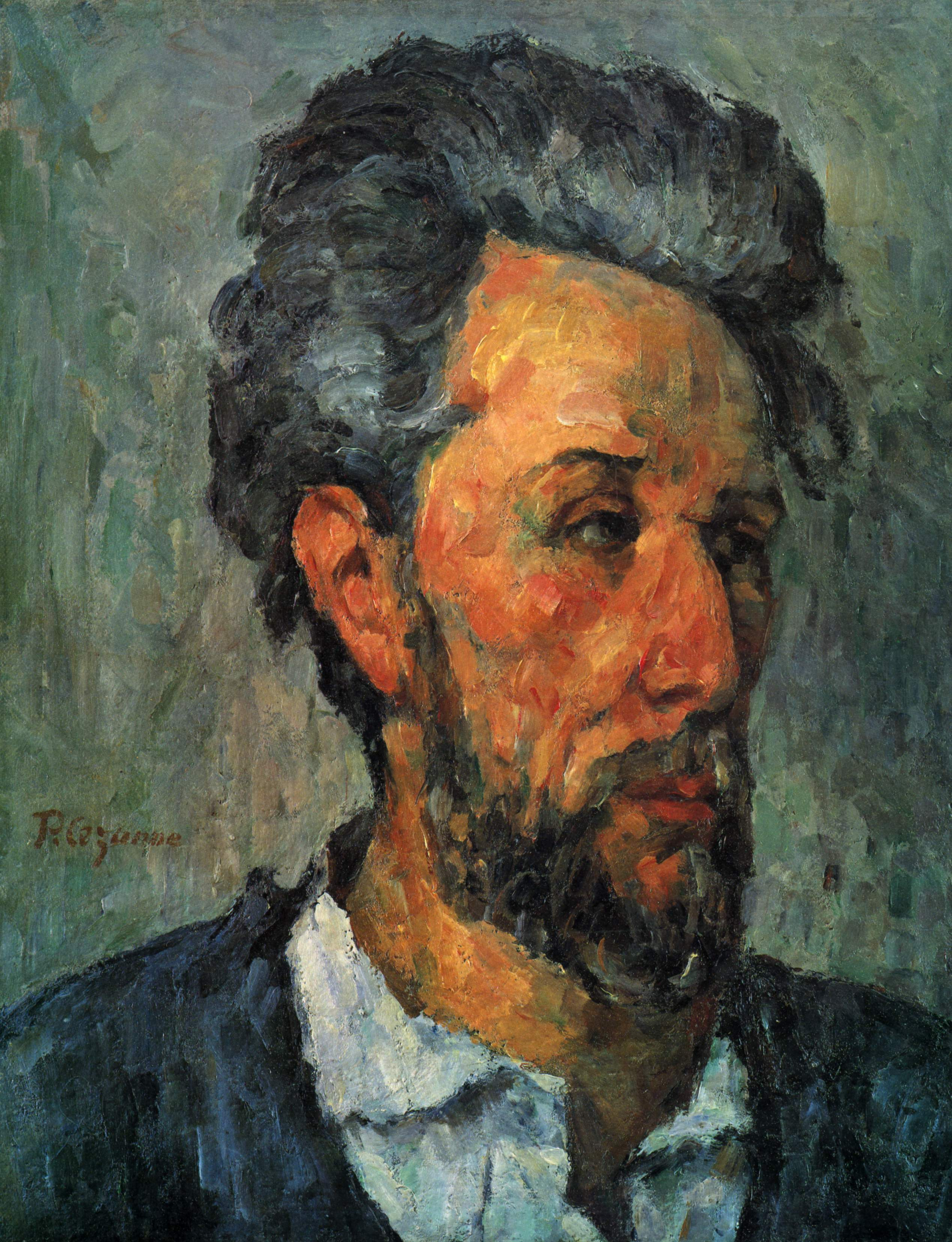
Porträt des Victor Choquet, 1876/77, Privatbesitz

Die jungen Maler in Paris sahen im Salon de Paris keine Förderung ihrer Werke und griffen daher Claude Monets bereits im Jahr 1867 gefassten Plan einer eigenen Ausstellung auf. Vom 15. April bis zum 15. Mai 1874 fand die Gruppenausstellung der Société anonyme des artistes, peintres, sculpteurs, graveurs statt, der später so genannten Impressionisten. Dieser Name geht auf den Titel des ausgestellten Gemäldes Impression soleil levant von Monet zurück. Der Kritiker Louis Leroy bezeichnete in der satirischen Zeitschrift Le Charivari die Gruppe als „Impressionisten“ und schuf damit den Begriff dieser neuen Kunstrichtung. Ausstellungsort war das Atelier des Fotografen Nadar am Boulevard des Capucines.
Pissarro setzte Cézannes Teilnahme gegen die Bedenken einiger Mitglieder durch, die befürchteten, Cézannes kühne Bilder könnten der Ausstellung schaden. Neben Cézanne stellten unter anderem Renoir, Monet, Alfred Sisley, Berthe Morisot, Edgar Degas und Pissarro aus. Manet lehnte eine Beteiligung ab, für ihn war Cézanne „ein Maurer, der mit der Kelle malt“. Besonders Cézanne erregte mit seinen Gemälden wie der Landschaft bei Auvers und der Modernen Olympia großes Aufsehen, Entrüstung und Hohngelächter bei den Kritikern. In Eine moderne Olympia, geschaffen als Bildzitat von Manets 1863 entstandenem, vielfach geschmähtem Gemälde Olympia, suchte Cézanne eine noch drastischere Darstellung und zeigte neben Prostituierter und Dienerin auch den Freier, in dessen Gestalt Cézanne persönlich vermutet wird.
Die Ausstellung erwies sich als finanzieller Misserfolg; bei der Schlussabrechnung ergab sich ein Defizit von über 180 Francs für jeden der teilnehmenden Künstler. Cézannes Werk Das Haus des Gehängten gehörte zu den Bildern, die trotz der Verrisse verkauft werden konnten. Der Sammler Graf Doria erwarb es für 300 Francs.
Im Jahr 1875 traf Cézanne den Zollinspektor und Kunstsammler Victor Chocquet, der, vermittelt durch Renoir, drei seiner Arbeiten kaufte und sein treuester Sammler wurde. An der zweiten Ausstellung der Gruppe nahm Cézanne nicht teil, präsentierte dafür im Jahr 1877, in der dritten Ausstellung, gleich 16 seiner Werke, die sich wiederum erhebliche Kritik zuzogen. Es war das letzte Mal, dass er gemeinsam mit den Impressionisten ausstellte. Ein weiterer Förderer war der Farbenhändler Julien „Père“ Tanguy, der die jungen Maler unterstützte, indem er ihnen Farben und Leinwand lieferte und dafür Gemälde erhielt.
Im März 1878 erfuhr Cézannes Vater durch eine unbedachte briefliche Äußerung Victor Chocquets von der lange verborgen gehaltenen Beziehung zu Hortense und dem gemeinsamen unehelichen Sohn Paul. Er kürzte darauf den monatlichen Wechsel um die Hälfte, und für Cézanne begann eine finanziell angespannte Zeit, in der er Zola um Hilfe bitten musste.

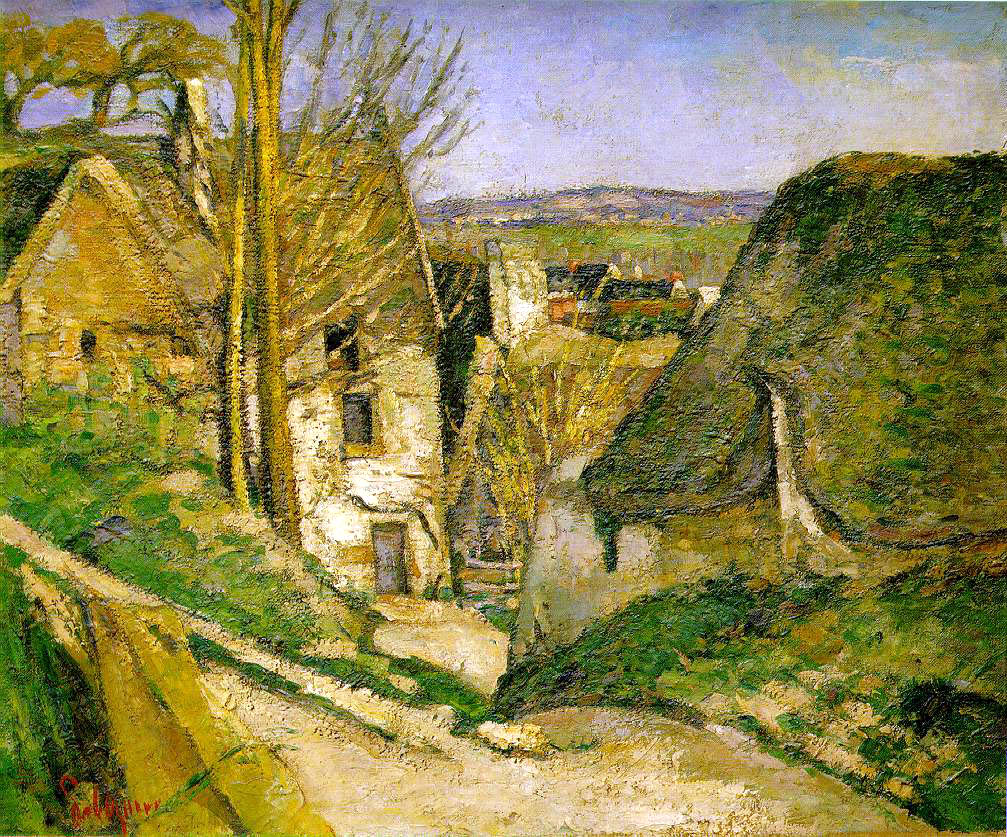
Das Haus des Gehängten, 1873, Musée d’Orsay, Paris
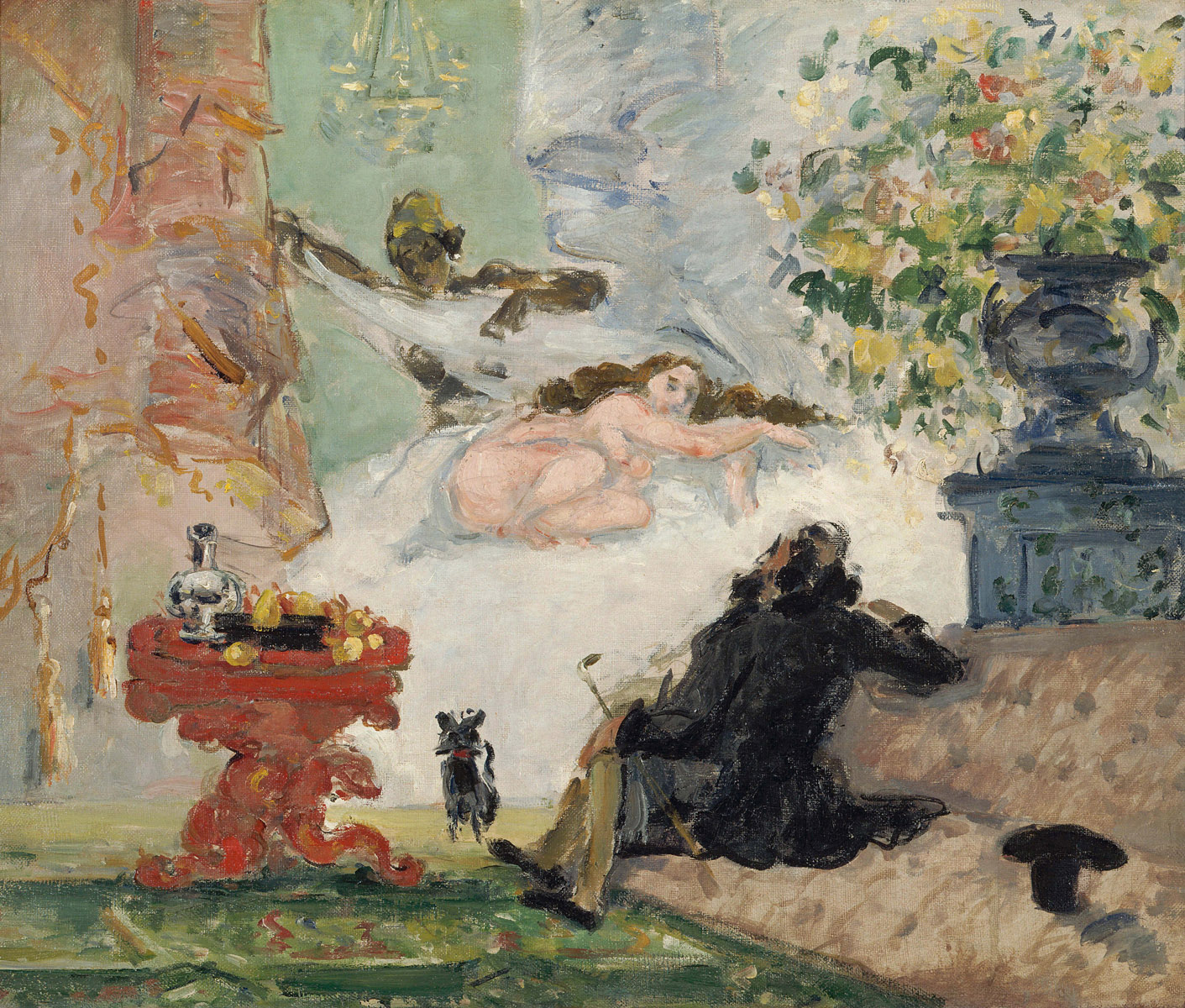
Eine moderne Olympia, 1873/74, Musée d’Orsay, Paris
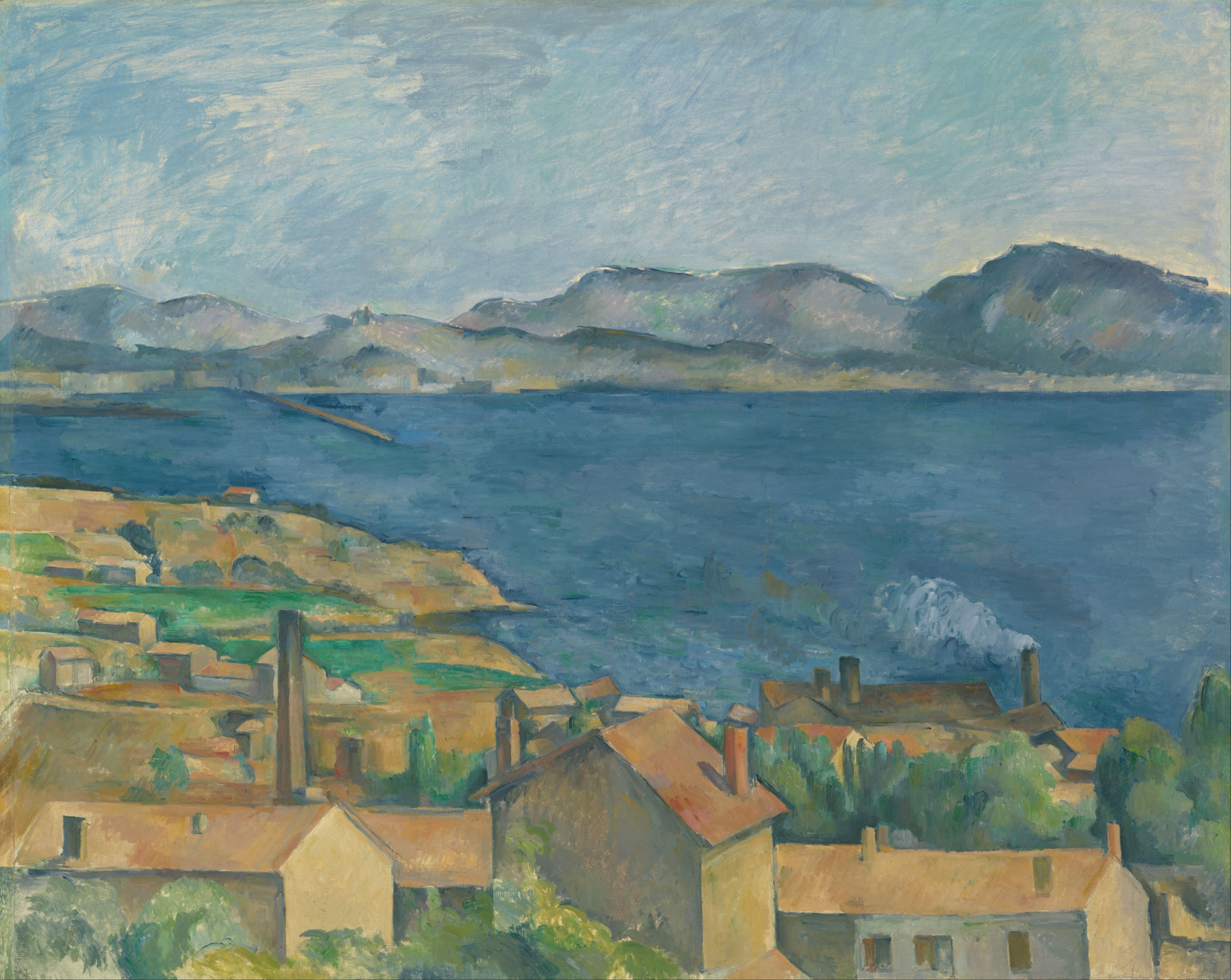
Die Bucht von Marseille, von L’Estaque aus gesehen, um 1885, Art Institute of Chicago
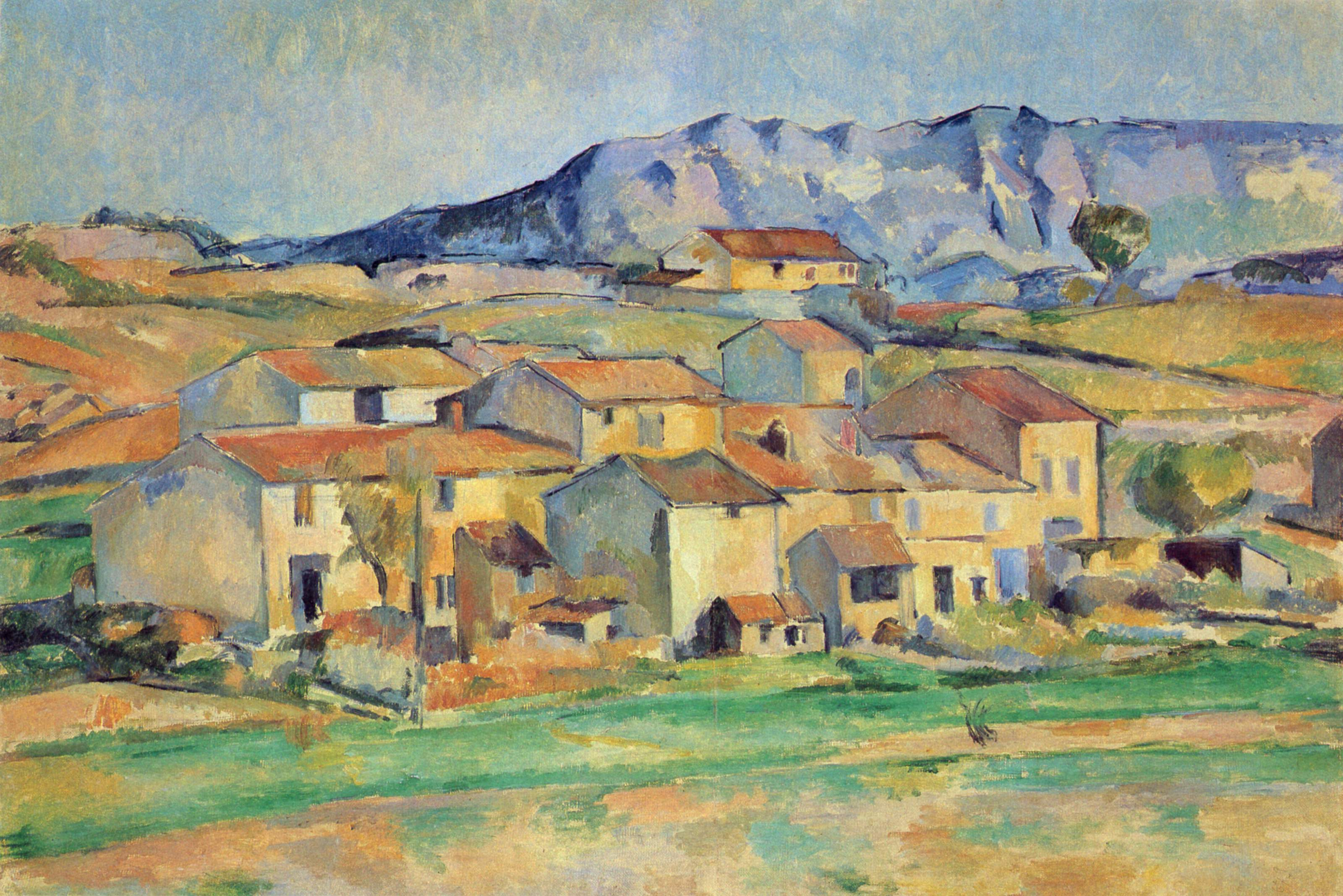
Montagne Sainte-Victoire, von der Umgebung bei Gardanne aus gesehen, 1886–1890, National Gallery of Art, Washington

1881 arbeitete Cézanne in Pontoise mit Paul Gauguin und Pissarro zusammen; Cézanne kehrte am Ende des Jahres nach Aix zurück. Er warf Gauguin später vor, dass er ihm seine „kleine Empfindung“ gestohlen habe und dieser andererseits jedoch nur Chinoiserien male. Mit Antoine Guillemet wurde 1882 ein Freund Cézannes Mitglied der Jury des Salons. Da jedes Jurymitglied das Privileg hatte, ein Bild eines seiner Schüler zu zeigen, gab er Cézanne als seinen Schüler aus und erreichte dessen erste Teilnahme beim Salon. Das Werk, es war ein Porträt seines Vaters aus den sechziger Jahren, wurde an eine schlecht belichtete Stelle eines abgelegenen Saals in die oberste Reihe gehängt und erfuhr keinerlei Beachtung.
Cézanne arbeitete im Frühjahr 1882 mit Renoir in Aix und – erstmals – in L’Estaque zusammen, einem kleinen Fischerort bei Marseille, den er auch 1883 und 1888 aufsuchte. Bei einem der ersten beiden Aufenthalte entstand Die Bucht von Marseille, von L’Estaque aus gesehen. Im Herbst 1885 und in den folgenden Monaten hielt sich Cézanne in Gardanne auf, einer kleinen, auf einem Hügel gelegenen Stadt in der Nähe von Aix-en-Provence, wo er mehrere Gemälde schuf, deren facettierte Formen bereits den Malstil des Kubismus antizipieren.

### Bruch mit Zola, Heirat 1886

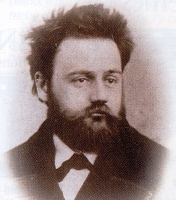
Fotoporträt Zolas aus dem Jahr 1870

Die lange freundschaftliche Beziehung zu Émile Zola war distanzierter geworden. Der weltgewandte, erfolgreiche Schriftsteller hatte sich 1878 ein luxuriöses Sommerhaus in Médan in der Nähe von Auvers eingerichtet, wo ihn Cézanne in den Jahren 1879 bis 1882 sowie 1885 wiederholt besucht hatte; doch der aufwändige Lebensstil des Freundes hatte ihm, der ein anspruchsloses Leben führte, seine eigene Unzulänglichkeit vor Augen geführt und veranlasste ihn zum Selbstzweifel.

Hortense Cézanne in rotem Kleid, um 1890, Museu de Arte, São Paulo

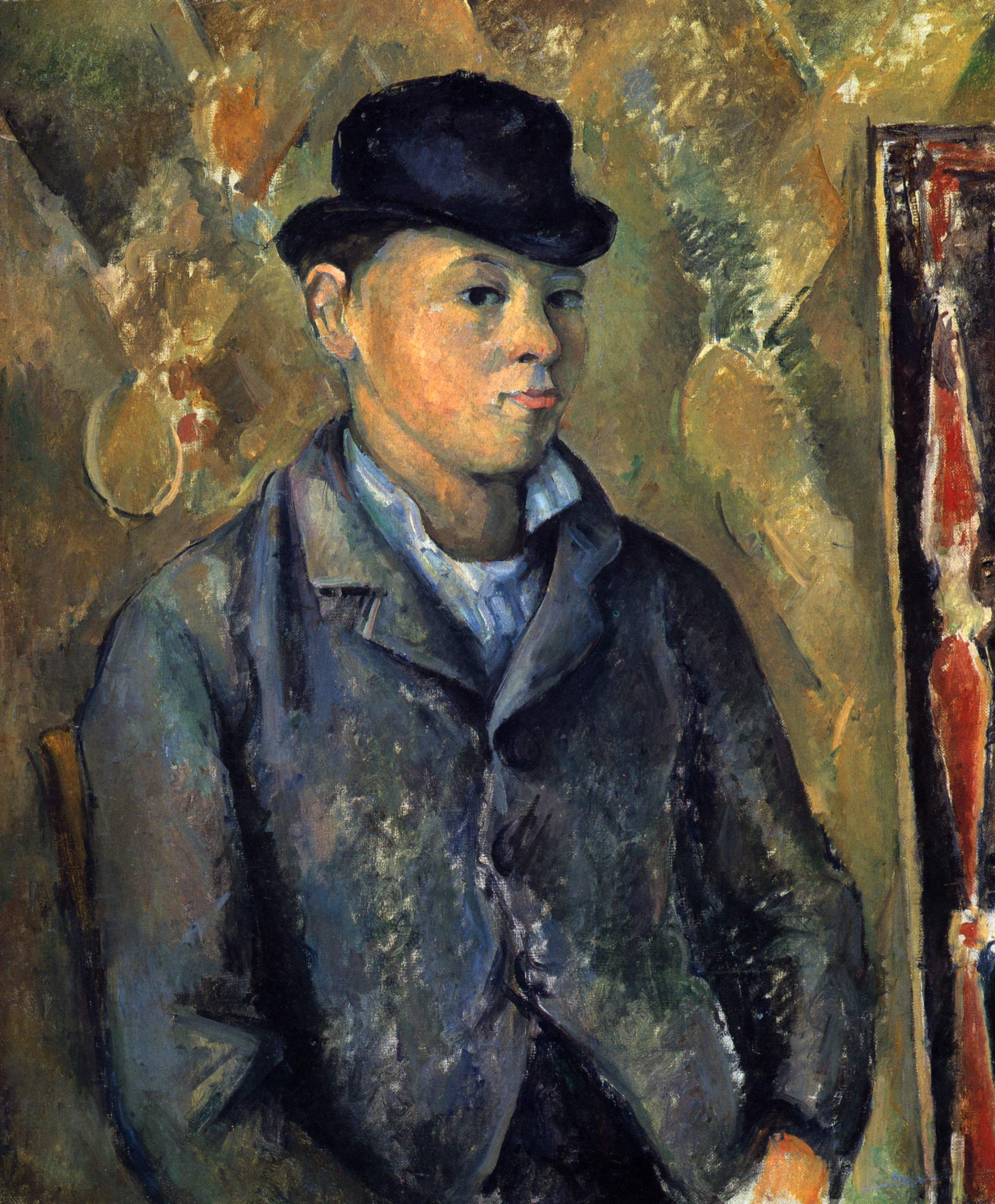
Der Sohn des Künstlers, Paul, 1885–1890. National Gallery of Art, Washington, D.C.

Zola, der den Jugendfreund inzwischen als einen Gescheiterten betrachtete, veröffentlichte im März 1886 seinen Schlüsselroman L’Œuvre aus dem Romanzyklus der Rougon-Macquart, dessen Protagonist, der Maler Claude Lantier, die Verwirklichung seiner Ziele nicht erreicht und Selbstmord begeht. Um die Parallelen zwischen Fiktion und Biografie noch zu steigern, stellte Zola in seinem Werk dem Maler Lantier den erfolgreichen Schriftsteller Sandoz zur Seite. Monet und Edmond de Goncourt sahen in der Romanfigur des Malers eher Édouard Manet beschrieben, doch Cézanne fand sich als Person in vielen Einzelheiten widergespiegelt. Er bedankte sich förmlich für die Zusendung des vermeintlich auf ihn bezogenen Werks. Der Kontakt der beiden Jugendfreunde brach daraufhin für immer ab.
Am 28. April 1886 heirateten Paul Cézanne und Hortense Fiquet in Anwesenheit seiner Eltern in Aix. Die Verbindung zu Hortense wurde nicht aus Liebe legalisiert, da ihre Beziehung schon seit längerem zerrüttet war. Cézanne hatte eine Scheu vor Frauen und eine panische Angst vor Berührungen, ein Trauma, das aus seiner Kindheit stammte, als ihm nach eigener Aussage auf der Treppe ein Mitschüler hinterrücks einen Fußtritt von hinten versetzt hatte. Durch die Heirat sollte vielmehr der inzwischen vierzehnjährige Sohn Paul, den Cézanne sehr liebte, als ehelicher Sohn in seinen Rechten gesichert werden.
Trotz der belasteten Beziehung war Hortense die Person, die Cézanne am häufigsten porträtierte. Vom Beginn der siebziger bis zu den frühen neunziger Jahren sind 26 Gemälde von Hortense bekannt. Sie ließ die anstrengenden Sitzungen bewegungslos und geduldig über sich ergehen. Das gezeigte Bild entstand um 1890 in der Wohnung auf der Île Saint-Louis in Paris am Quai d’Anjou 15.
Im Oktober 1886, nach dem Tod des Vaters, erbten Cézanne, seine Mutter und Schwestern dessen Vermögen, zu dem auch das Landgut Jas de Bouffan gehörte, sodass Cézannes finanzielle Lage wesentlich entspannter wurde. „Mein Vater war ein genialer Mann“, sagte er rückblickend, „er hinterließ mir ein Einkommen von 25.000 Francs.“

### Ausstellung bei Les Vingt 1890

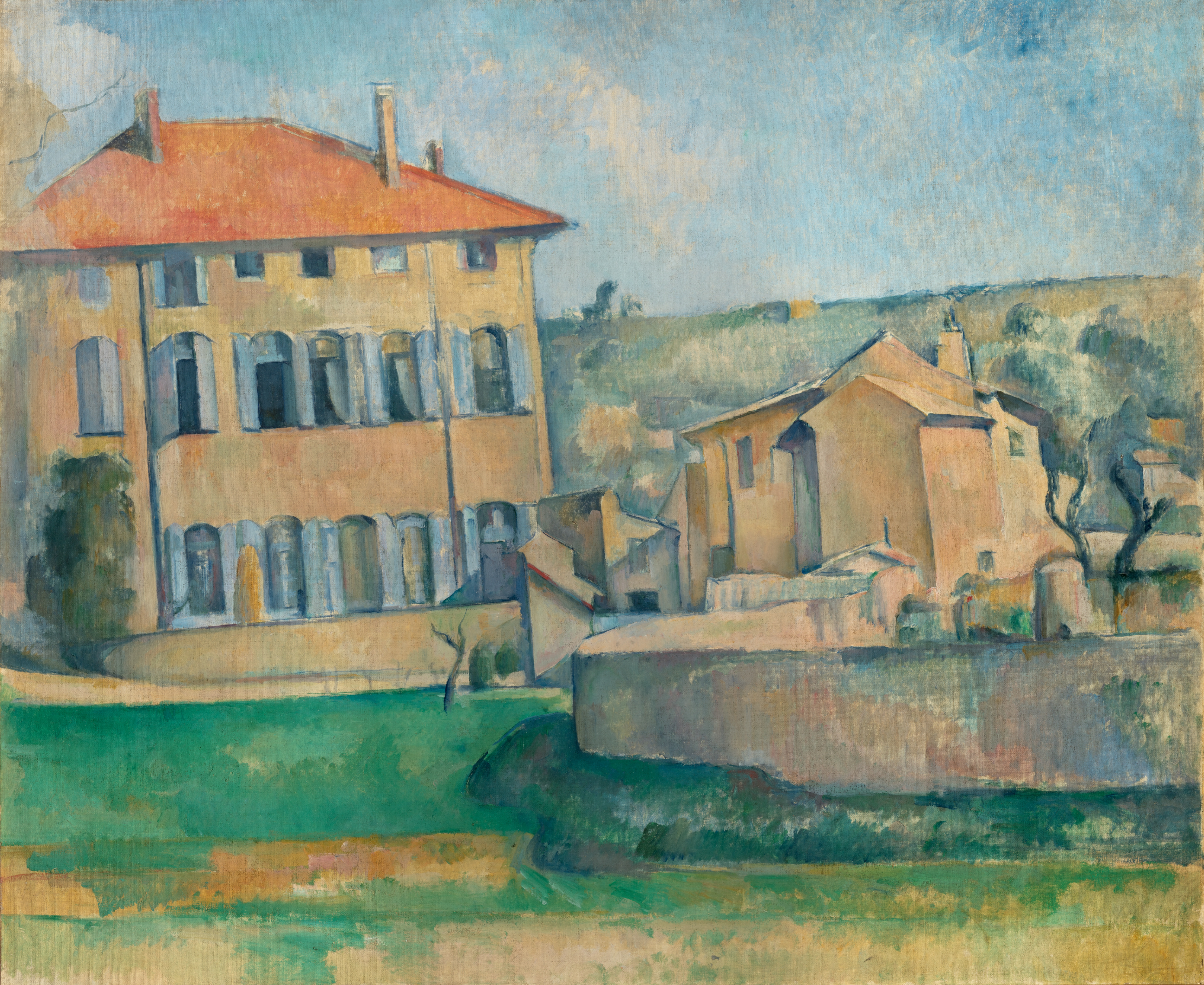
Das Landgut Jas de Bouffan, 1885–1887, Nationalgalerie Prag

Cézanne lebte in Paris und zunehmend in Aix ohne seine Familie. Renoir besuchte ihn dort im Januar 1888, und sie arbeiteten gemeinsam im Atelier des Jas de Bouffan. Im Jahr 1890 erkrankte Cézanne an Diabetes; durch die Krankheit wurde er noch schwieriger im Umgang mit seinen Mitmenschen.
In der Hoffnung, die gestörte Beziehung zu Hortense könne sich stabilisieren, verbrachte Cézanne mit ihr und seinem Sohn Paul einige Monate in der Schweiz. Der Versuch missglückte, daher kehrte er in die Provence zurück, Hortense und Paul nach Paris.
Im selben Jahr stellte er drei seiner Werke bei der Gruppe Les Vingt in Brüssel aus. Die Société des Vingt, kurz Les XX oder Les Vingt, deutsch Die XX oder Die Zwanzig, war eine um 1883 gegründete Vereinigung von belgischen oder in Belgien lebenden Künstlern, darunter Fernand Khnopff, Théo van Rysselberghe, James Ensor und das Geschwisterpaar Anna und Eugène Boch.

### Cézannes erste Einzelausstellung in Paris 1895
Im Mai 1895 besuchte er zusammen mit Pissarro die Ausstellung Monets in der Galerie Durand-Ruel. Er war begeistert, nannte aber später bezeichnenderweise das Jahr 1868 als Monets stärkste Zeit, als dieser noch mehr unter dem Einfluss Courbets stand.
Mit seinem Studienkameraden aus der Académie Suisse, Achille Emperaire, begab sich Cézanne in das Gebiet um den Ort Le Tholonet, wo er im „Château Noir“ wohnte, das am Sainte-Victoire-Gebirge liegt. Besonders das Gebirge nahm er in seinen Gemälden oft zum Thema. Er mietete sich am nah gelegenen Steinbruch Bibémus eine Hütte; Bibémus wurde ein weiteres Motiv für seine Gemälde.

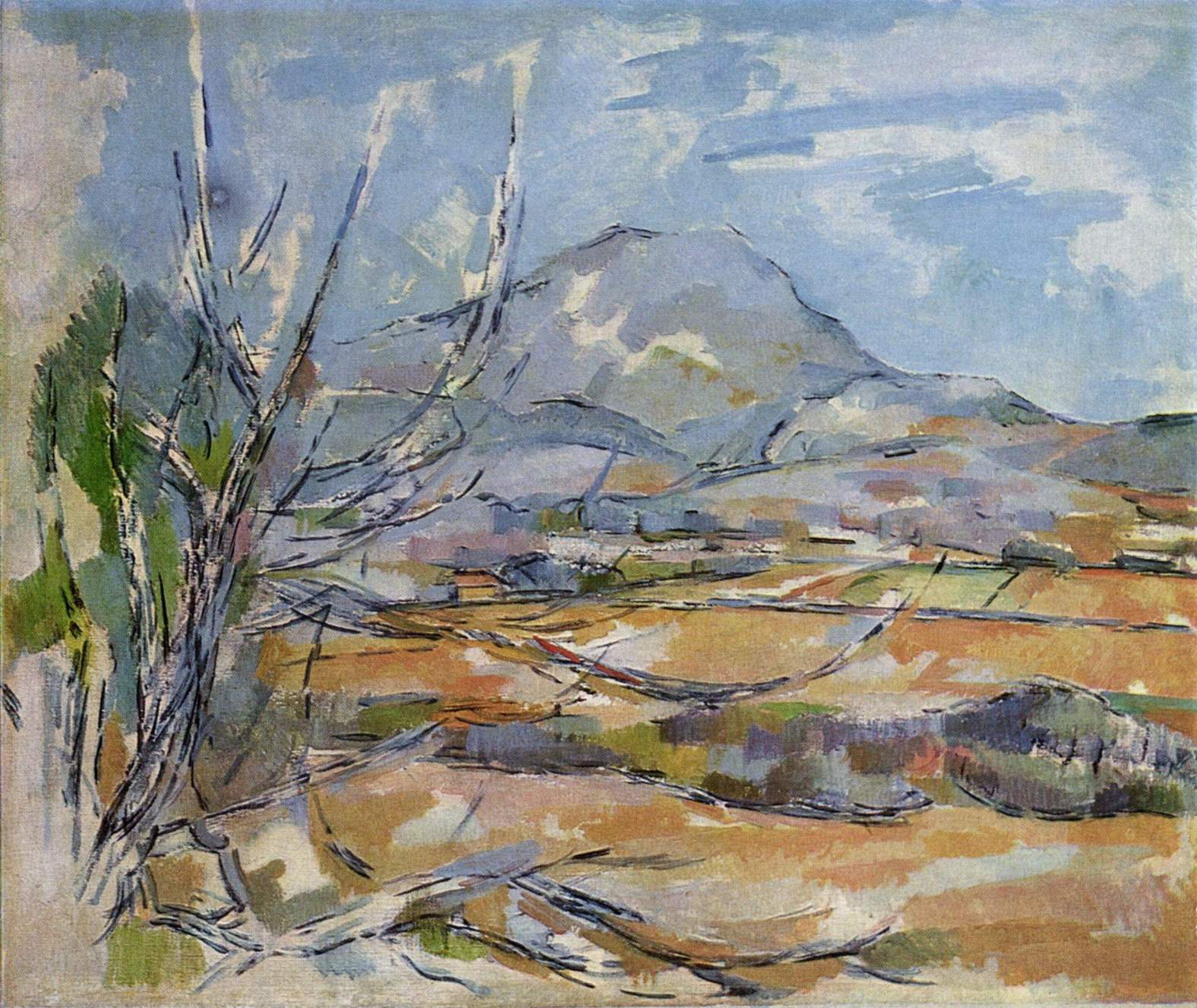
Mont Sainte-Victoire, 1885–1887, Scottish National Gallery, Edinburgh
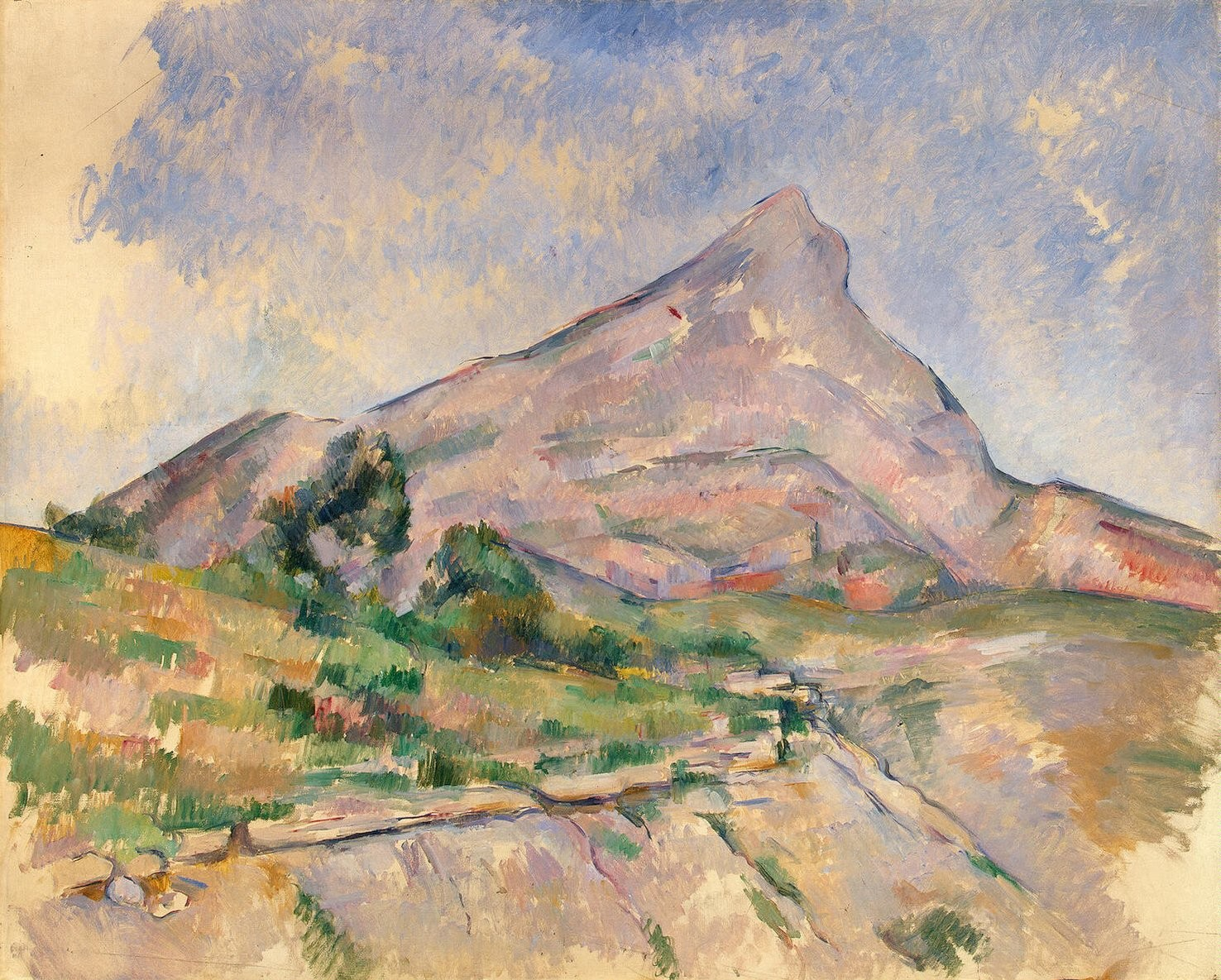
Mont Sainte-Victoire, 1897/98, Eremitage, Sankt Petersburg
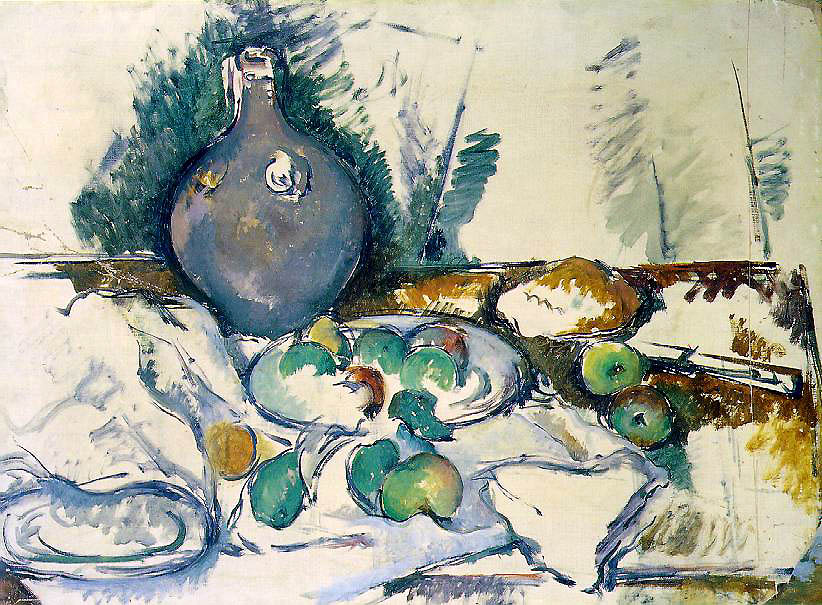
Stillleben mit Wasserkrug, 1892/93, Tate Gallery, London
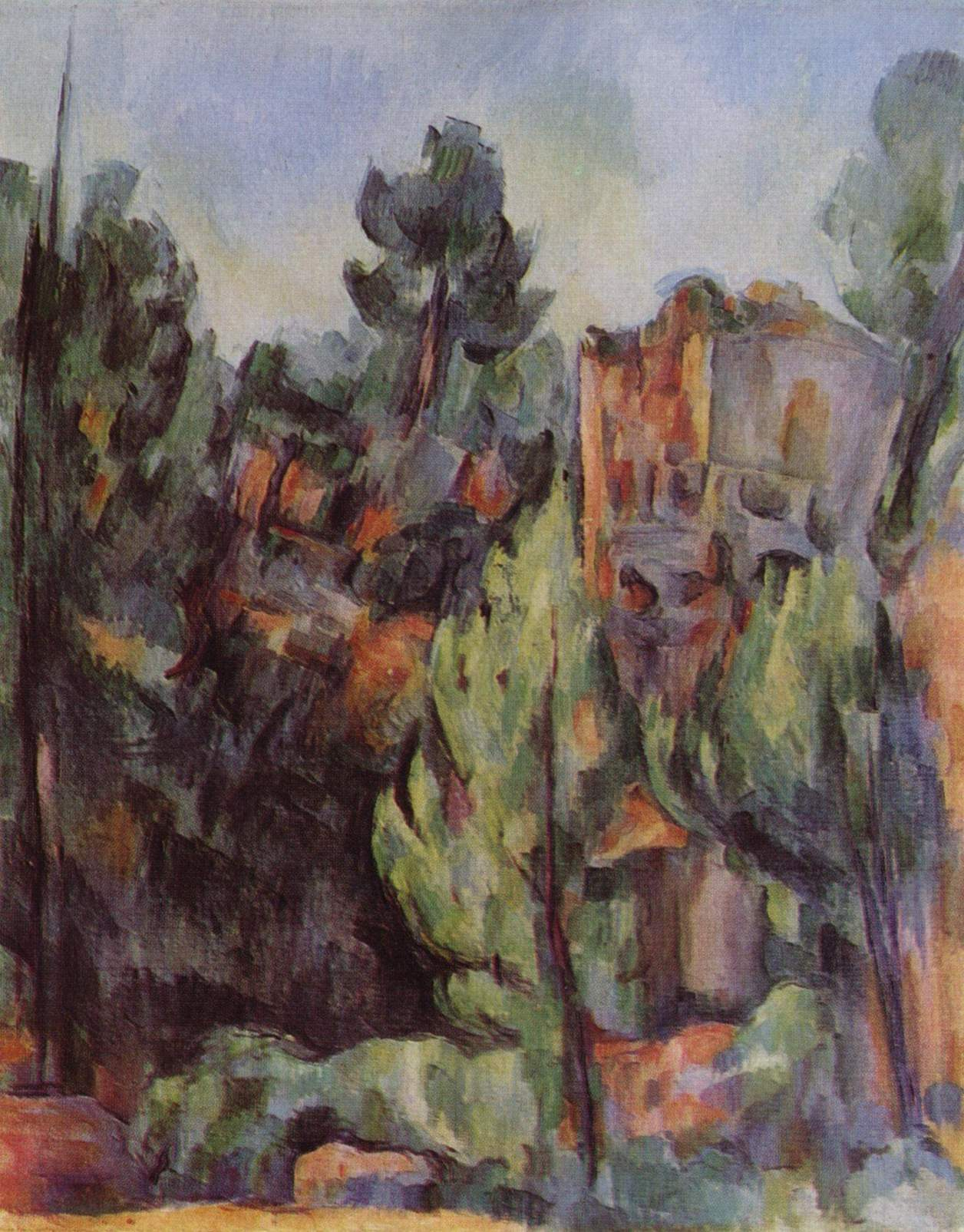
Steinbruch bei Bibémus, um 1900, Privatsammlung
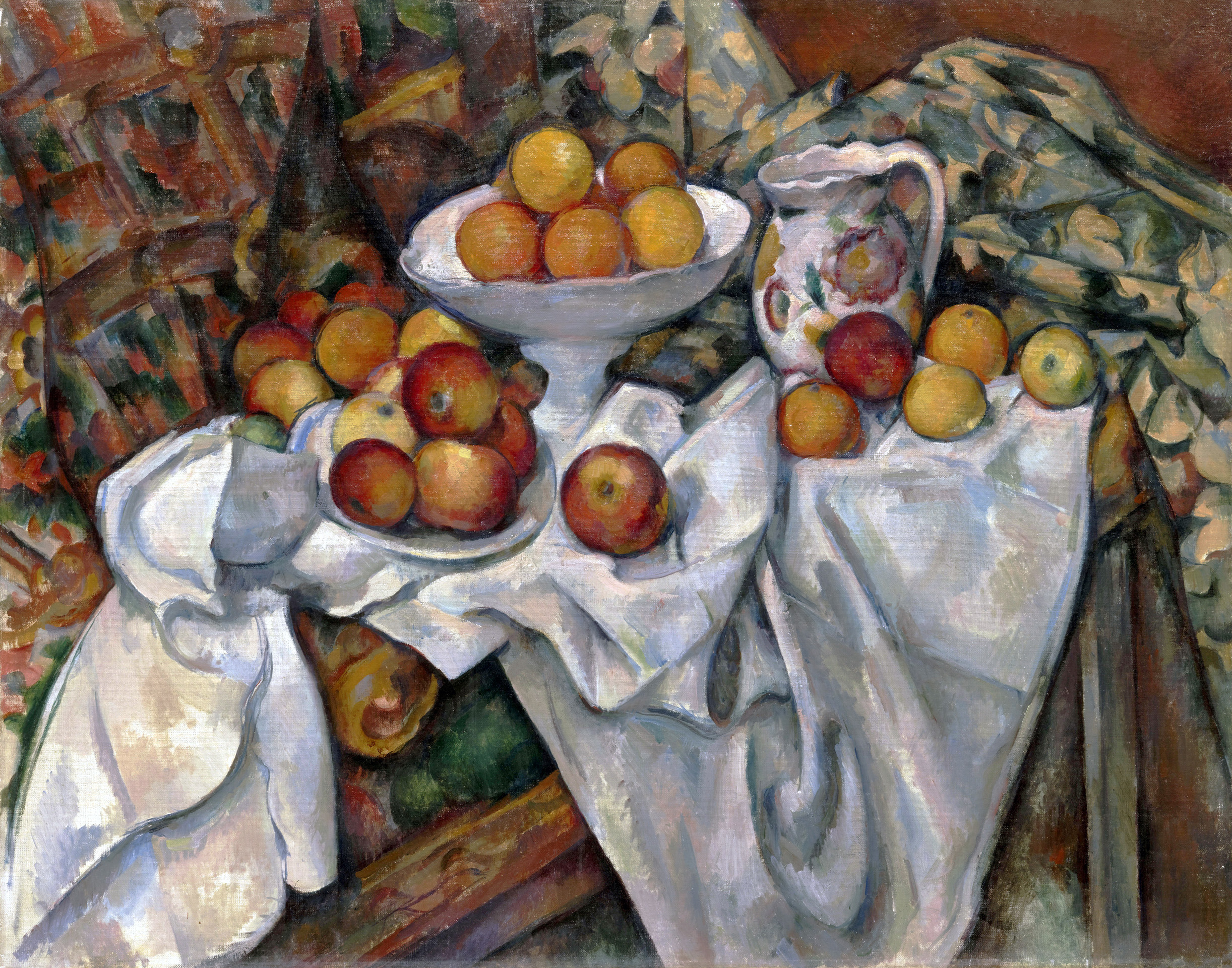
Stillleben mit Äpfeln und Orangen, 1895–1900, Musée d’Orsay, Paris

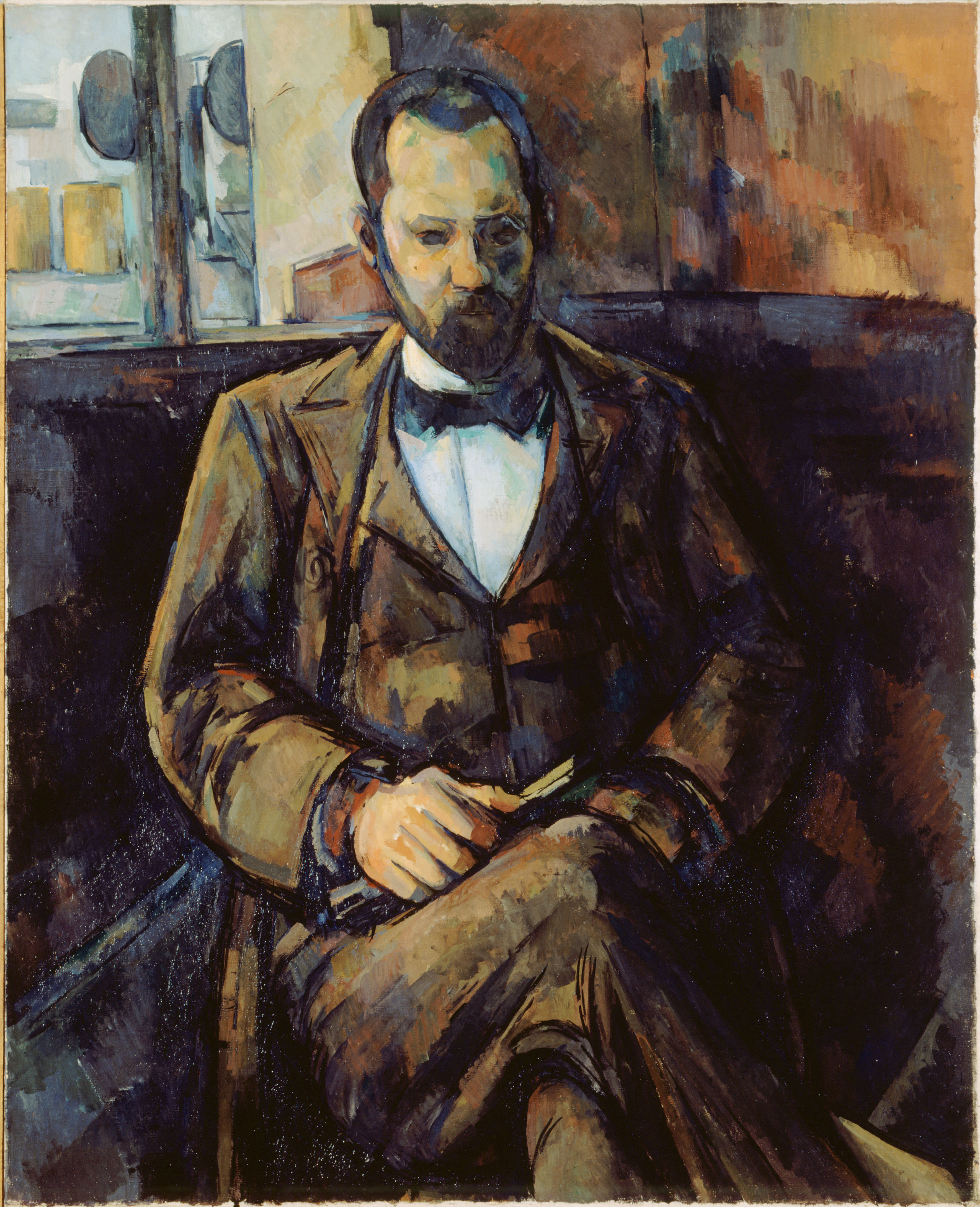
Porträt des Ambroise Vollard, 1899, Musée des Beaux-Arts de la ville de Paris

Ambroise Vollard, ein aufstrebender Galerist, eröffnete im November 1895 Cézannes erste Einzelausstellung. Er zeigte in seiner Galerie eine Auswahl von 50 aus etwa 150 Werken, die ihm Cézanne als Paket zugeschickt hatte. Über die Ausstellung eines Manet-Konvoluts in seinem kleinen Laden hatte Vollard 1894 Degas und Renoir kennengelernt, die bei ihm Manet-Arbeiten gegen eigene Werke eintauschten. Vollard knüpfte ebenfalls Beziehungen zu Pierre Bonnard und Édouard Vuillard, und als im selben Jahr der bekannte Farbenhändler Père Tanguy starb, konnte Vollard aus dessen Nachlass sehr günstig Arbeiten von drei damals noch Unbekannten kaufen: Cézanne, Gauguin und van Gogh. Der erste Käufer eines Cézanne-Gemäldes war Monet, es folgten Kollegen wie Degas, Renoir, Pissarro und später dann Kunstsammler. Die Preise für Werke Cézannes stiegen um das Hundertfache, und Vollard profitierte wie stets von seinen Lagerbeständen.
Im Jahr 1897 wurde zum ersten Mal ein Cézanne-Gemälde von einem Museum angekauft. Hugo von Tschudi erwarb Cézannes Landschaftsmalerei Die Mühle an der Couleuvre bei Pontoise in der Galerie Durand-Ruel für die Berliner Nationalgalerie.
Cézannes Mutter starb am 25. Oktober 1897. Im November 1899 verkaufte er auf Drängen seiner Schwester das nun praktisch verwaiste Anwesen „Jas de Bouffan“ und bezog eine kleine Stadtwohnung in der 23, Rue Boulegon in Aix-en-Provence; der geplante Kauf des Anwesens „Château Noir“ hatte sich nicht realisieren lassen. Er stellte eine Haushälterin ein, Mme Bremond, die ihn bis zu seinem Tod betreuen sollte.

### Hommage à Cézanne

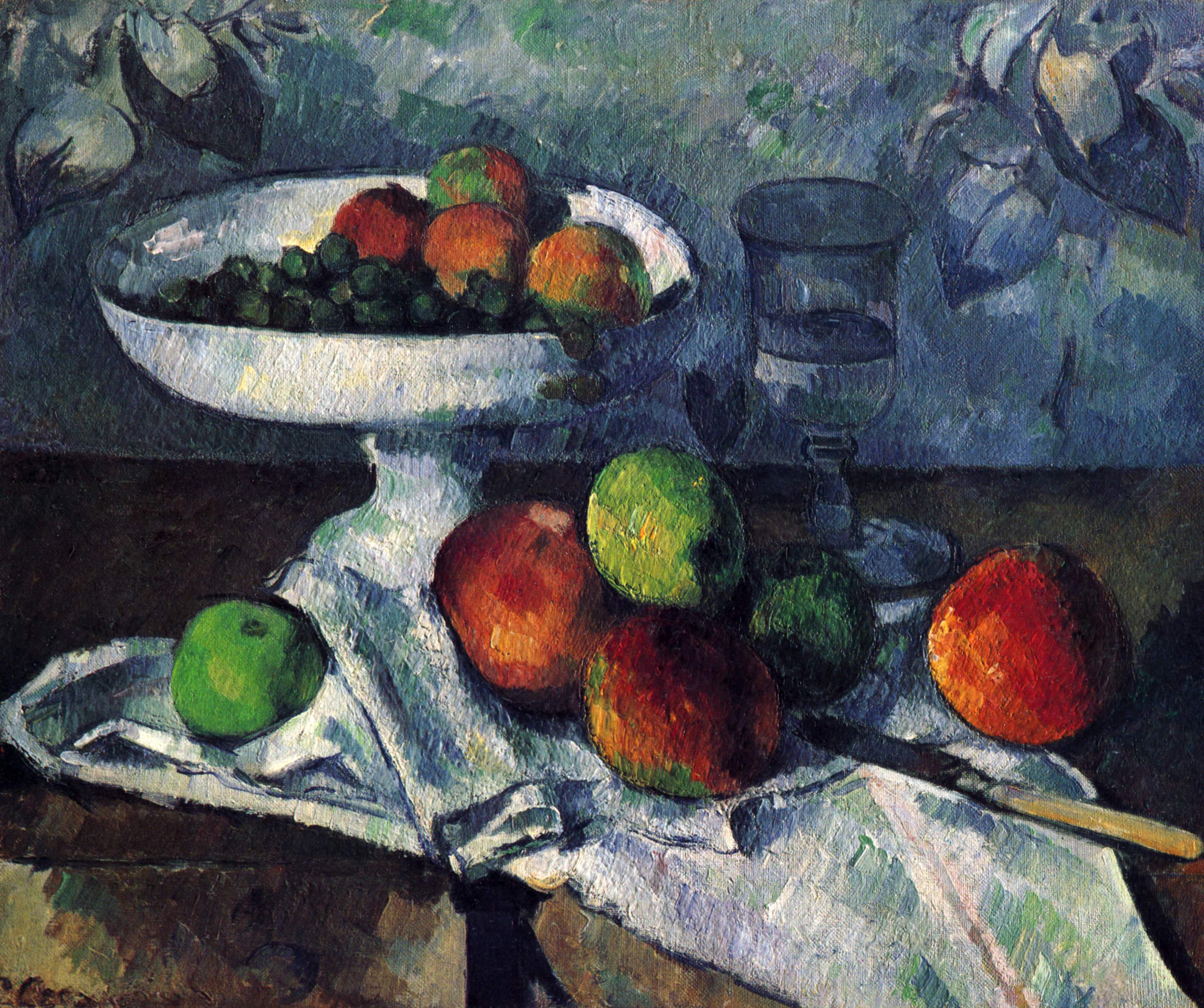
Stillleben mit Obstschale, 1879–1880, Museum of Modern Art, New York.

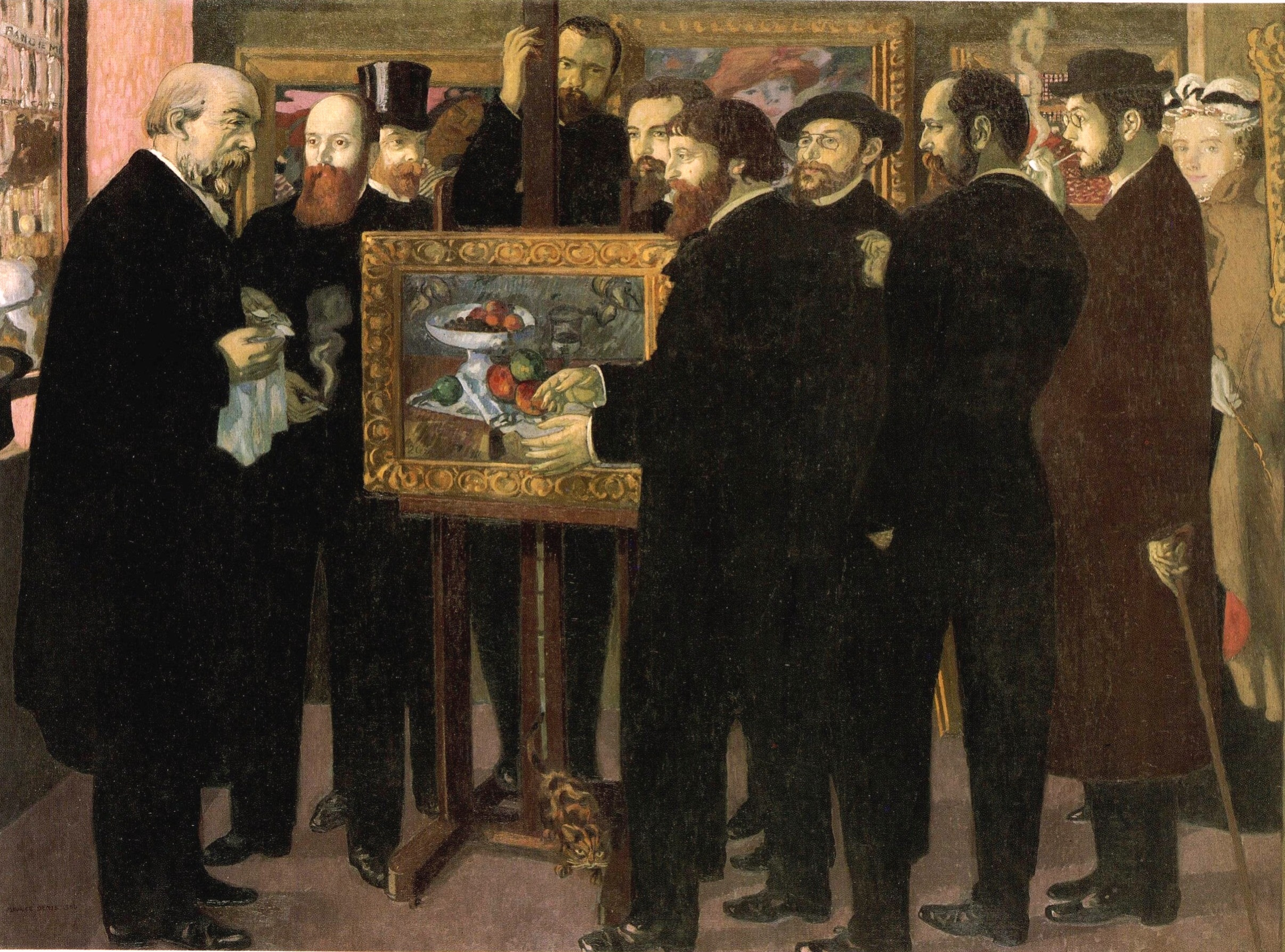
Maurice Denis: Hommage à Cézanne, 1900, Musée d’Orsay, Paris

Der Kunstmarkt reagierte inzwischen weiterhin positiv auf Cézannes Werke; so schrieb Pissarro im Juni 1899 aus Paris von der Versteigerung der Sammlung Chocquets aus dessen Nachlass: „Dazu gehören zweiunddreißig Cézannes ersten Ranges […]. Die Cézannes werden sehr hohe Preise bringen und sind bereits mit vier- bis fünftausend Francs angesetzt.“ In dieser Auktion wurden erstmals marktgerechte Preise für Bilder Cézannes erzielt, sie lagen jedoch noch „weit unter denen für Gemälde Manets, Monets oder Renoirs.“
Im Jahr 1901 stellte Maurice Denis sein 1900 entstandenes großes Gemälde Hommage à Cézanne in Paris und Brüssel aus. Das Bildthema ist die Galerie von Ambroise Vollard, in der ein Bild – Cézannes Gemälde Stillleben mit Obstschale – präsentiert wird, das früher im Besitz von Paul Gauguin war. Der Schriftsteller André Gide erwarb Hommage à Cézanne und gab es 1928 an das Musée du Luxembourg. Gegenwärtig ist es im Bestand des Musée d’Orsay, Paris. Zu den porträtierten Personen: Odilon Redon steht links im Vordergrund, er hört Paul Sérusier zu, der sich ihm gegenüber befindet. Von links nach rechts sind weiterhin Edouard Vuillard, der Kritiker André Mellerio mit Zylinder, Vollard hinter der Staffelei, Maurice Denis, Paul Ranson, Ker-Xavier Roussel, Pierre Bonnard mit Pfeife, und ganz rechts Marthe Denis, die Ehefrau des Malers, abgebildet.

### Die letzten Jahre

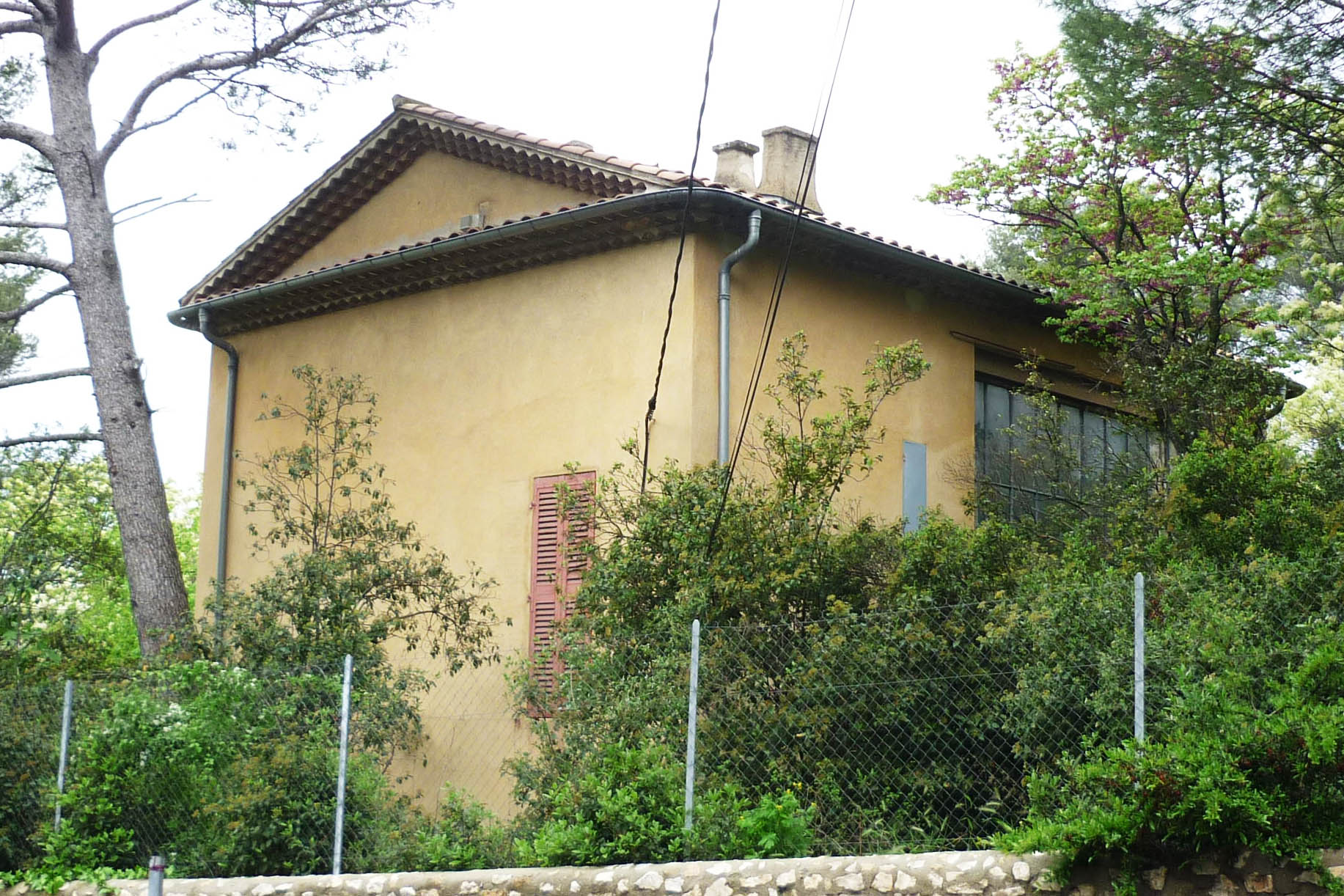
Das Atelierhaus von Paul Cézanne

1901 erwarb Cézanne ein Grundstück nördlich der Stadt Aix-en-Provence, wo er nach seinen Bedürfnissen 1902 das Atelier des Lauves am Chemin des Lauves bauen ließ. Für großformatige Gemälde wie Die Großen Badenden, die im Atelier des Lauves entstanden, ließ er an der Außenwand einen langen schmalen Mauerspalt errichten, durch den natürliches Licht fließen konnte. In diesem Jahr starb Zola, was Cézanne trotz der Entfremdung in Trauer versetzte.

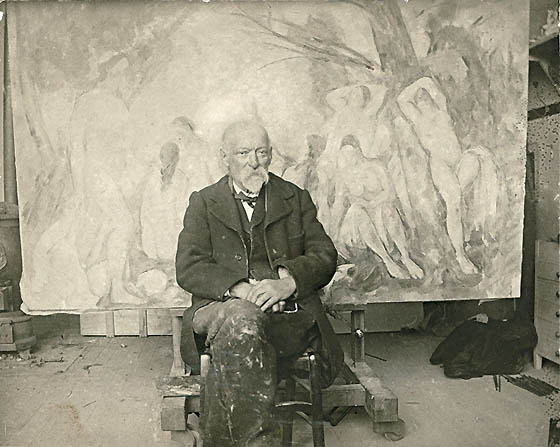
Paul Cézanne in seinem Atelier Les Lauves, 1904. Foto von Émile Bernard

Sein Gesundheitszustand verschlechterte sich mit zunehmendem Alter; zu seiner Zuckerkrankheit kamen Altersdepressionen hinzu, die sich in wachsendem Misstrauen gegenüber seinen Mitmenschen bis hin zum Verfolgungswahn äußerten. Allerdings machten es ihm die Aixer Mitbürger und Teile der Presse nicht leicht. Trotz der zunehmenden Anerkennung des Künstlers erschienen gehässige Pressetexte, und er erhielt zahlreiche Drohbriefe. „Ich verstehe die Welt nicht, und die Welt versteht mich nicht, darum habe ich mich von der Welt zurückgezogen“, so äußerte sich der alte Cézanne gegenüber seinem Kutscher.

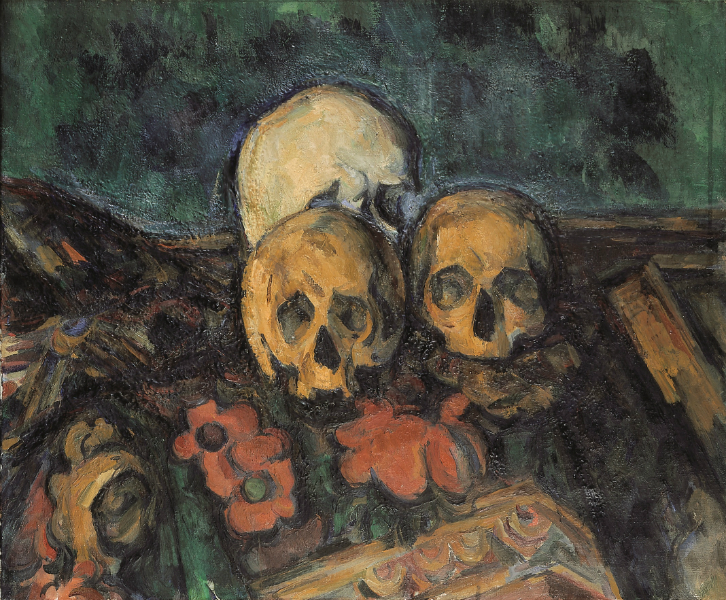
Drei Schädel auf einem Teppich, um 1904, Privatbesitz

Als Cézanne im September 1902 sein Testament bei einem Notar hinterlegte, schloss er seine Frau Hortense vom Erbe aus und erklärte darin seinen Sohn Paul zum Alleinerben.
Im Jahr 1903 stellte er zum ersten Mal im neu gegründeten Salon d’Automne (Pariser Herbstsalon) aus. Der Maler und Kunsttheoretiker Émile Bernard besuchte ihn erstmals im Februar 1904 für einen Monat und veröffentlichte im Juli einen Artikel über den Maler in der Zeitschrift L’Occident. Cézanne arbeitete damals an einem Vanitas-Stillleben mit drei Schädeln auf einem orientalischen Teppich. Bernard berichtete, dass während seines Aufenthalts dieses Gemälde jeden Tag seine Farbe und Form wechselte, obgleich es vom ersten Tag an als vollendet erschien. Er sah dieses Werk später als Cézannes Vermächtnis an und resümierte: „Wahrlich, seine Art zu arbeiten war ein Nachdenken mit dem Pinsel in der Hand.“ In den mehrfach geschaffenen Memento-mori-Stillleben zeigte sich Cézannes zunehmende Altersdepression, die in seinen Briefen seit 1896 mit Bemerkungen wie „das Leben beginnt für mich von einer tödlichen Monotonie zu sein“ anklang. Mit Bernard entspann sich ein Briefwechsel bis zu Cézannes Tod; er veröffentlichte seine Erinnerungen Souvenirs sur Paul Cézanne erstmals 1907 im Mercure de France, und 1912 erschienen sie in Buchform.

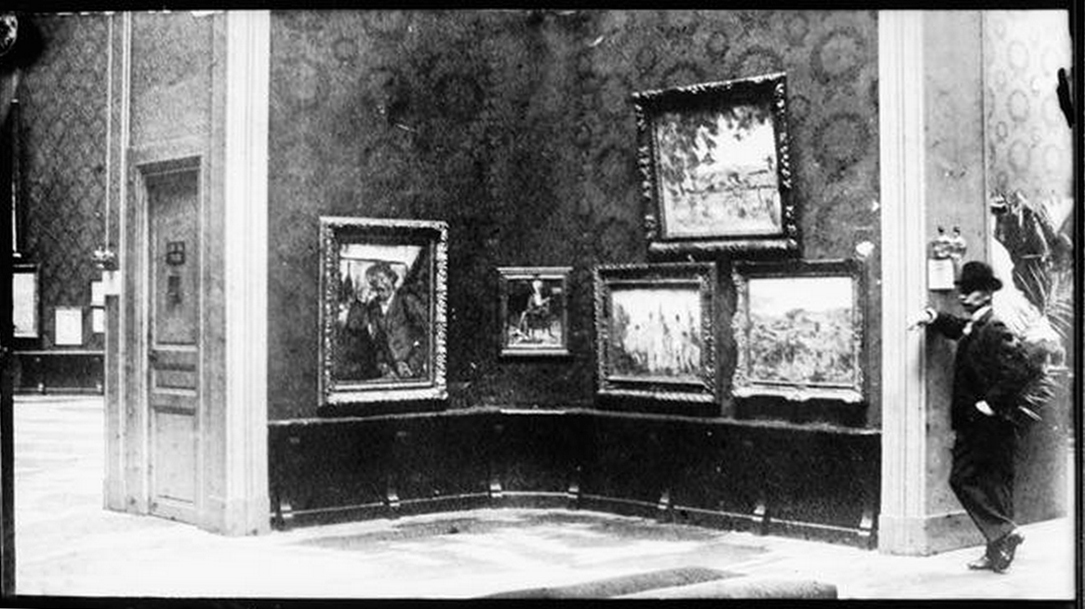
Salle Cézanne 1904 im Salon d’Automne, Fotografie von Ambroise Vollard, (Gemälde Victor Choquet, Baigneuses u. a.)

Vom 15. Oktober bis zum 15. November 1904 war ein ganzer Raum des Salon d’Automne mit den Werken Cézannes ausgestattet. 1905 fand eine Ausstellung in London statt, in der auch seine Arbeiten gezeigt wurden; die Galerie Vollard stellte im Juni seine Werke aus, und der Salon d’Automne schloss sich wiederum vom 19. Oktober bis zum 25. November mit 10 Gemälden an.

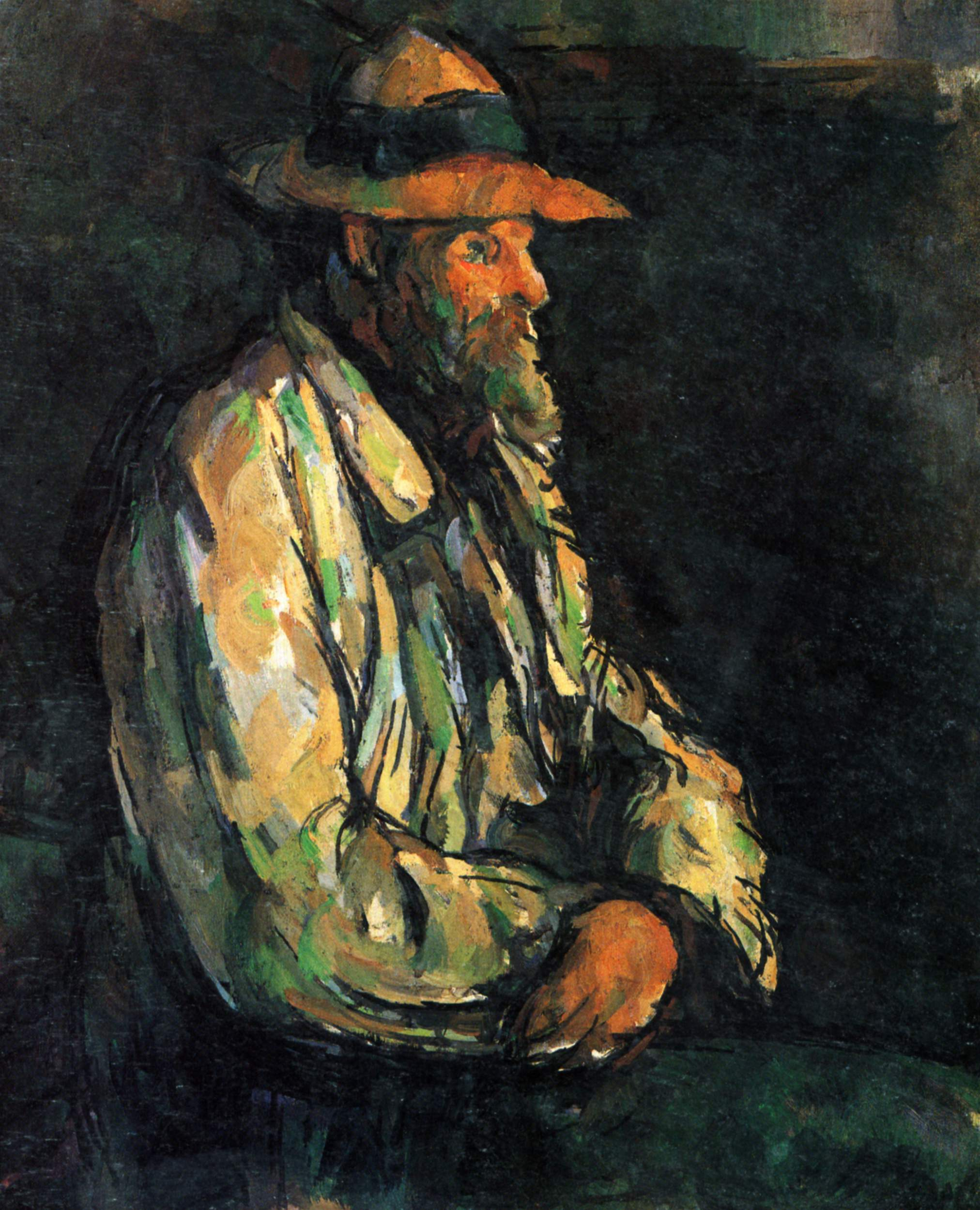
Bildnis des Gärtners Vallier, 1906, Museum Berggruen, Berlin. An diesem Gemälde arbeitete Cézanne kurz vor seinem Tod.

Der Kunsthistoriker und Mäzen Karl Ernst Osthaus, der 1902 das Museum Folkwang gegründet hatte, besuchte Cézanne am 13. April des Jahres 1906, in der Hoffnung, ein Gemälde des Künstlers erwerben zu können. Seine Frau Gertrud machte die vermutlich letzte fotografische Aufnahme Cézannes. Osthaus schilderte seinen Besuch in seiner im selben Jahr veröffentlichten Schrift Ein Besuch bei Cézanne.
Trotz der späten Erfolge konnte Cézanne sich seinen Zielvorstellungen immer nur annähern. Am 5. September 1906 schrieb er an seinen Sohn Paul: „Schließlich will ich Dir sagen, daß ich als Maler vor der Natur hellsichtiger werde, doch daß bei mir die Realisierung meiner Empfindungen immer sehr mühselig ist. Ich kann nicht die Intensität erreichen, die sich vor meinen Sinnen entwickelt, ich besitze nicht jenen wundervollen Farbenreichtum, der die Natur belebt.“
Am 15. Oktober geriet Cézanne beim Malen vor dem Motiv in ein Unwetter; er verlor die Besinnung, wurde von den Kutschern eines Wäschekarrens aufgelesen und nach Hause gebracht. Aufgrund der Unterkühlung zog er sich eine schwere Lungenentzündung zu. Am nächsten Tag ging Cézanne noch in den Garten, um an seinem letzten Gemälde, dem Bildnis des Gärtners Vallier, zu arbeiten, und schrieb einen ungehaltenen Brief an seinen Farbenhändler, in dem er die Verzögerung der Farbenlieferung beklagte. Sein Gesundheitszustand verschlechterte sich jedoch zusehends. Seine Frau Hortense und Sohn Paul wurden telegrafisch von der Haushälterin informiert, doch sie kamen zu spät. Am 22. Oktober 1906 starb Cézanne in Aix-en-Provence.

## Cézannes Werk

### Chronologie

#### Paris 1861–1871
Cézannes frühe „dunkle“ Periode war beeinflusst von den Werken der französischen Romantik und des beginnenden Realismus; Vorbilder waren Eugène Delacroix und Gustave Courbet. Seine Gemälde sind gekennzeichnet durch einen dicken Farbauftrag, kontrastreiche, dunkle Töne mit ausgeprägten Schatten, die Verwendung von reinem Schwarz und anderen mit Schwarz vermischten Farbtönen, braun, grau sowie preußisch-blau; gelegentlich kommen einige weiße Tupfen oder grüne und rote Pinselstriche zum Aufhellen hinzu, welche die monochrome Eintönigkeit beleben. Themen seiner Bilder aus dieser Zeit sind Porträts der Familienmitglieder oder dämonisch-erotischen Inhalts, in denen eigene traumatische Erlebnisse anklingen. Beispiele sind Die Entführung und Der Mord.

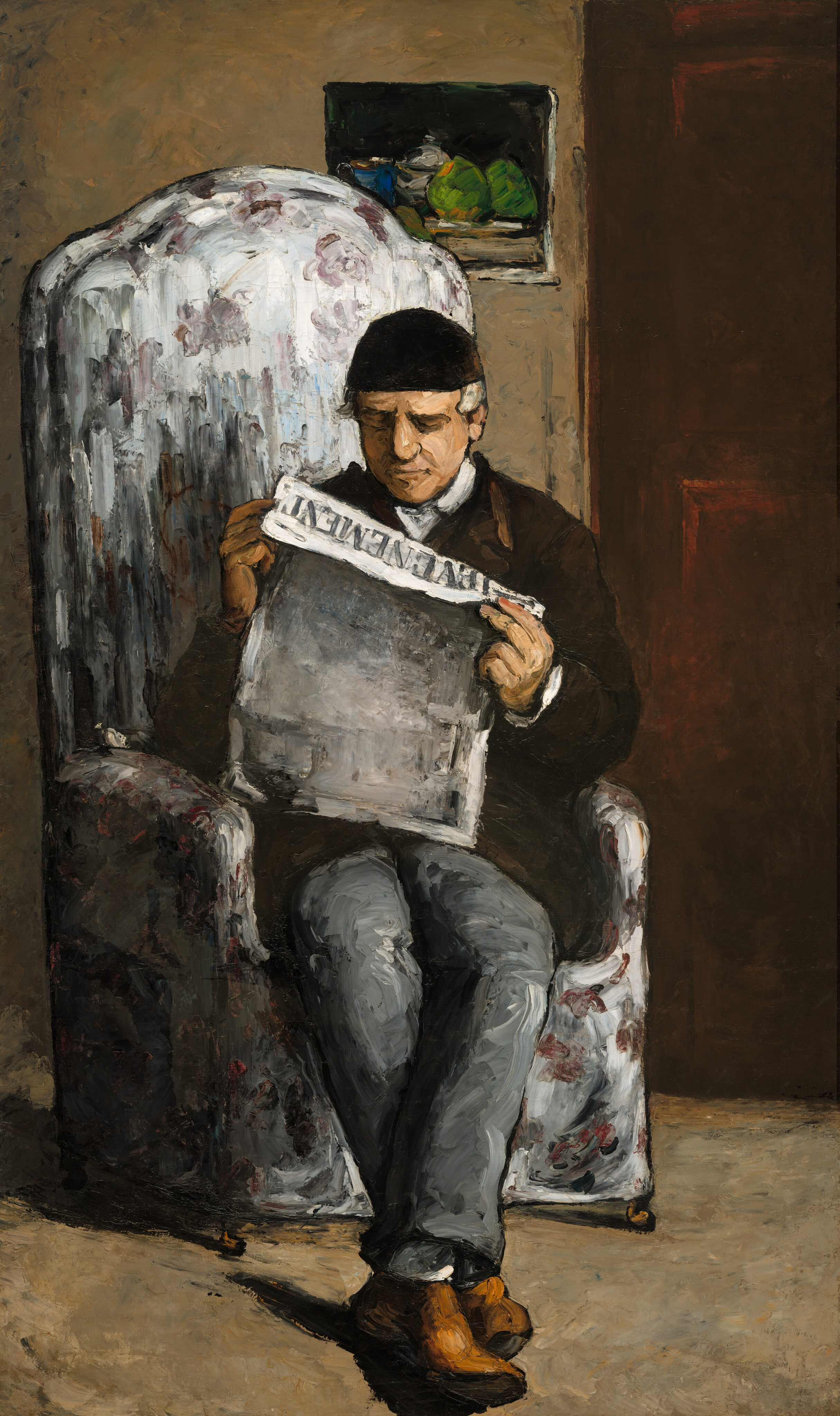
Bildnis Louis-Auguste Cézanne, Vater des Künstlers, 1866, National Gallery of Art, Washington
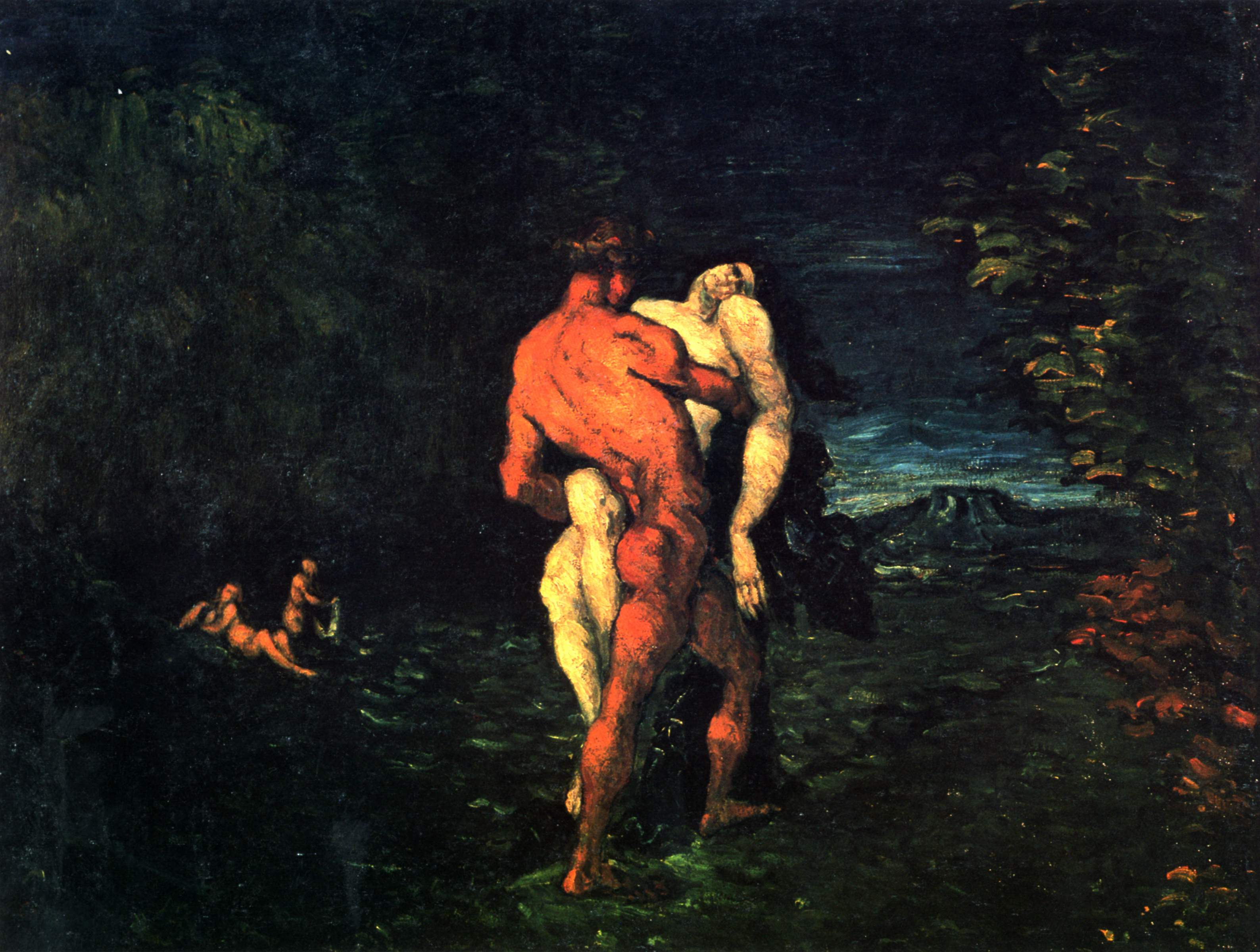
Die Entführung, 1867, Sammlung Keynes, Großbritannien
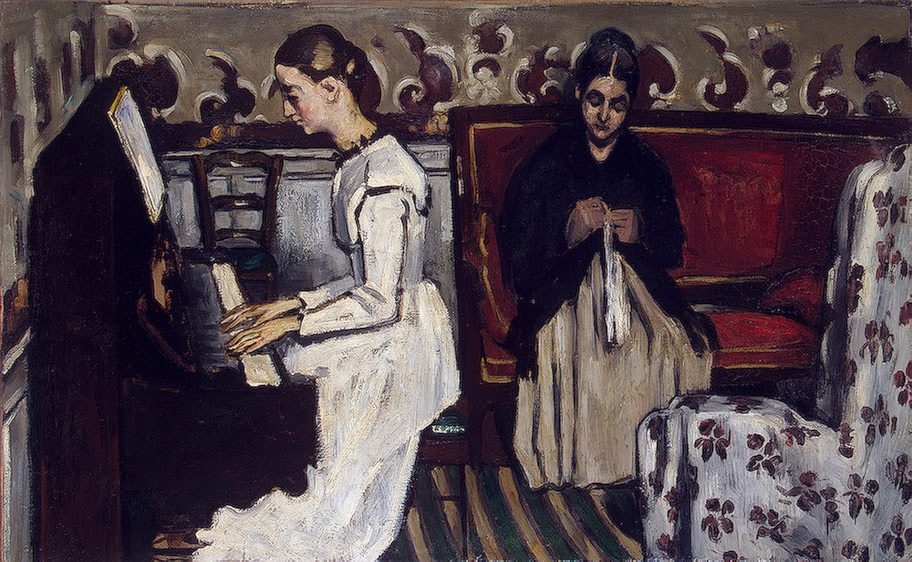
Mutter und Schwester, 1868, Eremitage, St. Petersburg
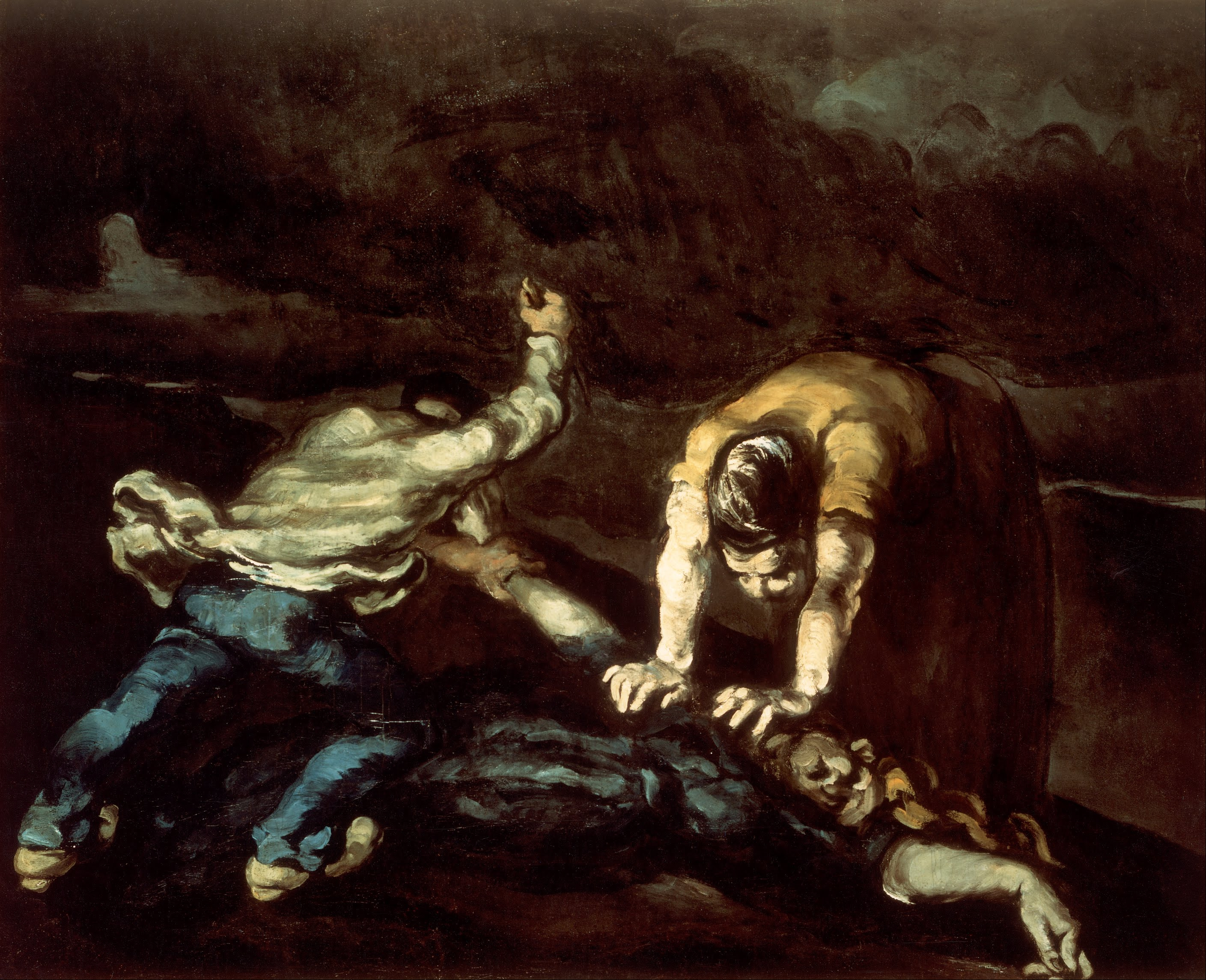
Der Mord, um 1870, Walker Art Gallery, Liverpool

#### Paris/Provence 1872–1882
In seiner zweiten – der impressionistischen – Periode orientierte er sich an Werken von Camille Pissarro und Édouard Manet, gab seine dunkle Malweise auf und benutzte nun eine rein auf den Grundtönen, Gelb, Rot und Blau, basierende Farbpalette. Dadurch löste er sich von seiner Technik des schweren, oft überladen wirkenden Farbauftrags und übernahm die lockere, aus nebeneinander gesetzten Pinselstrichen bestehende Maltechnik seiner Vorbilder. Porträts und figürliche Kompositionen traten in diesen Jahren zurück. Cézanne schuf in Folge Landschaftsgemälde, in denen der illusionistische Tiefenraum immer deutlicher aufgehoben wurde. Die „Gegenstände“ werden weiterhin als Volumina aufgefasst und auf ihre geometrischen Grundformen zurückgeführt. Diese Gestaltungsmethode wird auf die gesamte Bildfläche übertragen. Der malerische Gestus behandelt die „Ferne“ nun in ähnlicher Weise wie die „Gegenstände“ selbst, sodass sich der Eindruck einer Fernwirkung einstellt. Auf diese Weise verließ Cézanne einerseits den traditionellen Bildraum, arbeitete andererseits jedoch dem zerfließenden Eindruck impressionistischer Bildwerke entgegen. Unter anderem entstanden Gemälde mit Motiven vom Jas de Bouffan und von L’Estaque.

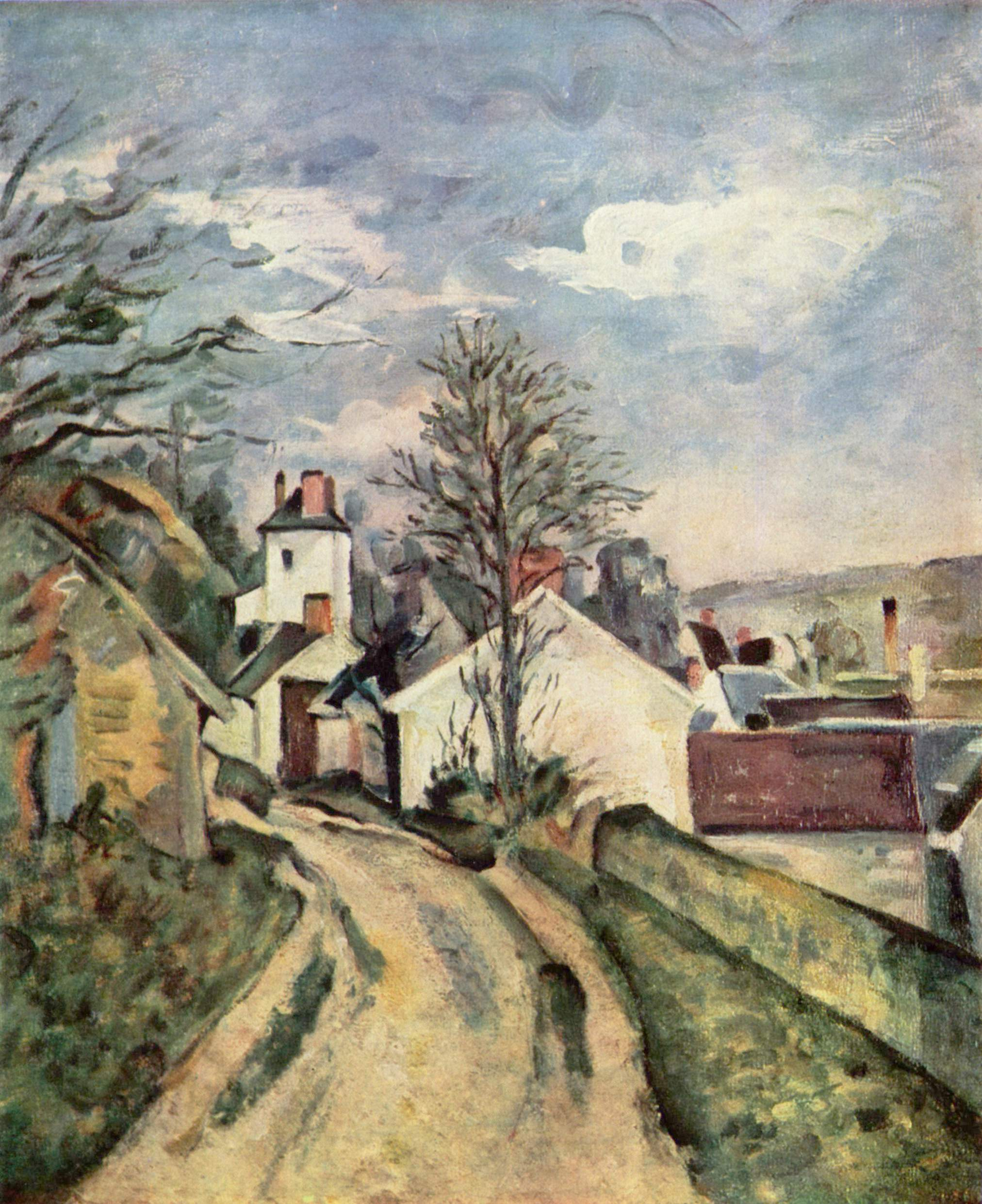
Das Haus von Dr. Gachet, um 1873, Musée d’Orsay
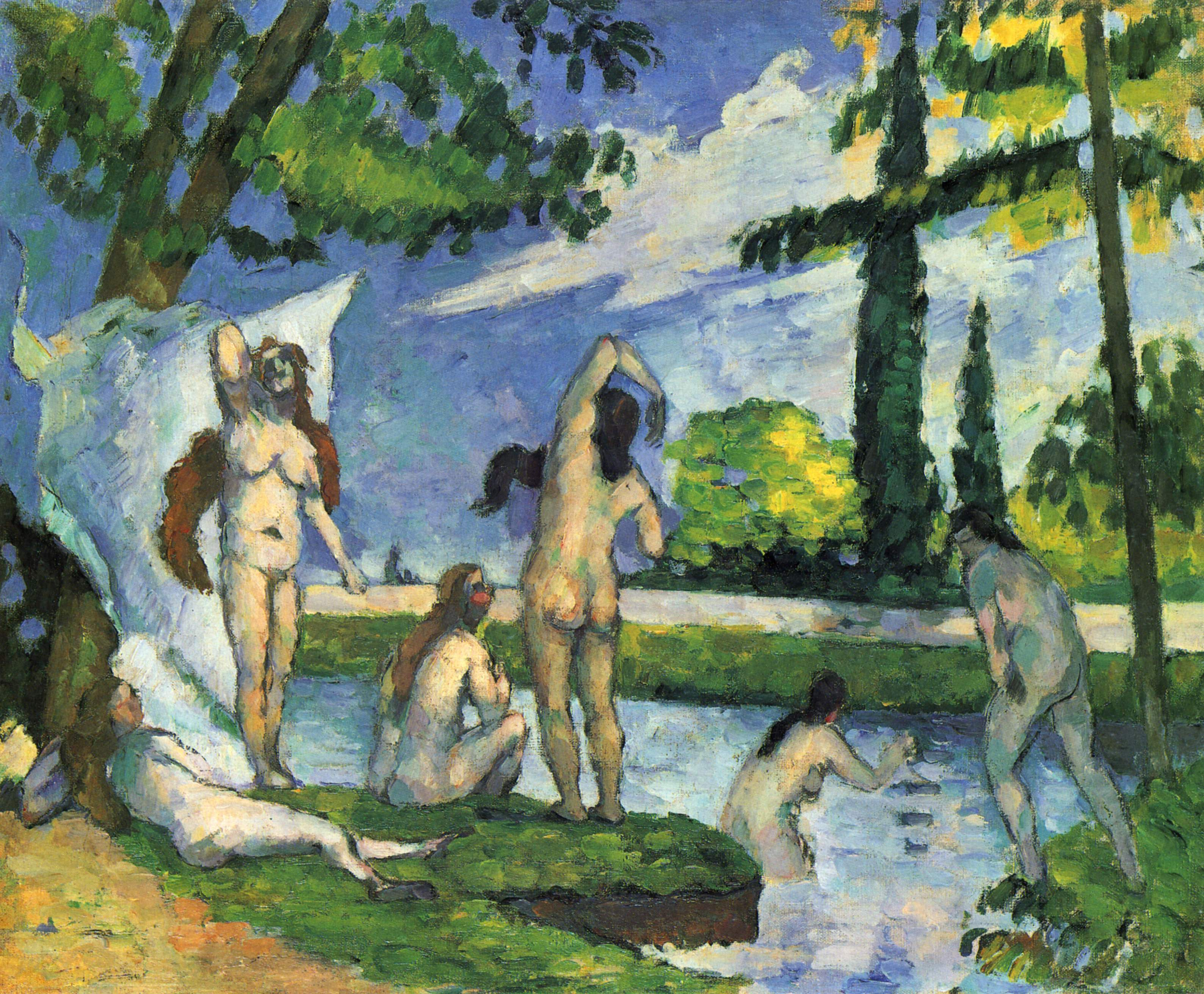
Badende, 1874/75, Metropolitan Museum of Art, New York
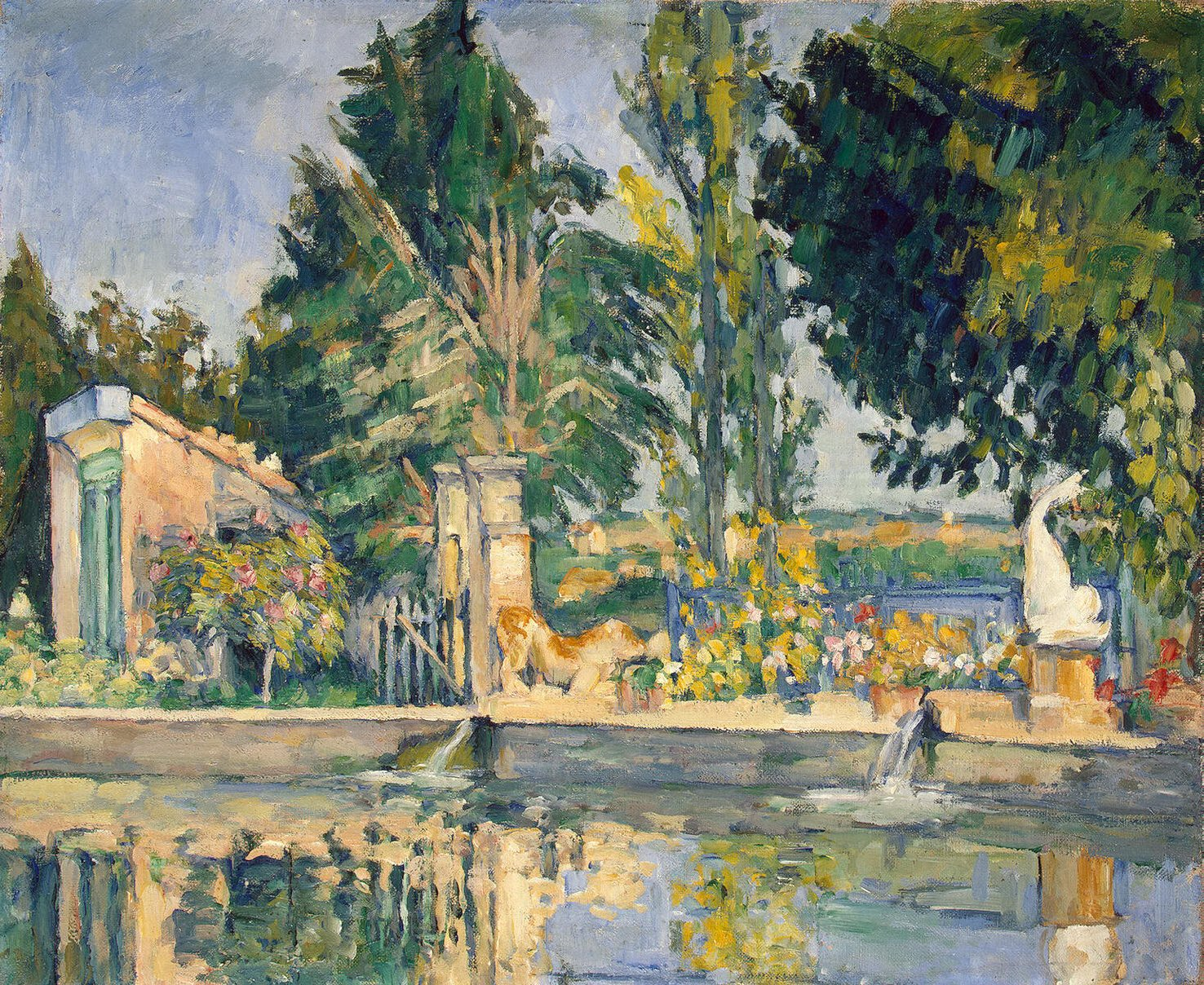
Der Teich des Jas de Bouffan, 1876, Eremitage, St. Petersburg
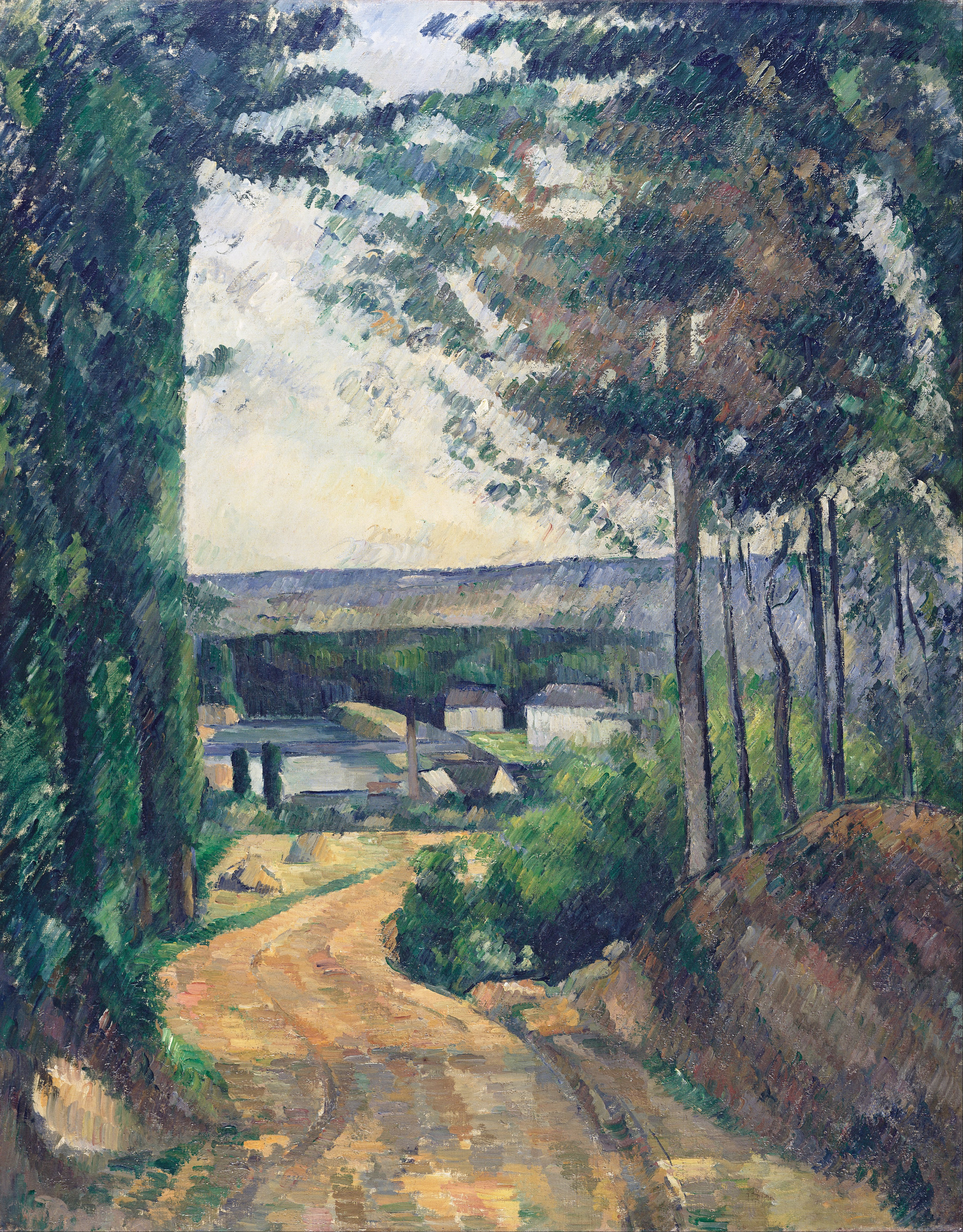
Der Weg am See, 1880, Kröller-Müller Museum, Otterlo
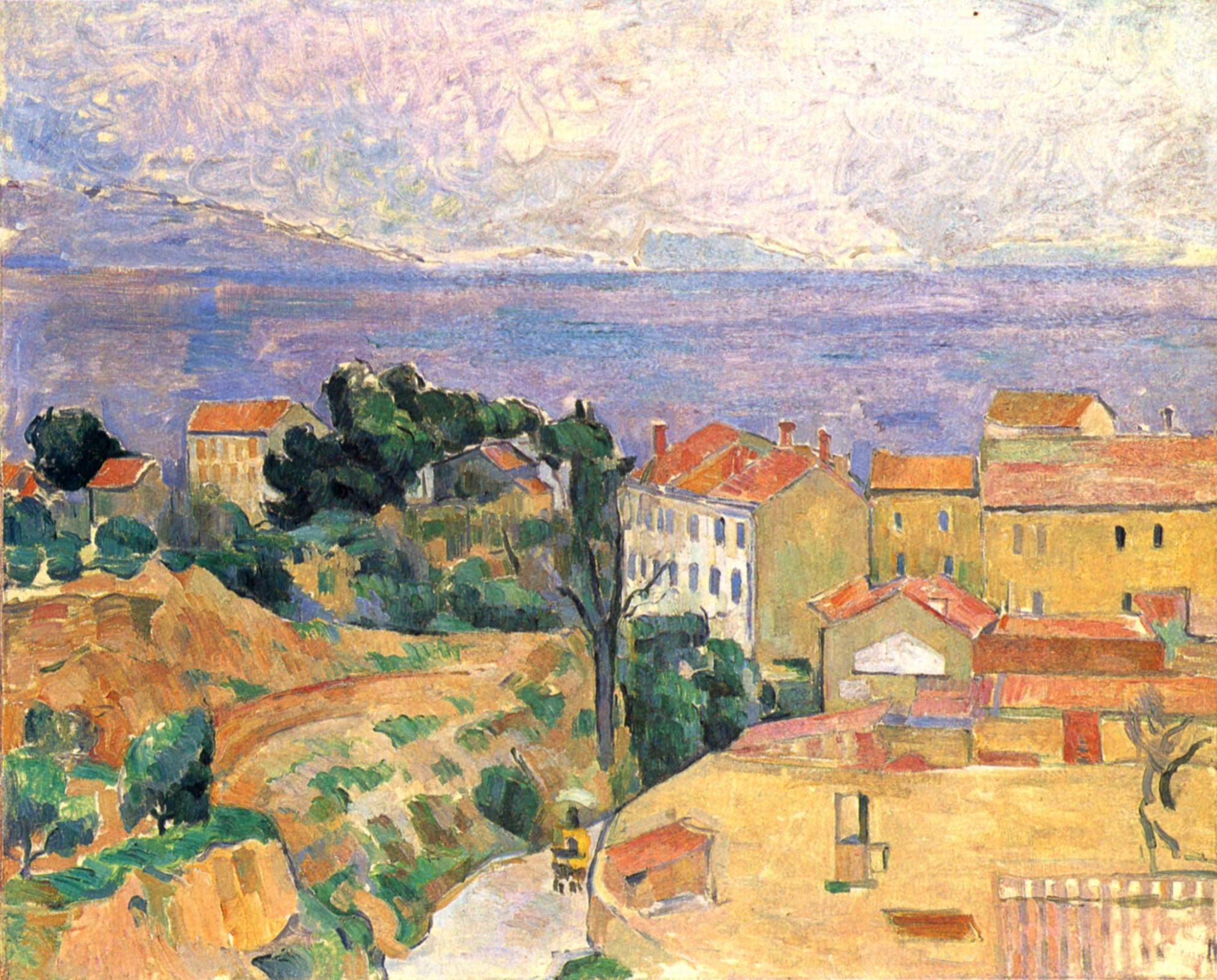
Blick auf Estaque, 1882/83, Privatbesitz

#### Provence 1883–1895
Es folgte die „Periode der Synthese“, in der sich Cézanne nun gänzlich von der impressionistischen Malweise löste. Er verfestigte die Formen durch flächig-diagonalen Farbauftrag, hob die perspektische Darstellung zur Erzeugung der Bildtiefe auf und richtete sein Augenmerk auf die Ausgewogenheit der Komposition. In dieser Periode schuf er vermehrt Landschafts- und Figurenbilder. In einem Brief an seinen Freund Joachim Gasquet schrieb er: „Die farbigen Flächen, immer die Flächen! Der farbige Ort, wo die Seele der Flächen bebt, die prismatische Wärme, die Begegnung der Flächen im Sonnenlicht. Ich entwerfe meine Flächen mit meinen Farbabstufungen auf der Palette, verstehen Sie mich! […] Die Flächen müssen deutlich in Erscheinung treten. Deutlich […] aber sie müssen richtig verteilt sein, ineinander übergehen. Alles muss zusammenspielen und doch wieder Kontraste bilden. Auf die Volumen allein kommt es an!“

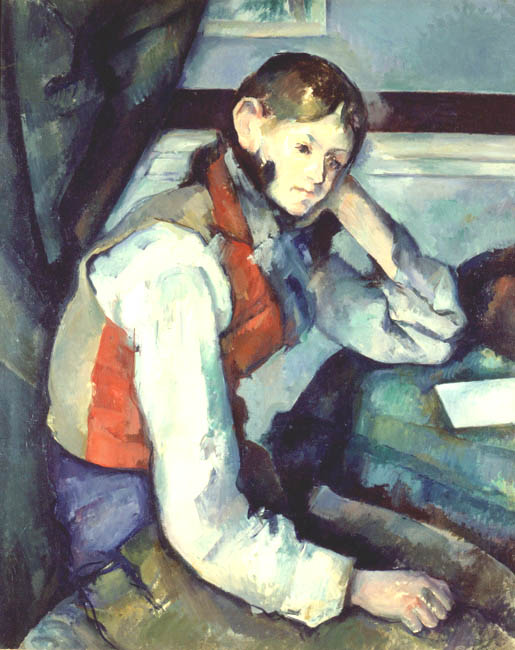
Der Knabe mit der roten Weste, 1888–1890, Stiftung Sammlung E. G. Bührle, Zürich. Von Februar 2008 bis April 2012 war das Bild infolge eines Kunstraubs verschollen.

Die Stillleben, die Cézanne schon ab den späten 1880er Jahren malte, sind ein weiterer Schwerpunkt seines Werks. Er verzichtete auf die linearperspektivische Wiedergabe der Motive und stellte sie stattdessen in den für ihn kompositorisch sinnvollen Dimensionen dar; so kann beispielsweise eine Birne überdimensional groß sein, um das innerbildliche Gleichgewicht und eine spannungsreiche Komposition zu erreichen. Er baute seine Arrangements im Atelier auf. Neben den Früchten sind es Krüge, Töpfe und Teller, gelegentlich ein Putto, oft umgeben von einem weißen, gebauschten Tischtuch, das dem Sujet barocke Fülle verleiht. Nicht die Gegenstände sollen Aufmerksamkeit erregen, sondern die Anordnung der Formen und Farben auf der Fläche. Cézanne entwickelte die Komposition aus einzelnen, über die Leinwand verteilten Farbtupfen, aus denen sich allmählich Form und Volumen des Gegenstands aufbauen. Die Erreichung des Gleichgewichts dieser Farbflecken auf der Leinwand erfordert eine langsame Arbeitsweise, sodass Cézanne an einem Gemälde oft lange Zeit arbeitete.
Nachdem Cézanne zunächst nur Familienmitglieder oder Freunde porträtiert hatte, gestattete es ihm seine bessere Finanzlage, für das 1888–1890 geschaffene Porträt Der Knabe mit der roten Weste, das zu seinen bekanntesten Gemälden gehört, ein Berufsmodell zu verpflichten, einen jungen Italiener namens Michelangelo di Rosa. Er wurde insgesamt auf vier Gemälden und zwei Aquarellen dargestellt.
Ein weiteres berühmtes Bild aus dieser Zeit ist Der Raucher mit aufgestütztem Arm (Le fumeur accoudé) von 1890. Fritz Wichert erwarb das Bild 1912 von Paul Cassirer in Berlin gegen den entschiedenen Widerstand der damaligen städtischen Ankauf-Kommission für den von ihm geschaffenen „Franzosensaal“ der Kunsthalle Mannheim.
Cézanne malte in den Jahren 1890 und 1895 fünf Versionen des Bildes Die Kartenspieler (Les Joueurs de cartes), in denen die gleiche Person in verschiedenen Varianten dargestellt ist. Für Die Kartenspieler standen ihm Bauern und Tagelöhner Modell, die auf den Feldern beim Jas de Bouffan arbeiteten. Es sind keine Genrebilder, auch wenn sie Szenen aus dem Alltagsleben zeigen; das Motiv ist nach strengen Farb- und Formgesetzen aufgebaut.

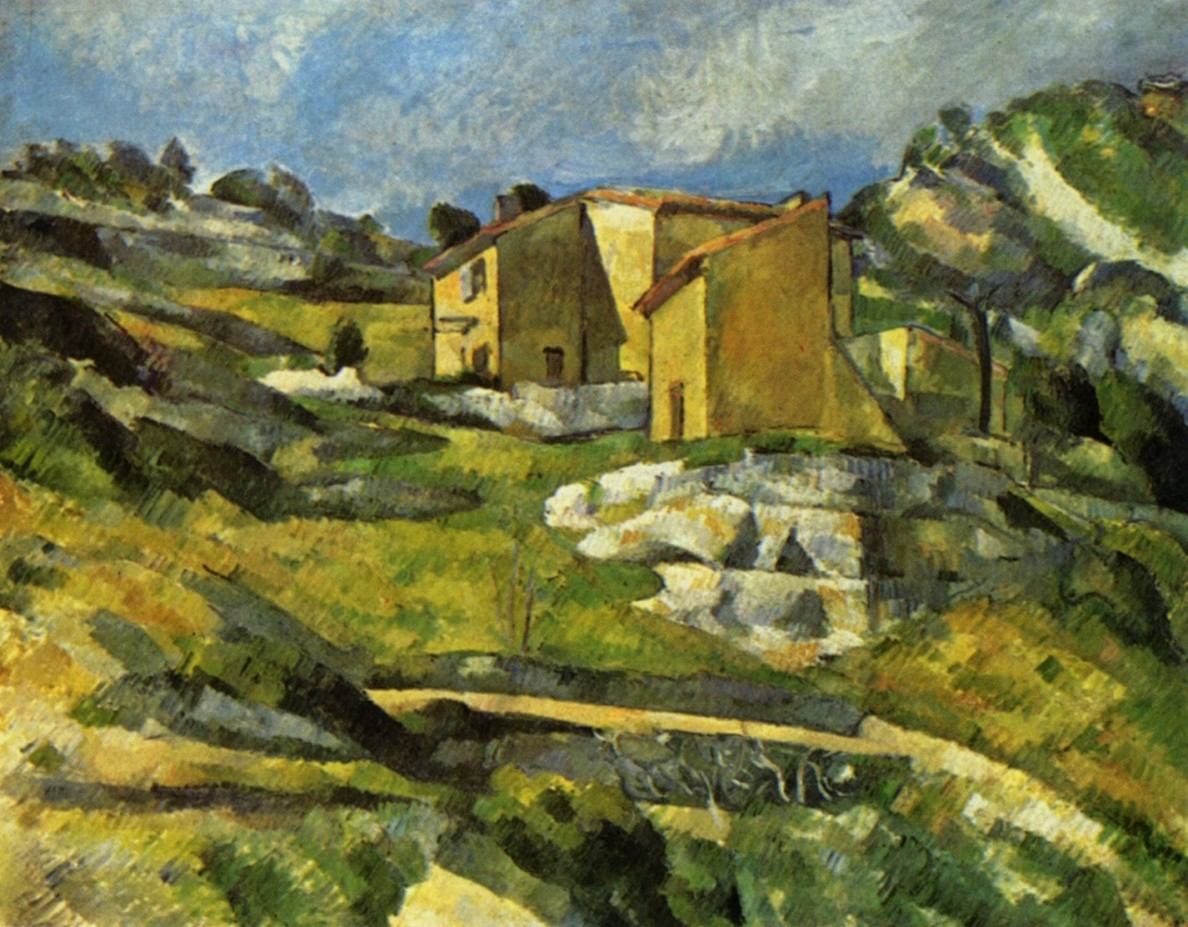
Haus in der Provence, 1882–1885, National Gallery of Art, Washington
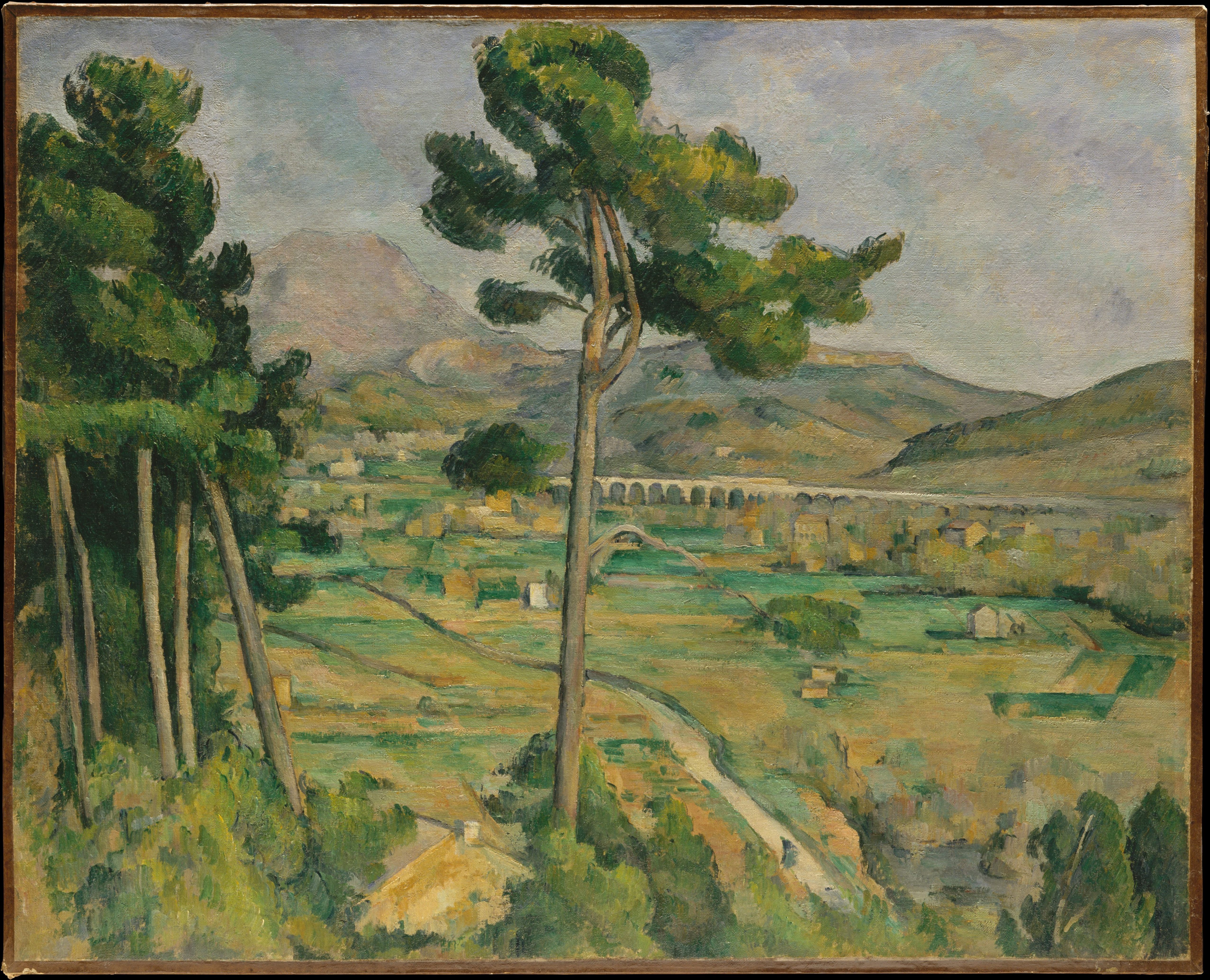
Montagne Sainte-Victoire, von Bellevue aus gesehen, 1882–1885, Metropolitan Museum of Art, New York
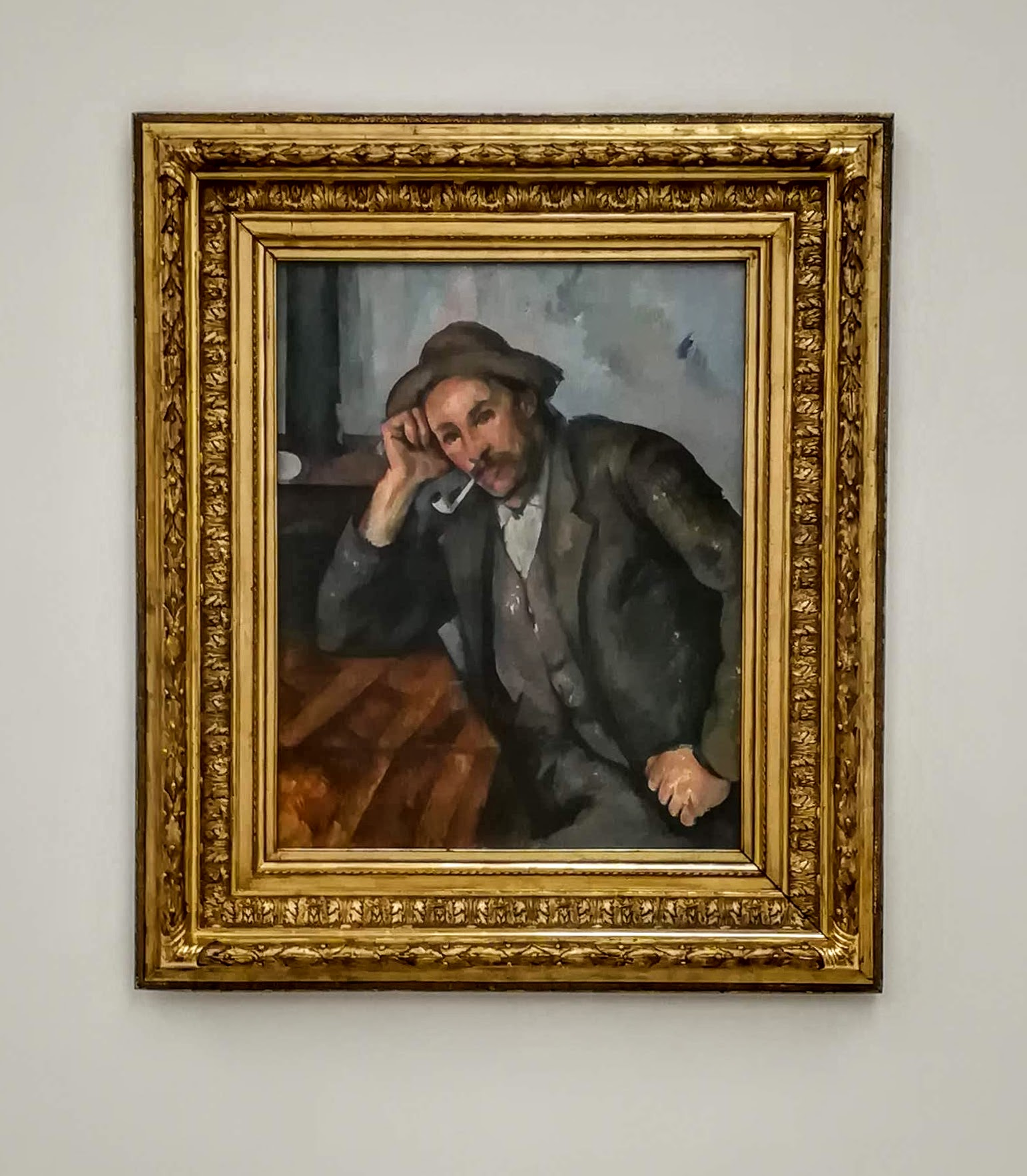
Der Raucher mit aufgestütztem Arm, 1890, Kunsthalle Mannheim
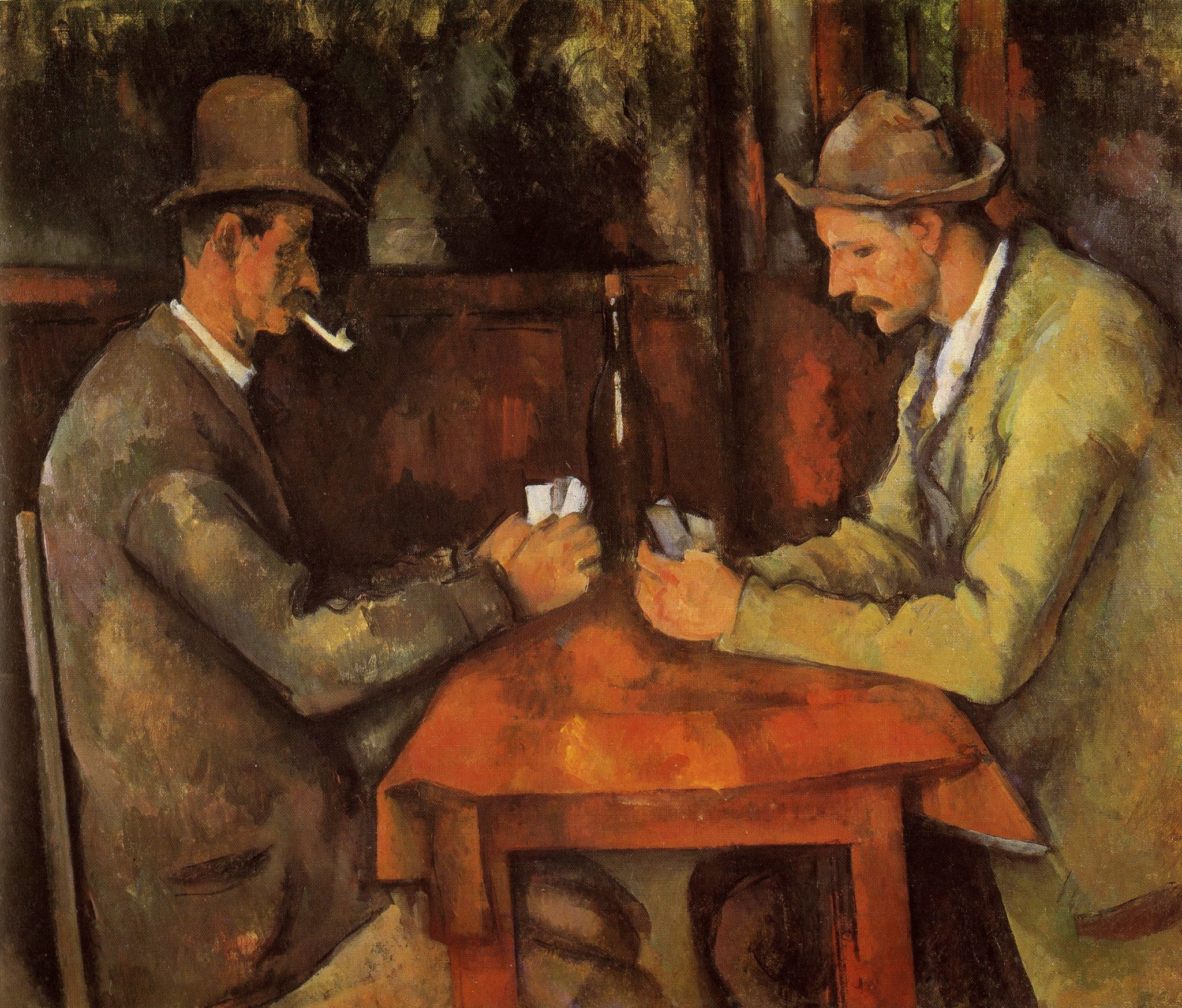
Die Kartenspieler, 1894/95, fünfte Version, Musée d’Orsay, Paris
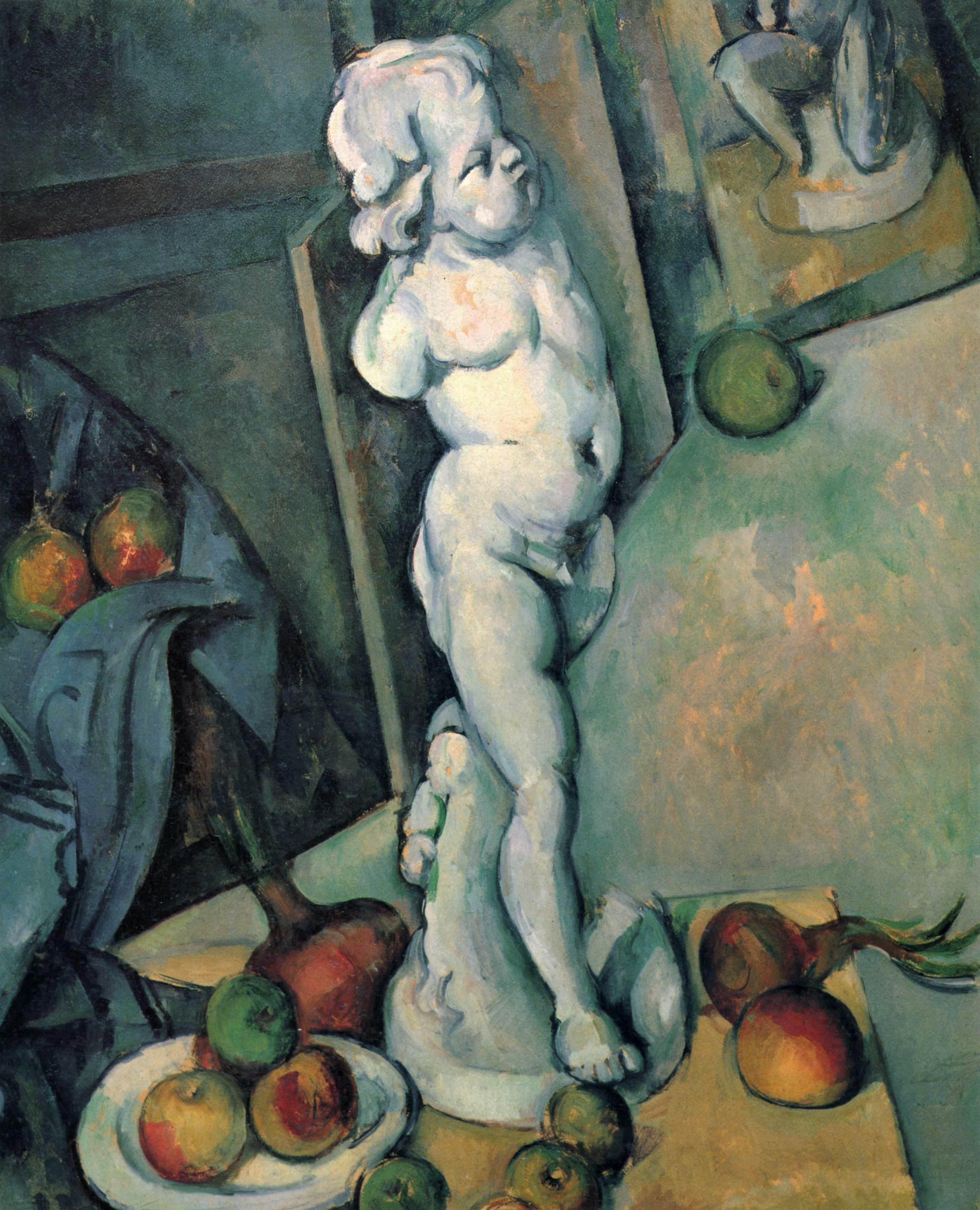
Stillleben mit Putto, um 1895, Courtauld Institute of Art, London

#### Provence 1896–1906
Eine Hinwendung zu frei erfundenen Figuren in der Landschaft bestimmt viele Werke des Spätwerks, der sogenannten „lyrischen Periode“, wie etwa der Zyklus der Badenden; Cézanne schuf etwa 140 Gemälde und Skizzen zum Thema der Badeszenen. Hier findet sich seine Verehrung für die klassische Malerei wieder, die in arkadischen Idyllen Mensch und Natur in Harmonie zu vereinigen sucht. In den letzten sieben Jahren schuf er drei großformatige Fassungen von Die Großen Badenden (Les Grandes Baigneuses), wobei das in Philadelphia ausgestellte Werk im Format 208 × 249 cm das größte ist. Cézanne ging es um die Komposition und das Zusammenspiel von Formen und Farben, von Natur und Figuren. Für seine Gemälde in dieser Zeit benutzte er als Vorlage Skizzen und Fotografien, da ihm die Gegenwart nackter Modelle nicht behagte.

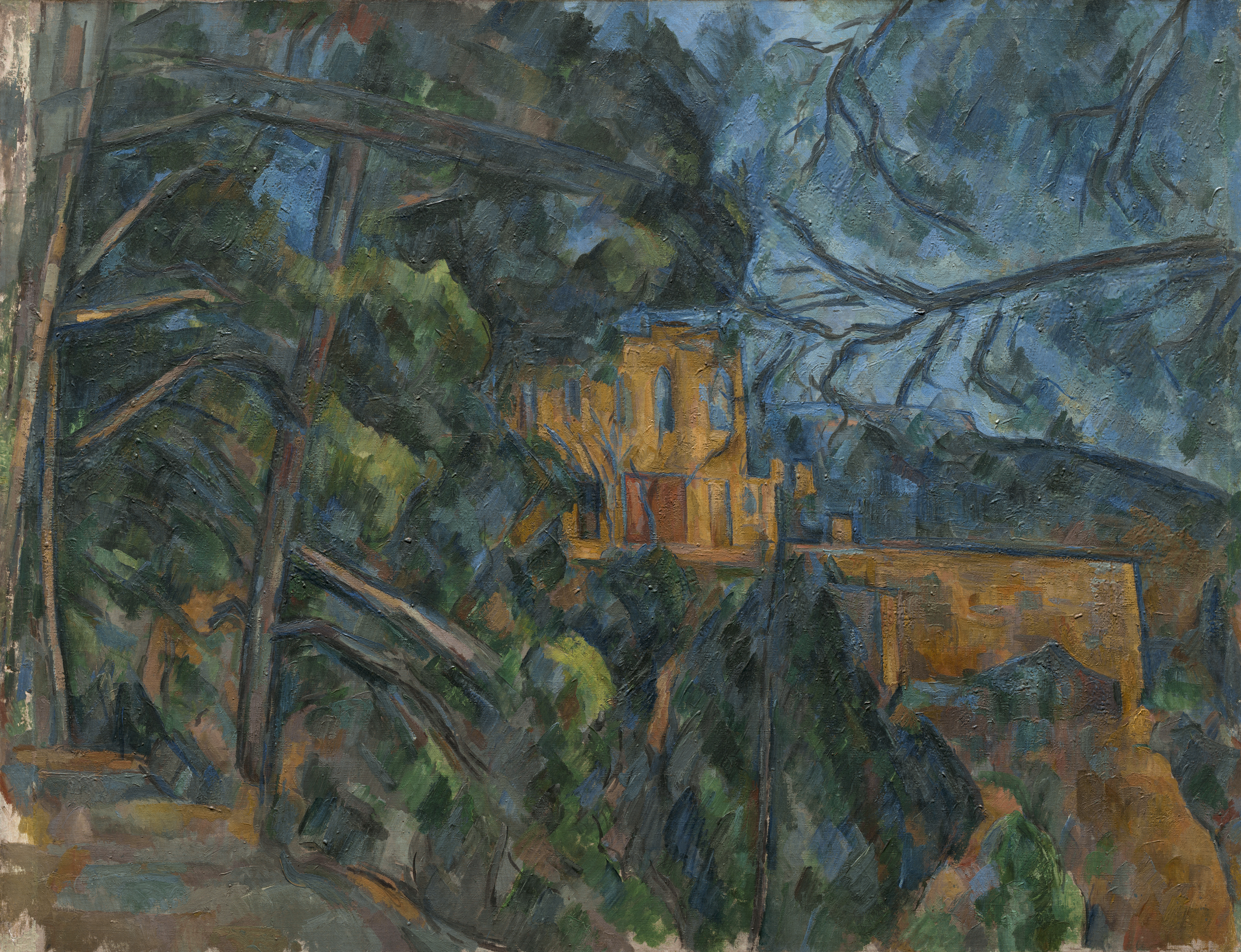
Château Noir, 1900–1904, National Gallery of Art, Washington
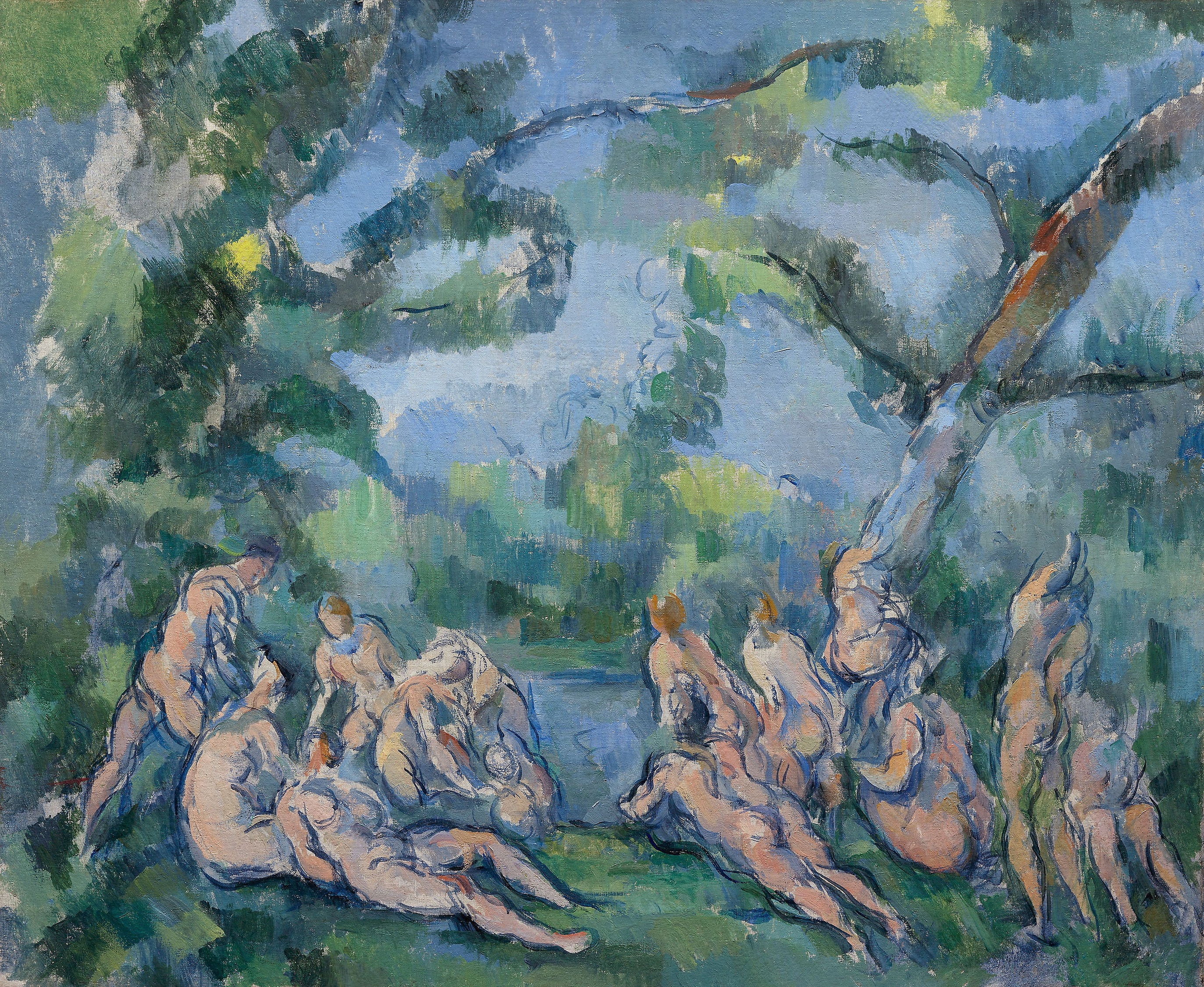
Badende, 1900–1905, Art Institute of Chicago
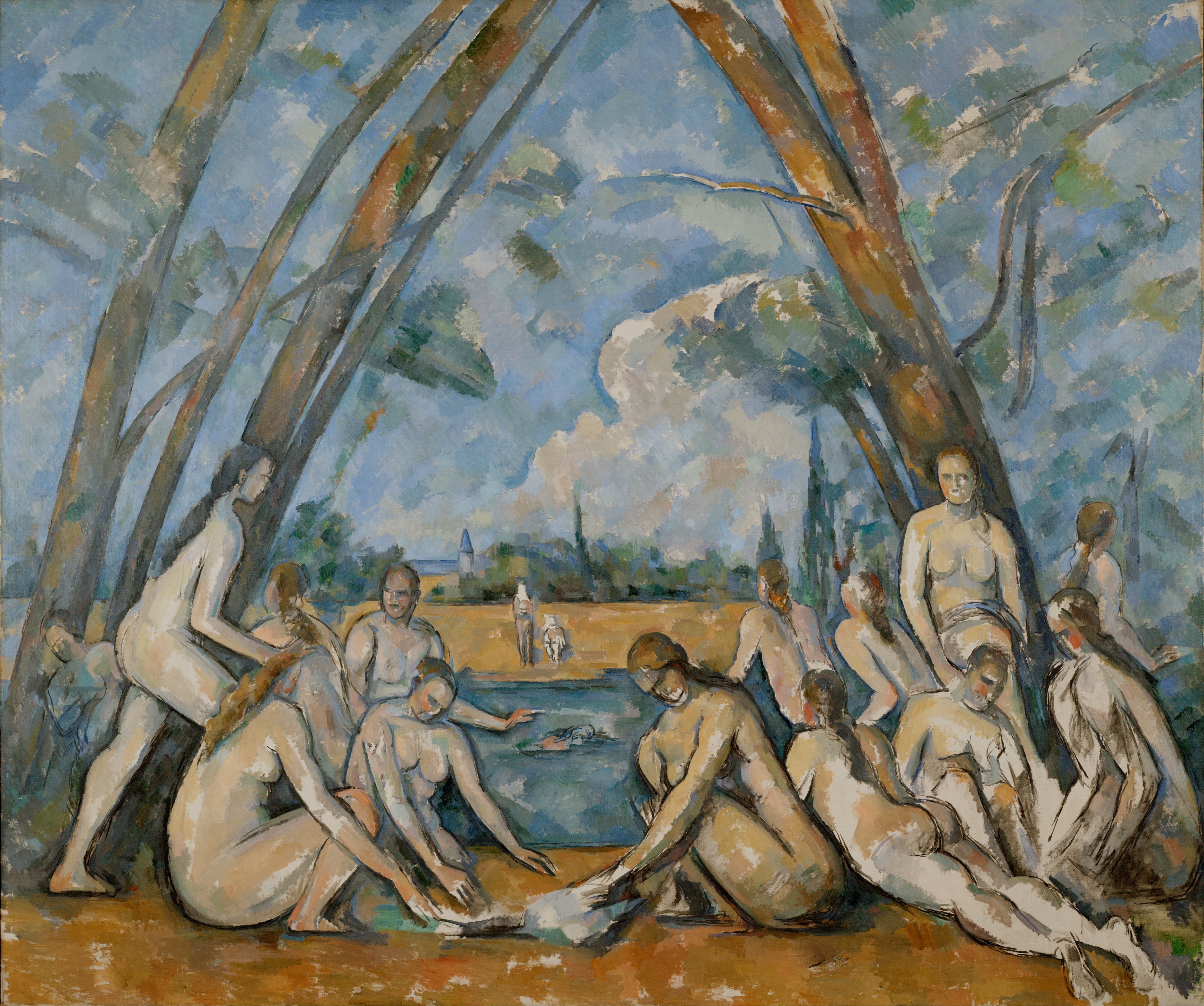
Die Großen Badenden, 1898–1905, Philadelphia Museum of Art, Philadelphia
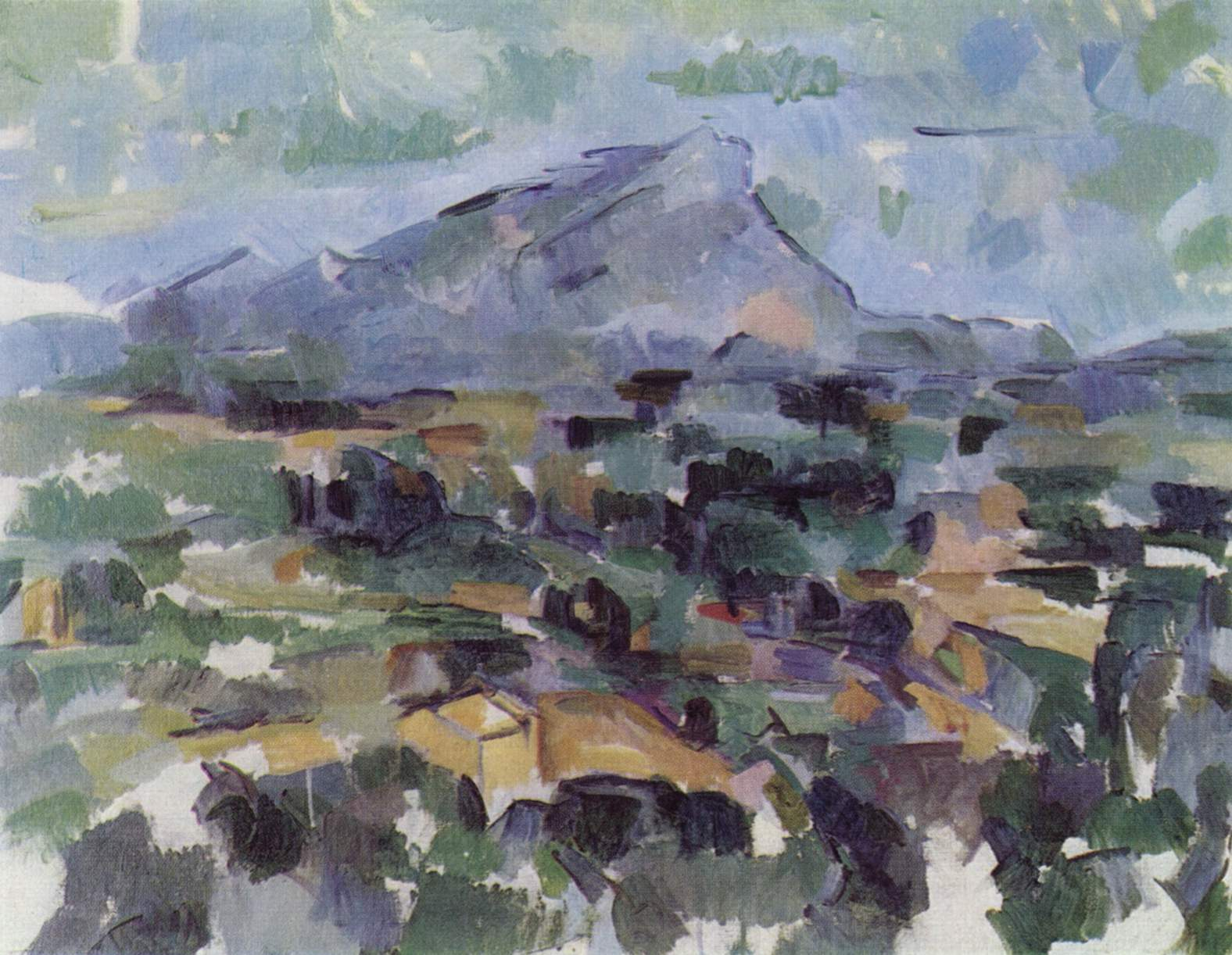
Montagne Sainte-Victoire, 1904–1906, Kunsthaus Zürich

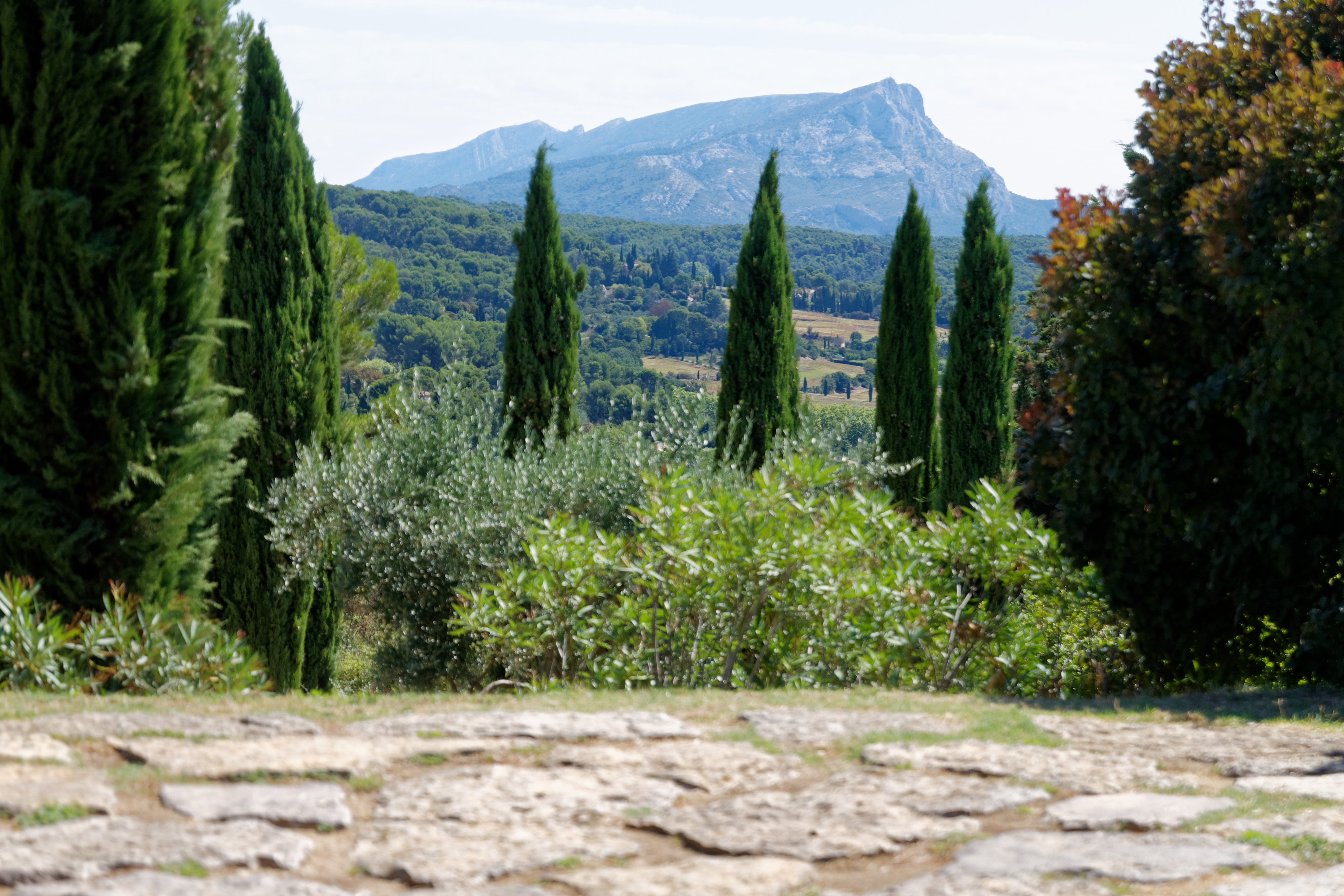
Terrain des Paintres

Die Gegend um das Gebirge Montagne Sainte-Victoire war einer der wichtigsten Themenkreise der späten Jahre. Von einem Aussichtspunkt oberhalb seines Ateliers aus, später Terrain des Paintres genannt, malte er mehrere Ansichten des Berges. Eine genaue Naturbeobachtung war Voraussetzung für Cézannes Malerei: „Um eine Landschaft richtig zu malen, muß ich auch zuerst die geologische Schichtung erkennen.“ Insgesamt malte er mehr als 30 Ölbilder sowie 45 Aquarelle des Gebirges, und er war stets darauf bedacht, „Konstruktionen und Harmonien parallel zur Natur“ zu finden.
Cézanne befasste sich vor allem in seinem Spätwerk mit der Aquarellmalerei, da ihm klar geworden war, dass die spezifische Anwendung seiner Mittel in diesem Medium besonders offenkundig dargelegt werden konnte. Die späten Aquarelle wirkten auch auf seine Ölmalerei zurück, beispielsweise bei der Studie mit Badenden (1902–1906), in der eine Darstellung voller farbig flankierter „Leerstellen“ als vollendet erscheint. So betonte auch der Maler und Kunstkritiker Roger Fry in seiner grundlegenden Cézanne-Publikation Cézanne: A Study of His Development aus dem Jahr 1927, dass nach 1885 die Technik des Aquarells stark auf seine Malerei mit Ölfarben eingewirkt habe. Einem größeren Interessentenkreis sind die Aquarelle in Vollards Cézanne-Monographie 1914 und in Julius Meier-Graefes 1918 edierter Bildmappe mit zehn Faksimiles nach den Aquarellen bekannt geworden. Nur leicht mit Farbe versehene Bleistiftstudien, die vereinzelt in Skizzenalben vorkamen, stehen neben sorgfältig ausgemalten Werken. Viele Aquarelle sind den Realisationen auf der Leinwand ebenbürtig und bilden eine autonome Werkgruppe. In der Themenstellung dominieren die Landschaftsaquarelle, gefolgt von Figurenbildern und Stillleben, während Porträts im Gegensatz zu den Gemälden und Zeichnungen seltener sind.

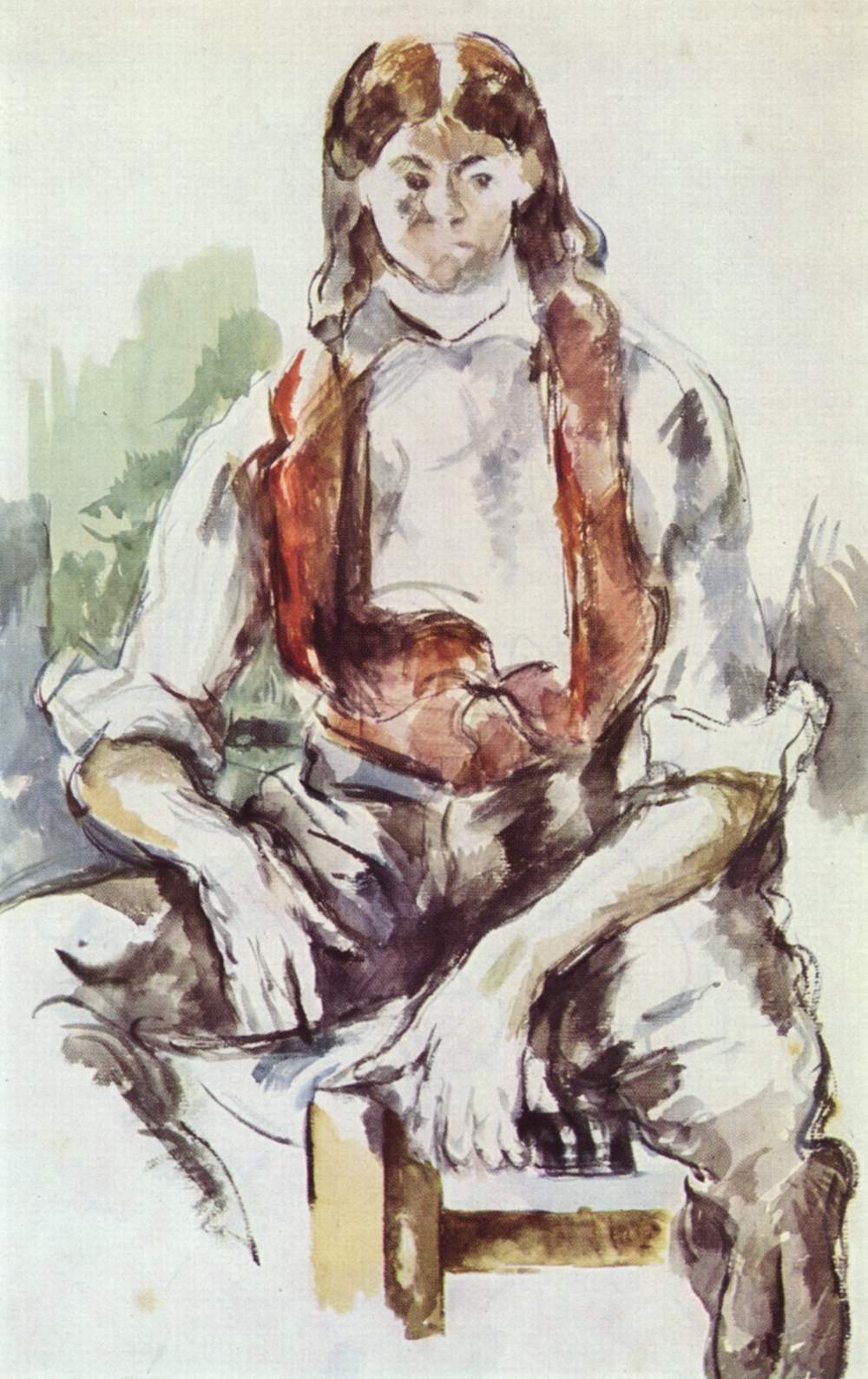
Junge mit roter Weste, um 1890, Aquarell, Samm-lung Feilchen-feldt, Zürich
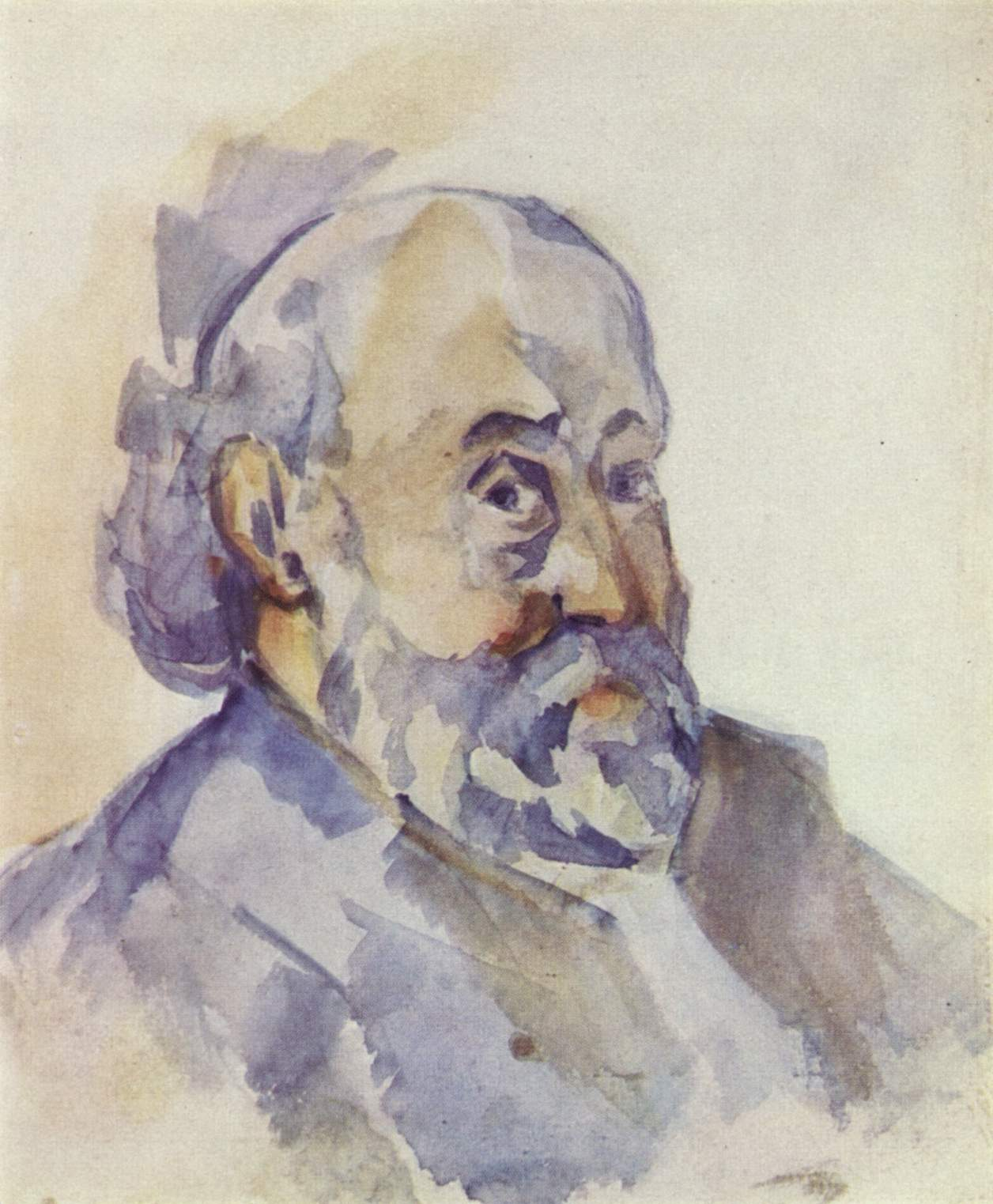
Selbstporträt, um 1895, Aquarell, Sammlung Feilchenfeldt, Zürich
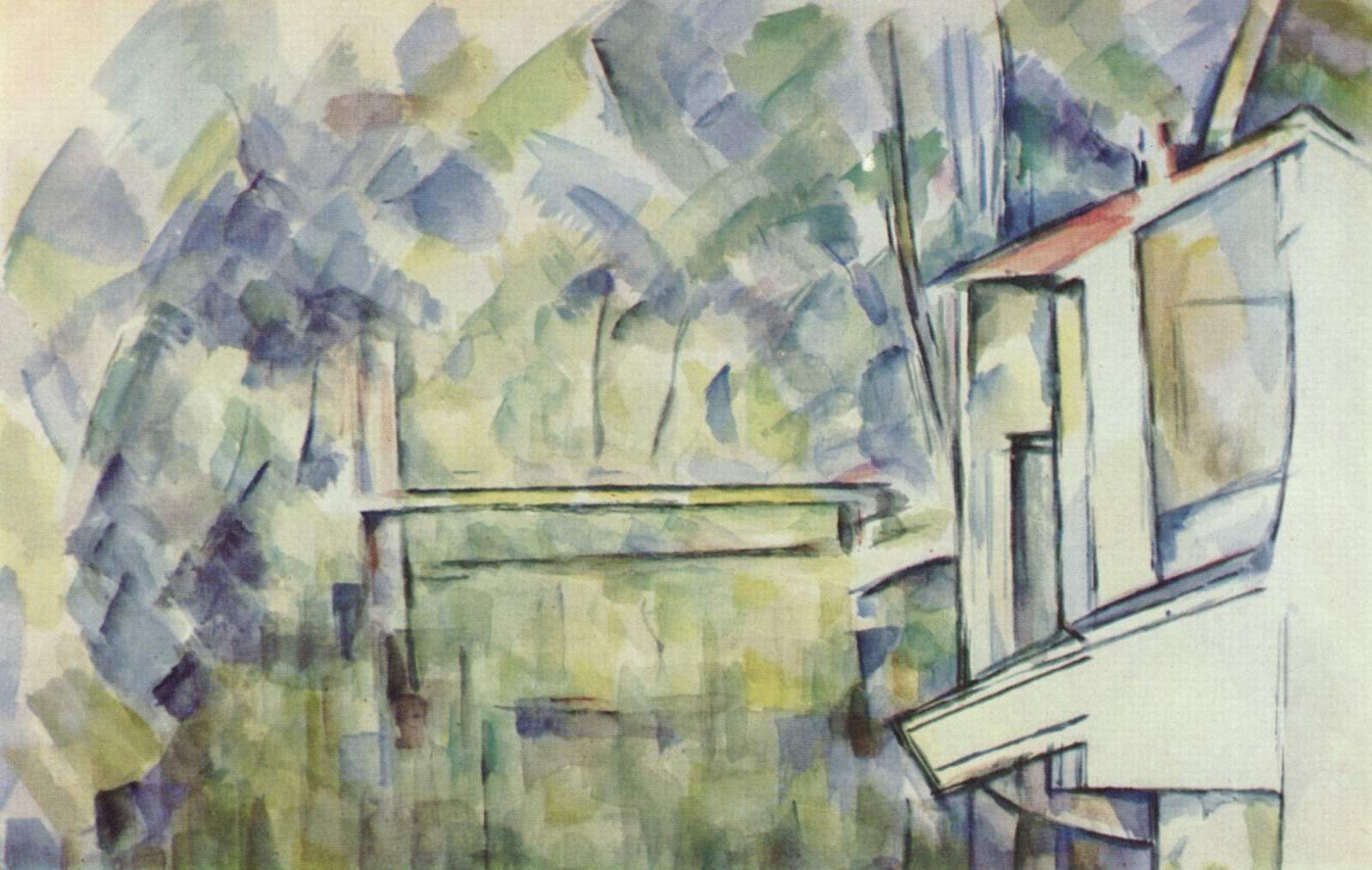
Mühle am Fluss, 1900–1906, Aquarell, Marlborough Fine Art Ltd. London
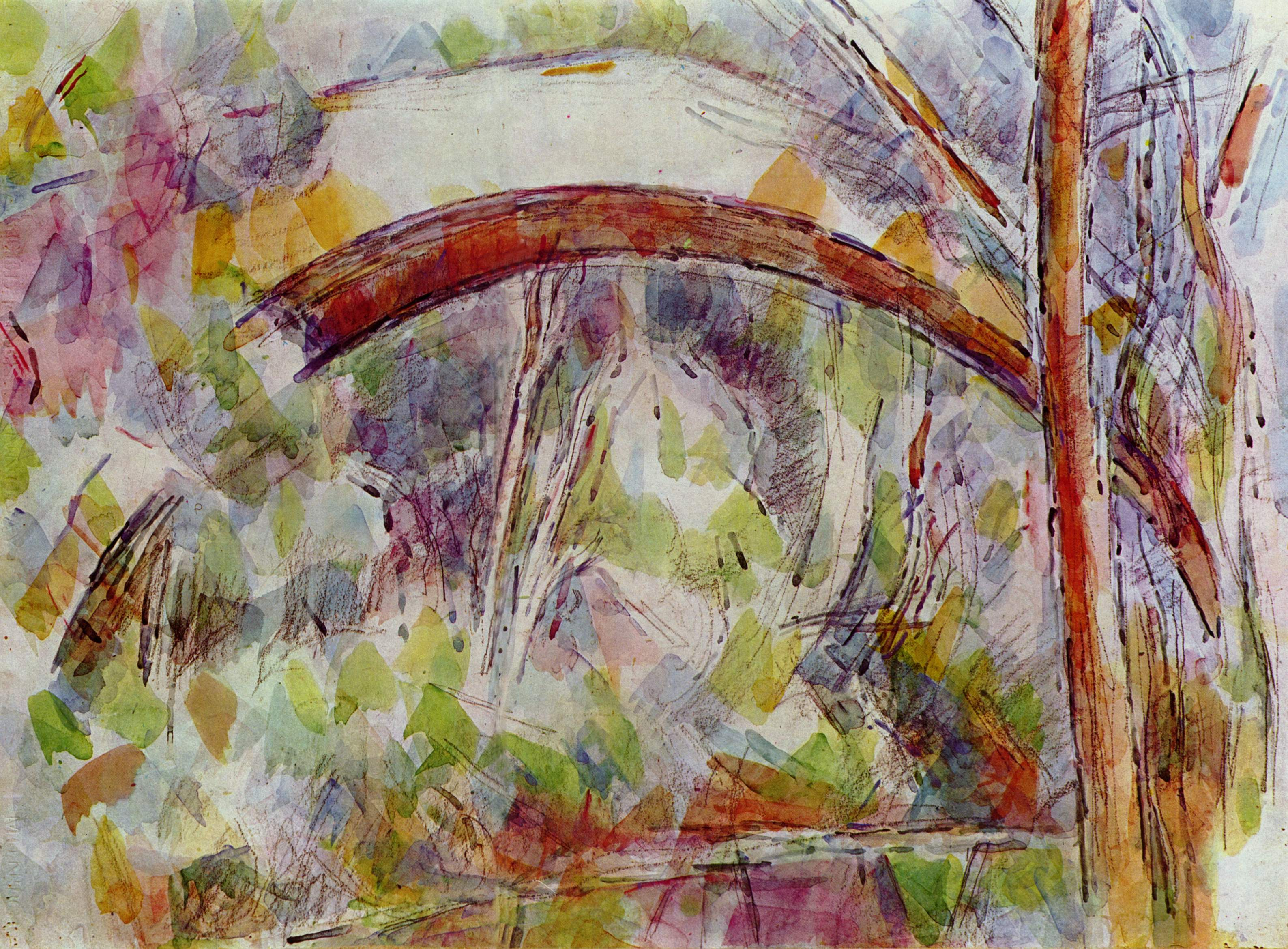
Die Brücke am Fluss der drei Quellen, 1906, Aquarell, Art Museum, Cincinnati
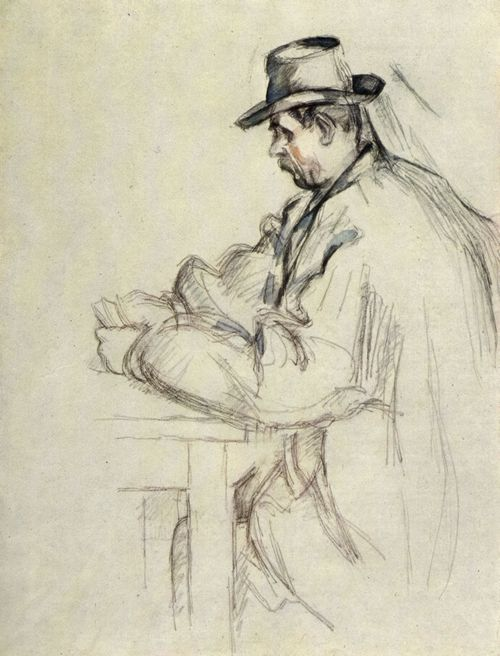
Studie eines Karten-spielers, 1890–1892, Bleistift, Aquarell auf weißem Papier, Museum of Art, Providence (Rhode Island)
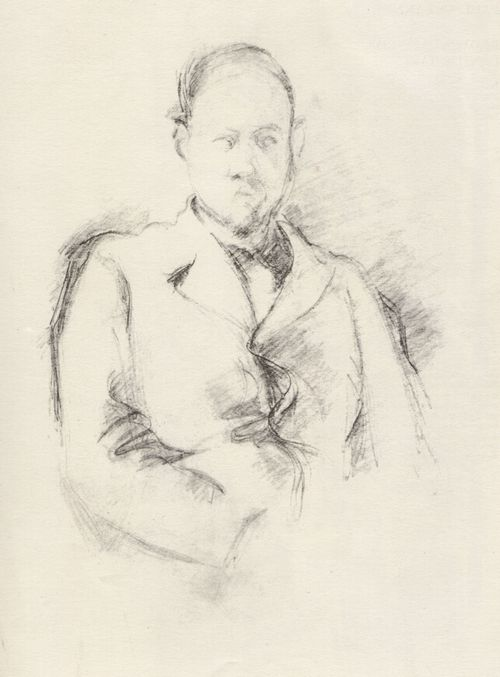
Porträt des Ambroise Vollard, 1899, Bleistift auf elfenbein-farbenem Papier, Fogg Art Museum, Cambridge (Massa-chusetts)
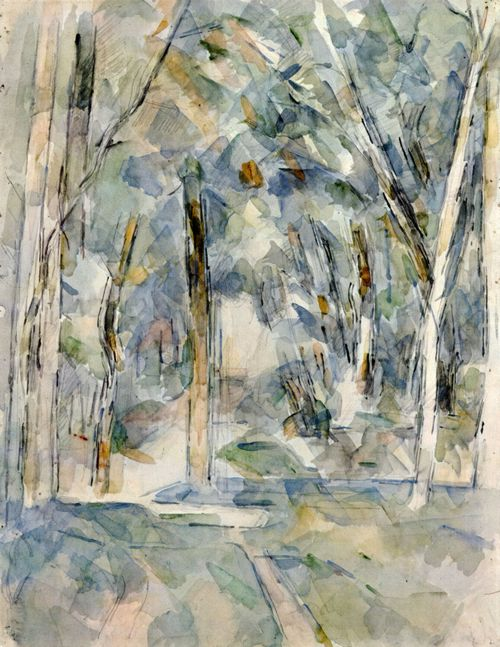
Baumallee, 1906, Aquarell über Bleistift auf weißem Papier, Privatbesitz

### Methode

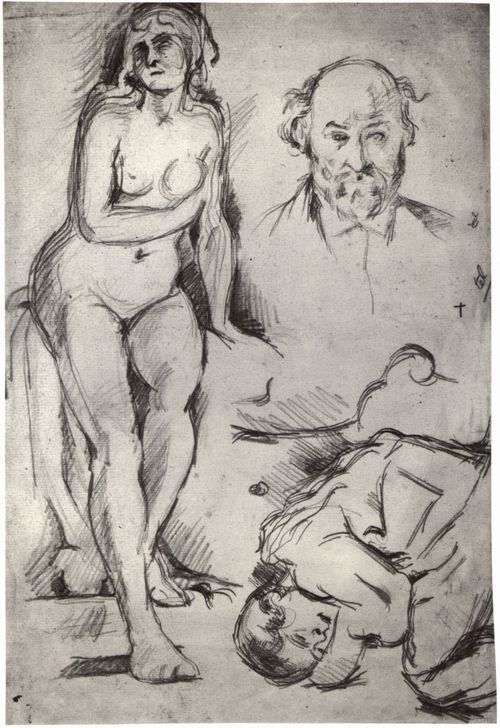
Studienblatt: Sitzender weiblicher Akt, Selbstporträt und schlafendes Kind, um 1879–1882. Bleistift auf weißem Papier, Museum Boijmans Van Beuningen, Rotterdam

Wie für die Antike und die alten Meister ist für Cézanne die Grundlage der Malerei das Zeichnen, die Voraussetzung aller Arbeit aber die Unterordnung unter den Gegenstand, beziehungsweise das Auge oder das reine Schauen: „Das ganze Wollen des Malers muss schweigen. Er soll in sich verstummen lassen alle Stimmen der Voreingenommenheit. Vergessen! Vergessen! Stille schaffen! Ein vollkommenes Echo sein. […] Die Landschaft spiegelt sich, vermenschlicht sich, denkt sich in mir. […] Ich steige mit ihr zu den Wurzeln der Welt. Wir keimen. Eine zärtliche Erregung ergreift mich und aus den Wurzeln dieser Erregung steigt dann der Saft, die Farbe. Ich bin der wirklichen Welt geboren. Ich sehe! […] Um das zu malen muss dann das Handwerk einsetzen, aber ein demütiges Handwerk, das gehorcht und bereit ist, unbewusst zu übertragen.“
Cézanne als Methodiker der Farbe hat neben Ölbildern und Aquarellen ein umfangreiches Werk von mehr als 1200 Zeichnungen hinterlassen, das, zu Lebzeiten in den Schränken und Mappen des Ateliers verborgen, erst in den 1930er Jahren die Sammler zu interessieren begann. Sie bilden das Arbeitsmaterial für seine Werke und zeigen Detailskizzen, Beobachtungsnotizen und Nachzeichnungen auf Cézannes teilweise nur schwer entzifferbaren Stationen auf dem Weg zur Bildrealisation. Ihre an den Entstehungsprozess des jeweiligen Werkes gebundene Aufgabe bestand darin, die Gesamtstruktur und die Objektbezeichnungen innerhalb des Bildorganismus zu geben. Noch im hohen Alter entstanden Porträt- und Figurenzeichnungen nach Vorbildern antiker Bildwerke und Barockgemälde aus dem Louvre, die ihm über die Vereinzelung plastischer Erscheinungen Klarheit verschafften. Daher bildete das Schwarzweiß der Zeichnungen eine wesentliche Voraussetzung für Cézannes Gestaltungen aus der Farbe.
Paul Cézanne war der erste Künstler, der damit begann, Objekte in einfache geometrische Formen zu zerlegen. Er schrieb in seinem häufig zitierten Brief vom 15. April 1904 an den Maler und Kunsttheoretiker Émile Bernard, der Cézanne in dessen letzten Jahren kennengelernt hatte: „Man behandle die Natur gemäß Zylinder, Kugel und Kegel und bringe das Ganze in die richtige Perspektive, so daß jede Seite eines Objektes, einer Fläche nach einem zentralen Punkt führt […]“ In den Werkgruppen Montagne Sainte-Victoire und den Stillleben verwirklichte Cézanne seine Ideen der Malerei. So wird in seiner Bildauffassung selbst ein Berg als eine Übereinanderschichtung von Formen, Räumen und Strukturen aufgefasst, die sich über dem Boden erheben.
Émile Bernard schrieb über Cézannes ungewöhnliche Arbeitsweise: „Er begann mit den Schattenteilen und mit einem Fleck, auf den er einen zweiten, größeren setzte, dann einen dritten, bis alle diese Farbtöne, einander deckend, mit ihrem Kolorit den Gegenstand modellierten. Da begriff ich, dass ein Harmoniegesetz seine Arbeit leitete und dass diese Modulationen eine im voraus in seinem Verstand festgesetzte Richtung hatten.“ In dieser vorherbestimmten Richtung liegt für Cézanne das eigentliche Geheimnis der Malerei im Zusammenhang von Harmonie und der Illusion der Tiefe. Gegenüber dem Sammler Karl Ernst Osthaus betonte Cézanne am 13. April 1906 bei dessen Besuch in Aix, dass die Hauptsache in einem Bild das Treffen der Distanz sei. Die Farbe müsse jeden Sprung ins Tiefe ausdrücken. Daran ist das Können des Malers zu erkennen.

### Aller sur le motif,sensationundréalisation

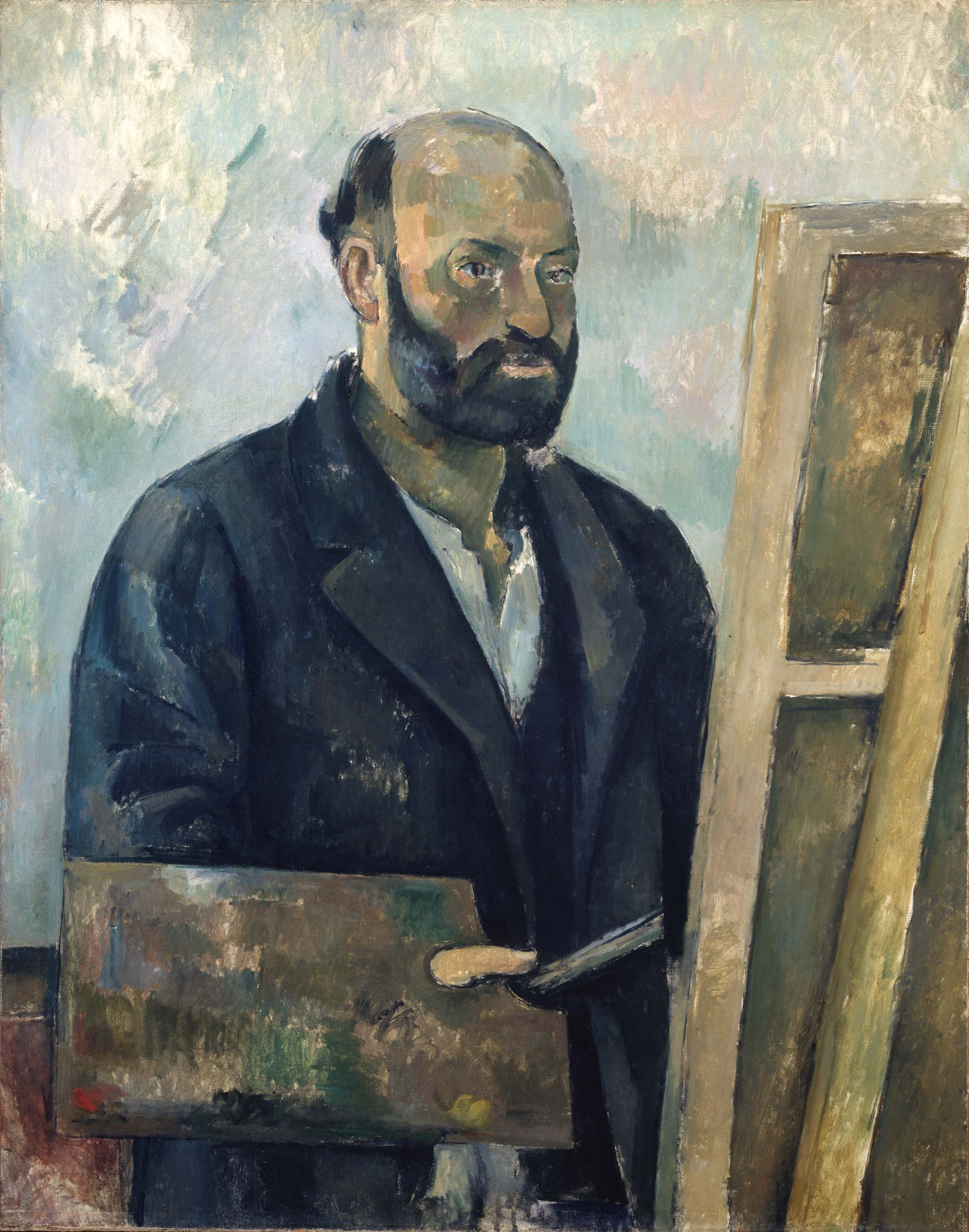
Selbstporträt mit Palette, um 1890, Stiftung Sammlung E. G. Bührle, Zürich

Cézanne verwendete vorzugsweise diese Begriffe, wenn er sein malerisches Verfahren beschrieb. Da ist zunächst das „Motiv“, mit dem er nicht nur den gegenständlichen Begriff des Bildes meinte, sondern ebenfalls die Motivation für seine unermüdliche Arbeit des Beobachtens und Malens. Aller sur le motif, wie er seinen Gang zur Arbeit nannte, bedeutete demnach, in eine Beziehung zu einem äußeren Objekt zu treten, das den Künstler innerlich bewegt und das es bildnerisch umzusetzen gilt.
Sensation (Empfindung) ist ein weiterer Schlüsselbegriff in Cézannes Vokabular. Zunächst meinte er die visuelle Wahrnehmung im Sinne der „Impression“, also einen vom Objekt ausgehenden optischen Sinnesreiz. Zugleich umfasst er die Emotion als psychische Reaktion auf das Wahrgenommene. Ausdrücklich stellte Cézanne nicht das darzustellende Objekt, sondern die sensation in den Mittelpunkt seiner malerischen Bemühungen: „Nach der Natur malen bedeutet nicht den Gegenstand kopieren, es bedeutet seine Empfindungen zu realisieren.“ Das Medium, das zwischen den Dingen und den Empfindungen vermittelte, war die Farbe, wobei Cézanne offenließ, wieweit sie den Dingen entspringt oder aber eine Abstraktion seines Sehens ist.
Mit dem dritten Begriff réalisation bezeichnete Cézanne die eigentliche malerische Aktivität, vor dessen Scheitern er sich bis zuletzt fürchtete. Zu „realisieren“ galt es Mehreres zugleich: zunächst das Motiv in seiner Vielfalt, des Weiteren die Empfindungen, die das Motiv in ihm auslöste, und schließlich das Gemälde selbst, dessen Verwirklichung die anderen „Realisierungen“ ans Licht bringen konnte. „Malen“ hieß demnach, jene gegenläufigen Bewegungen des Aufnehmens und Abgebens, der „Impression“ und der „Expression“ in einer einzigen Geste ineinander aufgehen zu lassen. Die „Realisierung in der Kunst“ wurde zu einem Schlüsselbegriff in Cézannes Denken und Handeln.

### Poussin nach der Natur

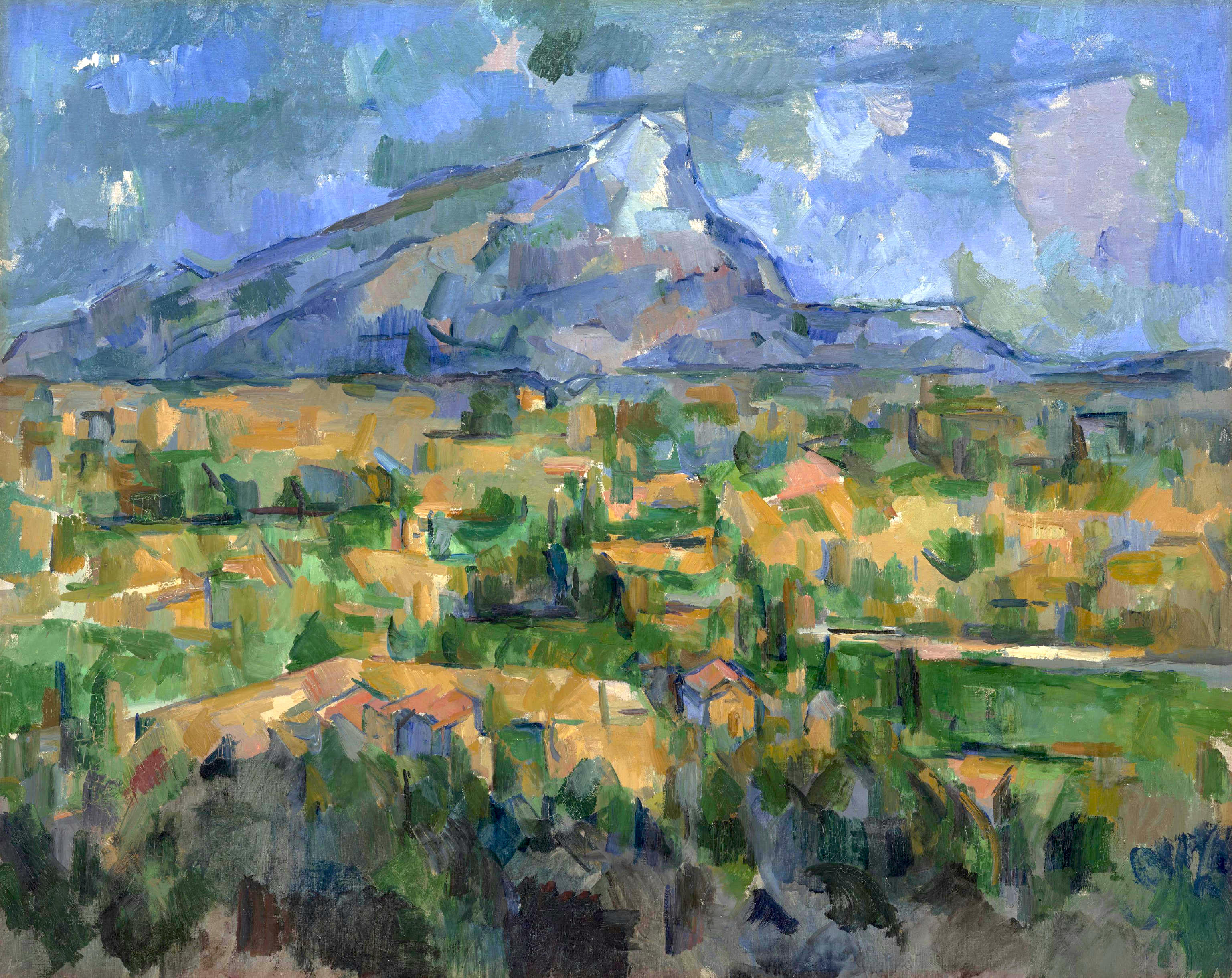
Mont Sainte-Victoire, 1904, Philadelphia Museum of Art, Philadelphia

„Stellen Sie sich Poussin ganz und gar aus der Natur wiedergewonnen vor“, hatte sich Cézanne gegenüber Joachim Gasquet geäußert, „das ist die Klassik, die ich anstrebe.“ Der Kunsthistoriker Ernst Gombrich deutet dieses Zitat anlässlich Cézannes 100. Todestages im Jahr 2006: „Er sah seine Aufgabe darin, nach der Natur zu malen, das heißt sich der Entdeckungen der Impressionisten zu bedienen und dennoch gleichzeitig die innere Gesetzmäßigkeit und Notwendigkeit wiederzugewinnen, die die Kunst Poussins ausgezeichnet hatte.“

### Datierung

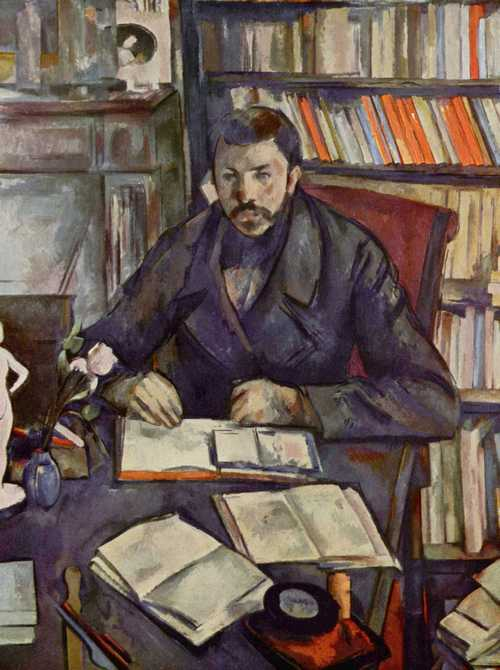
Porträt des Gustave Geffroy, 1895, Privatbesitz

Die teils längeren Zeitangaben zur Entstehung in den Œuvrekatalogen deuten nicht immer darauf hin, dass die Datierung nicht genau zu klären ist, auch wenn Cézanne seine Bilder kaum datierte, zumal er an manchen Bildern monate- wenn nicht jahrelang arbeitete, bis er mit dem Ergebnis zufrieden war. Der Künstler selbst hat viele seiner Bilder als unvollendet betrachtet, denn Malen war für ihn ein unaufhörlicher Prozess.
Die Katalogisierung von Cézannes Werken gestaltete sich zu einer schwierigen Aufgabe. Lionello Venturi gab 1936 den ersten Katalog heraus. Cézannes Werke wurden mit seinem Namen katalogisiert, so ist beispielsweise das letzte von Cézanne bearbeitete Gemälde des Gärtners Vallier mit „Venturi 718“ versehen. John Rewald setzte nach Venturis Tod dessen Arbeit fort. Rewald bildete eine Arbeitsgemeinschaft, in der beschlossen wurde, den von Venturi geschaffenen Werkkatalog zu trennen; Rewald übernahm die Kataloge für Ölgemälde und Aquarelle, der Historiker Adrien Chappuis widmete sich Cézannes Zeichnungen. Dessen Katalog  The Drawings of Paul Cézanne – A Catalogue Raisonné erschien 1973 bei Thames and Hudson in London. Rewalds Paul Cézanne – The Watercolours: A Catalog Raisonné wurde bei Thames and Hudson, London mit 645 Abbildungen im Jahr 1983 veröffentlicht.

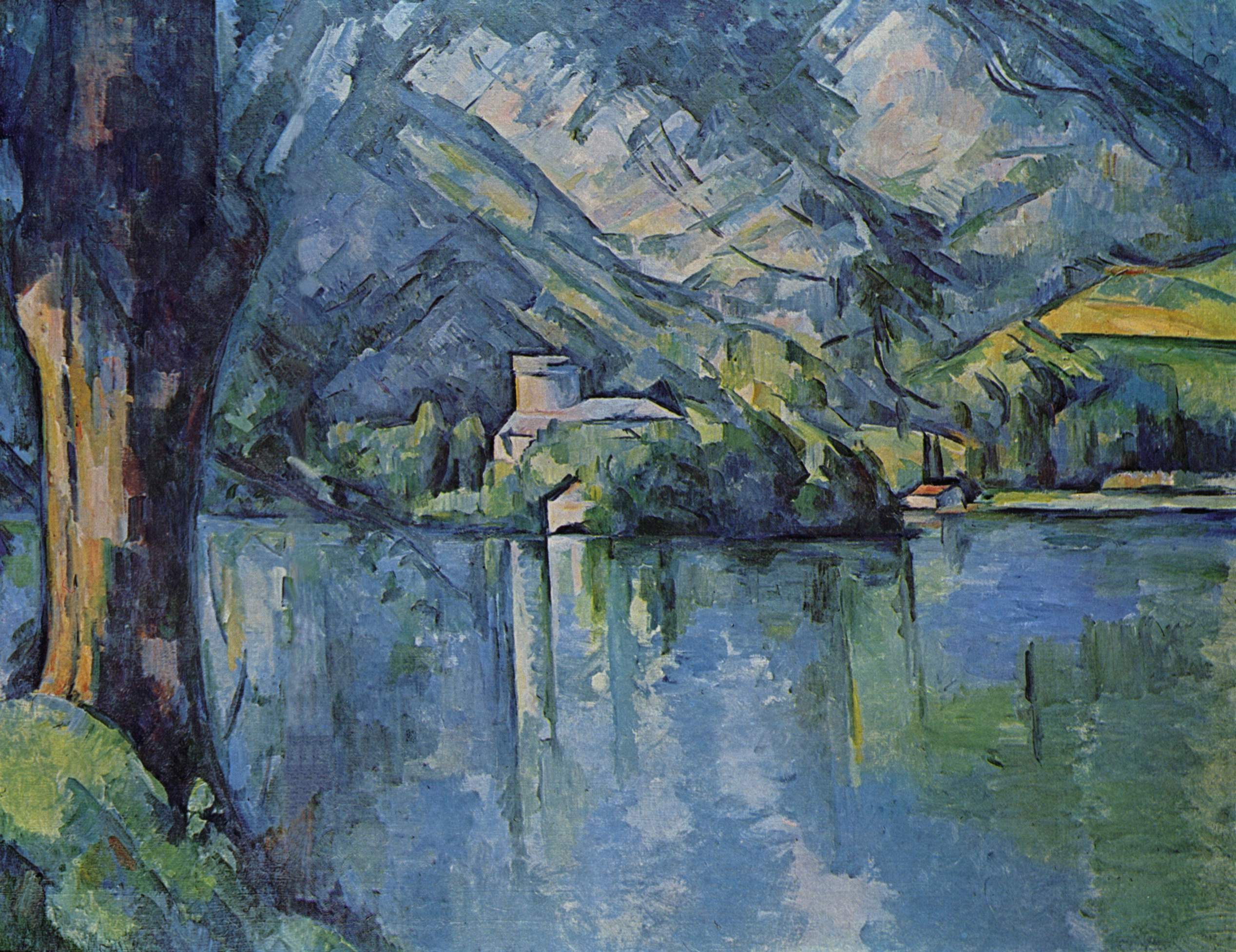
Der See von Annecy, 1896, Courtauld Institute of Art, London (Venturi 762)

Die fehlende Datierung der Gemälde (Rewald fand insgesamt nur eine) und unpräzise Formulierungen des Bildmotivs wie Paysage oder Quelques pommes stifteten Verwirrung. In seiner frühen Bearbeitung des Venturi fertigte Rewald eine Liste an, auf der alle Werke aufgenommen wurden, deren Datierung ohne stilistische Analyse vorgenommen werden konnte, denn eine solche Analyse lehnte Rewald als unwissenschaftlich ab. Er setzte seine Liste fort, indem er den verschiedenen Aufenthaltsorten Cézannes folgte, die durch Dokumente nachgewiesen werden konnten. Ein anderes Schema seiner Vorgehensweise war es, auf die Erinnerungen porträtierter Personen zu vertrauen, besonders, wenn diese Cézannes Zeitgenossen waren. Aufgrund eigener Interviews nahm er zeitliche Zuordnungen vor. Unter den Werken, die mit Sicherheit datiert werden konnten, waren Cézannes Gemälde Porträt des Kritikers Gustave Geffroy, das der Porträtierte mit dem Jahr 1895 bestätigte, und Der See von Annecy, den der Künstler nur einmal, nämlich im Jahr 1896, besucht hatte.
Rewald starb 1994, sein Werk konnte er nicht vollständig abschließen. Gab es irgendwelche Zweifel, war es Rewalds Tendenz, eher ein- als auszuschließen. Diese Methode wurde von seinen engsten Mitarbeitern Walter Feilchenfeldt jr., Sohn des Kunsthändlers Walter Feilchenfeldt, und Jayne Warman übernommen, die den Katalog vollendeten und ihn mit Einleitungen versahen. Der Katalog erschien im Jahr 1996 unter dem Titel The Paintings of Paul Cézanne: A Catalogue Raisonne – Review. Er umfasst die 954 Werke, die Rewald aufnehmen wollte.

## Rezeption

### Wirkung zu Lebzeiten

#### Cézannes erste Gemälde in einem deutschen Museum

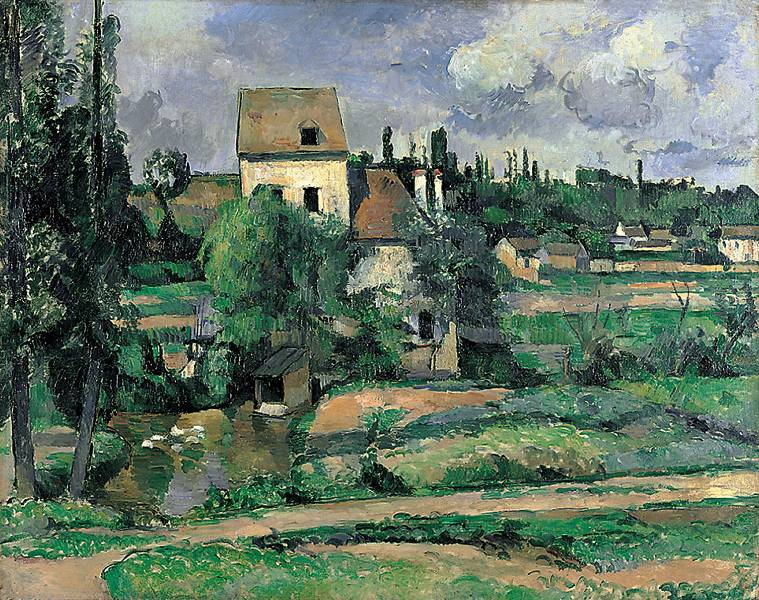
Die Mühle an der Couleuvre bei Pontoise, 1881, Nationalgalerie Berlin

Im Jahr 1897 erfolgte der erste Ankauf eines Cézanne-Gemäldes für ein Museum durch die Berliner Nationalgalerie unter dessen Direktor Hugo von Tschudi, der die französischen Impressionisten in deutschen Museen bekannt machen wollte. Er erwarb Cézannes Landschaftsmalerei Die Mühle an der Couleuvre bei Pontoise in der Galerie Durand-Ruel. 1904 und 1906 folgten zwei weitere Ankäufe von Cézannes Stillleben. Zurückzuführen war Tschudis Interesse für die aktuelle französische Kunstströmung auf den Maler Max Liebermann, der Tschudi 1896 auf dessen erster Dienstreise nach Paris begleitet hatte, um die neue französische Kunstrichtung zu begutachten. Die französischen Museumsdirektoren dagegen verhielten sich weiterhin zurückhaltend, was zur Folge hatte, dass ihre Bestände später durch Schenkungen und Legate aufgefüllt werden mussten, um ihren Landsmann angemessen vertreten zu können.

#### Zeugnisse zeitgenössischer Freunde und Maler
„Ja, Cézanne, er ist der Größte von uns allen!“

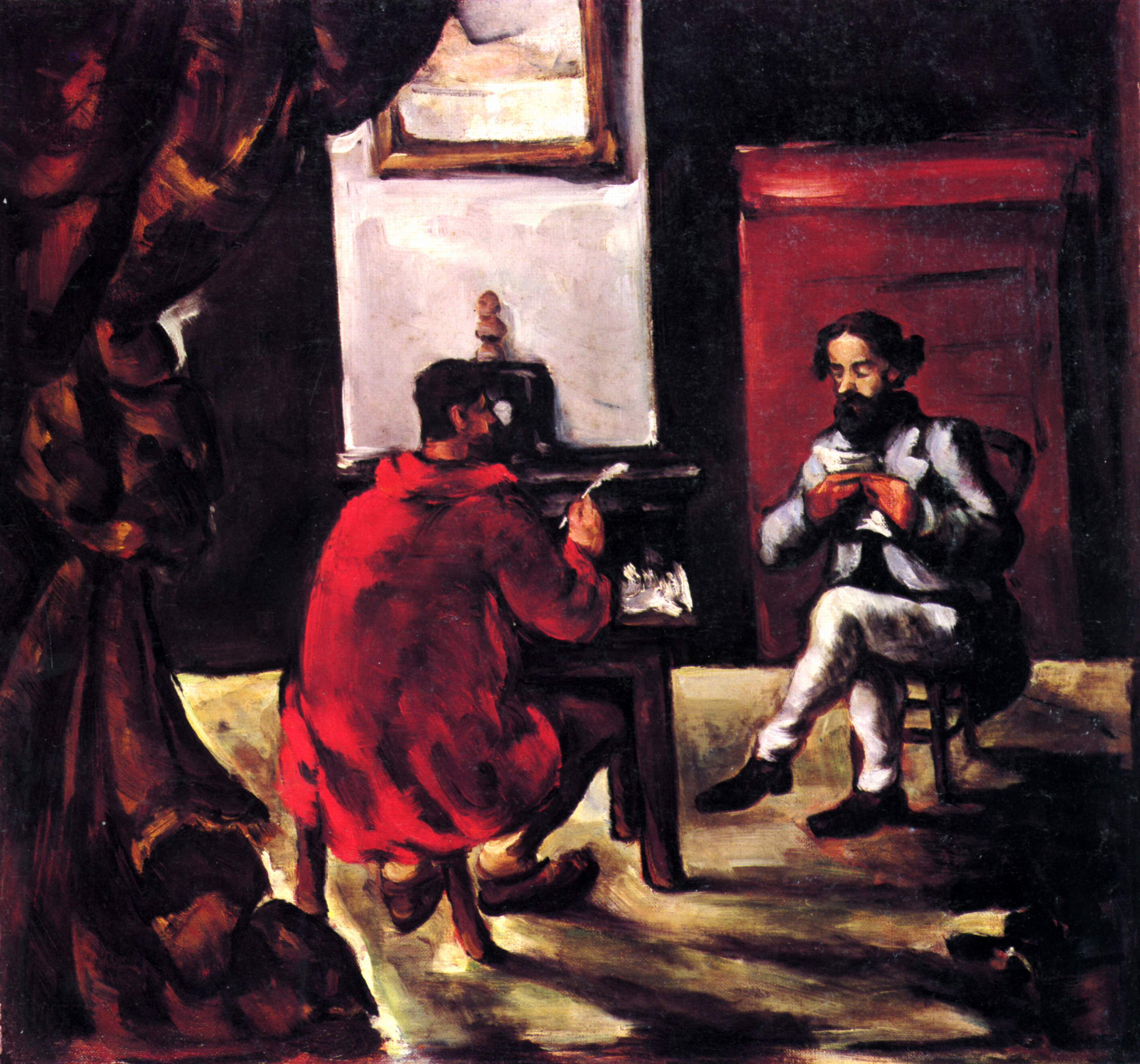
Die Lesestunde von Paul Alexis bei Zola, 1869/70, Privatsammlung. Alexis war Zolas Sekretär.

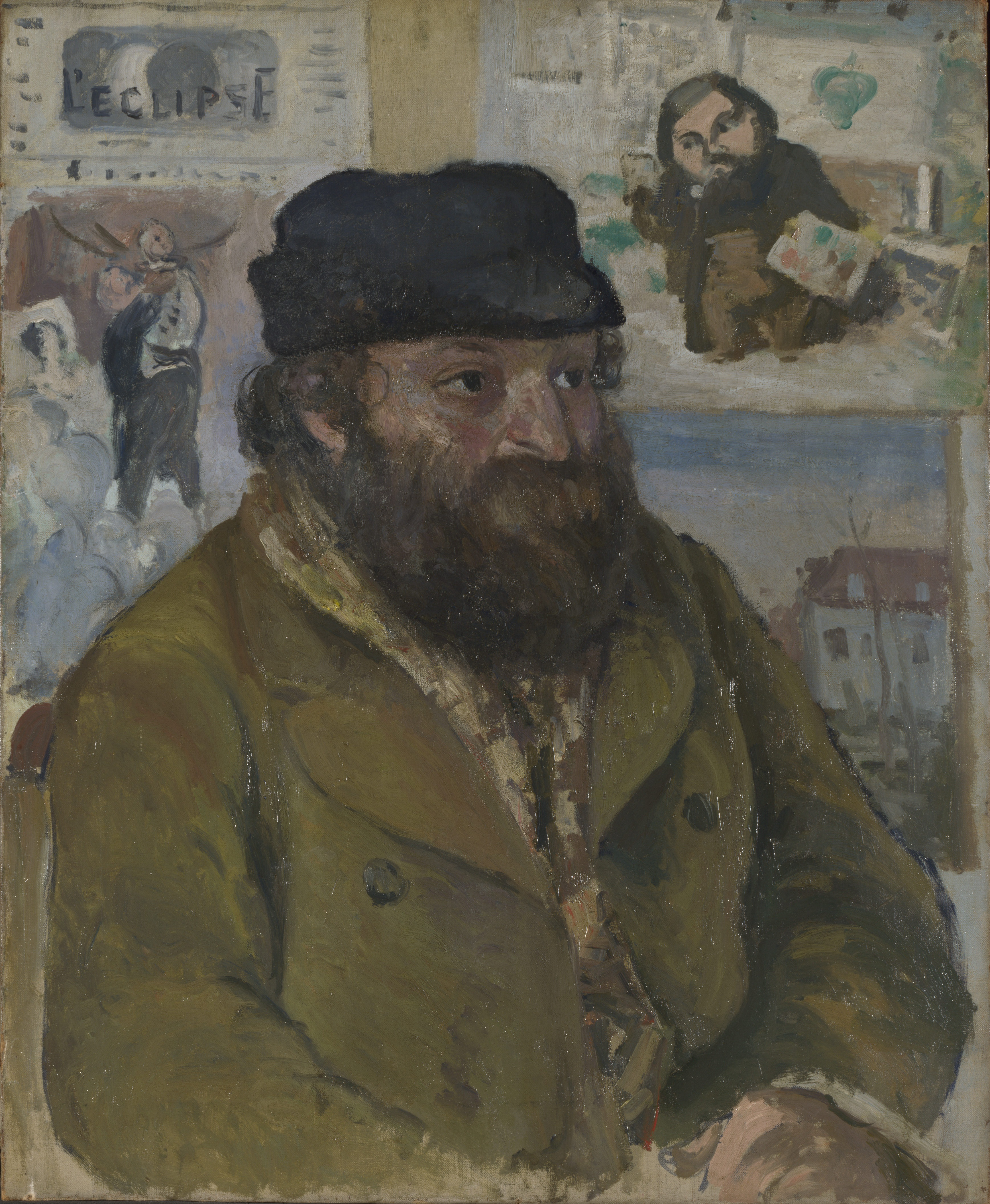
Camille Pissarro: Porträt Paul Cézanne, 1874, National Gallery, London. Das Gemälde hing bis zu Cézannes Tod in dessen Atelier.

Cézannes Jugendfreund, der Schriftsteller Émile Zola, zeigte sich früh skeptisch über Cézannes menschliche und künstlerische Eigenschaften und äußerte bereits im Jahr 1861, dass „Paul das Genie eines großen Malers haben mag, aber nie das Genie besitzen wird, tatsächlich einer zu werden. Das kleinste Hindernis bringt ihn zur Verzweiflung.“ Tatsächlich waren es Cézannes Selbstzweifel und die Weigerung, künstlerische Kompromisse einzugehen, sowie seine Absage an gesellschaftliche Zugeständnisse, die seine Zeitgenossen dazu bewogen, ihn als Sonderling zu betrachten.
Im Kreis der Impressionisten zollte man Cézannes Arbeiten jedoch in besonderem Maße Anerkennung; so sprachen Camille Pissarro, Auguste Renoir, Claude Monet und Edgar Degas begeistert über sein Werk, und Pissarro äußerte: „Ich glaube, es werden noch Jahrhunderte vergehen, bis man sich davon Rechenschaft gibt.“
Ein Porträt von Cézanne malte sein Freund und Mentor Pissarro im Jahr 1874, und 1901 schuf der Mitbegründer der Künstlergruppe Nabis, Maurice Denis, Hommage à Cézanne, das Cézannes Gemälde Stillleben mit Früchten
auf der Staffelei inmitten von Künstlerfreunden in der Galerie Vollard zeigt. Hommage à Cézanne gehörte ursprünglich Paul Gauguin und wurde später von dem französischen Schriftsteller und Freund Denis’, André Gide, erworben, der es bis zum Jahr 1928 in seinem Besitz hatte. Heute ist es im Musée d’Orsay ausgestellt.

#### Zeitgenössische Kunstkritik
Die erste gemeinsame Impressionistenausstellung in Paris im April/Mai 1874 zog extensive Kritik auf sich. Publikum und Kunstkritiker, für die „das Ideal“ der École de Beaux Arts der Beweis für das Vorliegen von Kunst war, brachen in Gelächter aus. Von Monet behauptete ein Kritiker, er male, indem er seine Farben in ein Gewehr lade und auf die Leinwand schieße. Vor einem Bild Cézannes führte ein Kollege einen Indianertanz auf und rief: „Hugh! […] Ich bin die wandelnde Impression, das rächende Palettenmesser, der ‚Boulevard des Capucines‘ von Monet, ‚Das Haus des Gehängten‘ und ‚Die moderne Olympia‘ von Herrn Cézanne. Hugh! Hugh! Hugh!“
Der französische Schriftsteller Joris-Karl Huysmans antwortete 1883 Pissarro brieflich auf dessen Vorwurf, Cézanne sei in Huysmans Buch L’Art moderne nur kurz erwähnt, indem er die Vermutung äußerte, Cézannes Blick auf die Motive sei durch Astigmatismus verfälscht: „[…] aber es ist bestimmt ein Augenfehler im Spiele, dessen er sich, wie mir versichert wird, auch bewusst ist.“ Fünf Jahre später wurde sein Urteil in der Zeitschrift La Cravache positiver, als er Cézannes Werke als „fremdartig und doch real“ und als „Offenbarung“ bezeichnete.
Der Kunsthändler Ambroise Vollard kam erstmals 1892 durch den Farbenhändler Tanguy mit Werken Cézannes in Berührung, die dieser gegen Lieferung von Malutensilien in seinem Laden in der Rue Clauzel auf dem Montmartre ausgestellt hatte. Vollard erinnerte sich an die mangelnde Resonanz: Der Laden sei selten aufgesucht worden, „da es damals noch nicht Mode war, die ‚Greuelwerke‘ teuer, ja nicht einmal billig zu kaufen.“ Tanguy führte sogar Interessenten in des Malers Atelier, zu dem er einen Schlüssel hatte, wo es zum festen Preis von 40 Francs kleine und 100 Francs große Bilder zu erwerben gab. Das Journal des Artistes gab den allgemeinen Ton von damals wieder, indem es besorgt fragte, ob seine empfindsamen Leserinnen beim Anblick „dieser bedrückenden Abscheulichkeiten, die das Maß des gesetzlich erlaubten Übels übersteigen, nicht von Übelkeit befallen werden“.
Der Kunstkritiker Gustave Geffroy gehörte zu den wenigen Kritikern, die Cézannes Werk zu Lebzeiten gerecht und vorbehaltlos beurteilten. Bereits am 25. März 1894 schrieb er im Journal über das damals aktuelle Verhältnis der Malerei Cézannes zu den Bestrebungen der jüngeren Künstler, dass Cézanne eine Art Vorläufer geworden sei, auf den sich die Symbolisten beriefen, und dass ein direkter Zusammenhang zwischen der Malerei Cézannes und der Gauguins, Bernards und sogar Vincent van Goghs bestehe. Ein Jahr später, nach der erfolgreichen Ausstellung in der Galerie Vollard im Jahr 1895, führte Geffroy wiederum im Journal aus: „Er ist ein großer Wahrheitsfanatiker, feurig und naiv, herb und nuanciert. Er wird in den Louvre kommen.“ Zwischen diesen beiden Chroniken war das von Cézanne gemalte Porträt Geffroys entstanden, das Cézanne jedoch in unvollendetem Zustand beließ, weil er mit ihm nicht zufrieden war.

### Postume Wirkung

#### Retrospektiven nach Cézannes Tod in Paris 1907
Zwei Retrospektiven würdigten postum im Jahr 1907 den Künstler. Vom 17. bis zum 29. Juni zeigte die Pariser Galerie Bernheim-Jeune 79 Aquarelle von Cézanne. Der V. Salon d’Automne widmete ihm anschließend vom 5. Oktober bis zum 15. November eine Hommage und stellte im Grand Palais 49 Gemälde und sieben Aquarelle in zwei Räumen aus. Zu den deutschen Besuchern zählten der Kunsthistoriker Julius Meier-Graefe, der im Jahr 1910 die erste Cézanne-Biografie schreiben sollte, Harry Graf Kessler und Rainer Maria Rilke. Die beiden Ausstellungen motivierten viele Künstler, wie beispielsweise Georges Braque, André Derain, Wassily Kandinsky, Henri Matisse und Pablo Picasso, zu ihren für die Kunst des 20. Jahrhunderts entscheidenden Einsichten.

#### Ausstellungen in London und in den Vereinigten Staaten

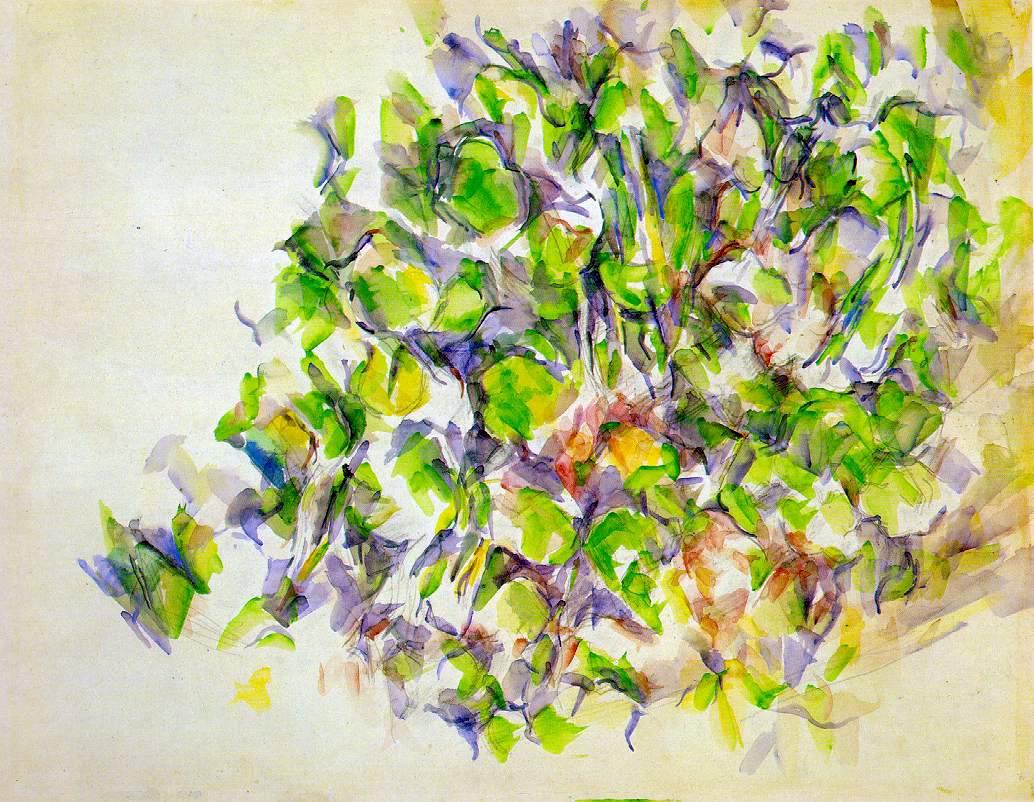
Laub, 1895–1900, ausgestellt in der Galerie 291, New York 1911

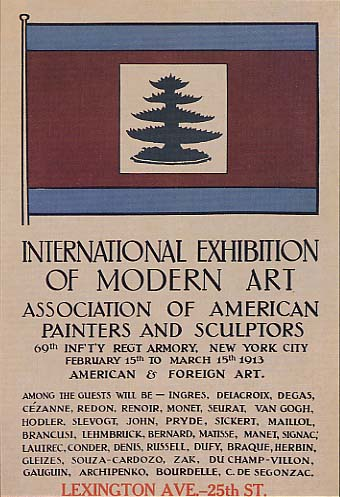
Poster der Armory Show, New York 1913

Im Jahr 1910 wurden einige von Cézannes Gemälden in der Ausstellung Manet and the Post-Impressionists in London gezeigt (eine weitere folgte 1912). Die Ausstellung war vom Maler und Kunstkritiker Roger Fry in den Grafton Galleries initiiert worden, die englische Kunstinteressierte mit dem Werk von Édouard Manet, Georges Seurat, Vincent van Gogh, Paul Gauguin und Cézanne bekannt machen wollte. Fry schuf mit dem Namen die Bezeichnung für den Stil des Post-Impressionismus. Obwohl die Ausstellung von Kritikern und Publikum negativ beurteilt wurde, sollte sie doch bedeutsam für die Geschichte der modernen Kunst werden. Fry erkannte den außergewöhnlichen Wert des Weges, den Künstler wie van Gogh und Cézanne eingeschlagen hatten, indem sie ihre persönlichen Gefühle und ihre Weltsicht durch ihre Gemälde ausdrückten, auch wenn die damaligen Besucher dies noch nicht nachvollziehen konnten. Die erste Ausstellung Cézannes in den Vereinigten Staaten fand 1910/11 in der Galerie 291 in New York statt.
Im Jahr 1913 wurden seine Werke in der Armory Show in New York ausgestellt; sie war eine bahnbrechende Ausstellung von Kunstwerken und Skulpturen der Moderne, obgleich auch hier die Exponate Kritik und Spott ernteten.
Heutzutage werden diese Künstler, die selbst von ihren eigenen Kunstakademien zu Lebzeiten kritisiert und lächerlich gemacht wurden, als die Väter der modernen Kunst angesehen.

#### Einfluss auf die Moderne und Missdeutungen
„Cézanne! Cézanne war unser aller Vater.“

„Eine Art lieber Gott der Malerei.“

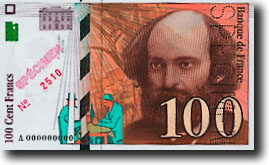
FF 100 Banknote (recto), mit einem Porträt von Paul Cézanne, dem Gemälde Das Meer in l'Estaque, und einer Darstellung von Die Kartenspieler.

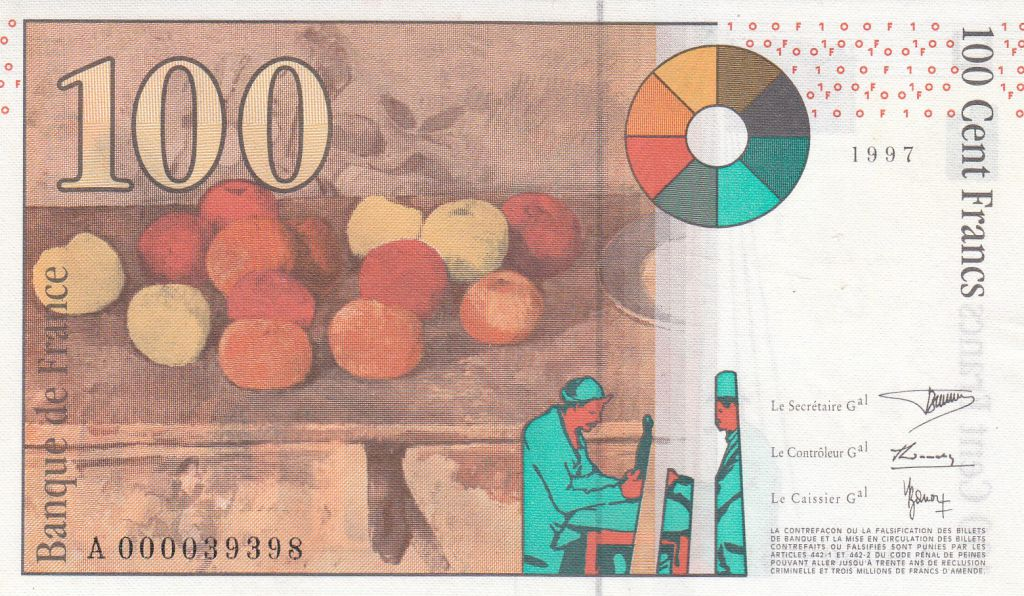
FF 100 Banknote (verso), mit dem Gemälde Äpfel und Kekse und einer Darstellung der Die Kartenspieler.

In der Rezeption der Werke und der vermeintlichen Absichten Cézannes liegen viele „produktive“ Missverständnisse verborgen, die auf den weiteren Verlauf und die Entwicklung der modernen Kunst erheblichen Einfluss genommen hatten. So zeigt die Liste jener Künstler, die sich mehr oder weniger berechtigt auf ihn beriefen und einzelne Elemente aus der Fülle seiner gestalterischen Ansätze für eigene Bildfindungen ummünzten, eine nahezu lückenlose Kunstgeschichte des 20. Jahrhunderts. Schon Apollinaire stellte 1910 fest, dass „die meisten der neuen Maler behaupten, Nachfolger dieses ernsten, nur an der Kunst interessierten Malers zu sein“.
Unmittelbar nach Cézannes Tod im Jahr 1906 begann, angeregt durch eine umfassende Ausstellung seiner Aquarelle im Frühjahr 1907 in der Galerie Bernheim-Jeune sowie eine Retrospektive im Oktober 1907 auf dem Salon d’Automne in Paris, eine lebhafte Auseinandersetzung mit seinem Werk. Unter den jungen französischen Künstlern wurden zuerst Matisse und Derain von der Leidenschaft für Cézanne ergriffen, es folgten Picasso, Fernand Léger, Georges Braque, Marcel Duchamp und Piet Mondrian. Diese Begeisterung war dauerhaft, so äußerte noch der achtzigjährige Matisse im Jahre 1949, dass er der Kunst Cézannes am meisten verdanke. Ferner bezeichnete Braque den Einfluss Cézannes auf seine Kunst als „Initiation“ und äußerte 1961: „Cézanne war der erste, der sich von der gelehrten mechanisierten Perspektive abwandte.“ Picasso gestand, „er war für mich der einzige Meister …, er war eine Vaterfigur für uns: er war es, der uns Schutz bot.“
Der Cézanne-Experte Götz Adriani merkt jedoch an, dass etwa die kubistische Rezeption Cézannes – im Besonderen der Salonkubisten Albert Gleizes und Jean Metzinger, die in ihrer Abhandlung Du cubisme aus dem Jahre 1912 Cézanne an den Anfang ihrer Art zu malen stellten – insgesamt recht willkürlich war. So ließen sie die aus der Naturbeobachtung gewonnene Motivation weitgehend außer Acht. Er weist in diesem Zusammenhang auf die formalistischen Missdeutungen hin, die sich auf die von Bernard veröffentlichte Schrift des Jahres 1907 beziehen. Hier heißt es unter anderem, „man behandle die Natur gemäß Zylinder, Kugel und Kegel“. Weitere Missdeutungen dieser Art finden sich in dem von Malewitsch 1919 veröffentlichten Text „Von den neuen Systemen in der Kunst“. So bezweckte Cézanne etwa in seinem Zitat keine Umdeutung der Naturerfahrung im Sinne der Orientierung an kubischen Formelementen, ihm ging es vielmehr darum, den Gegenstandsformen und ihrer Farbigkeit unter den verschiedenen Aspekten im Bilde zu entsprechen.

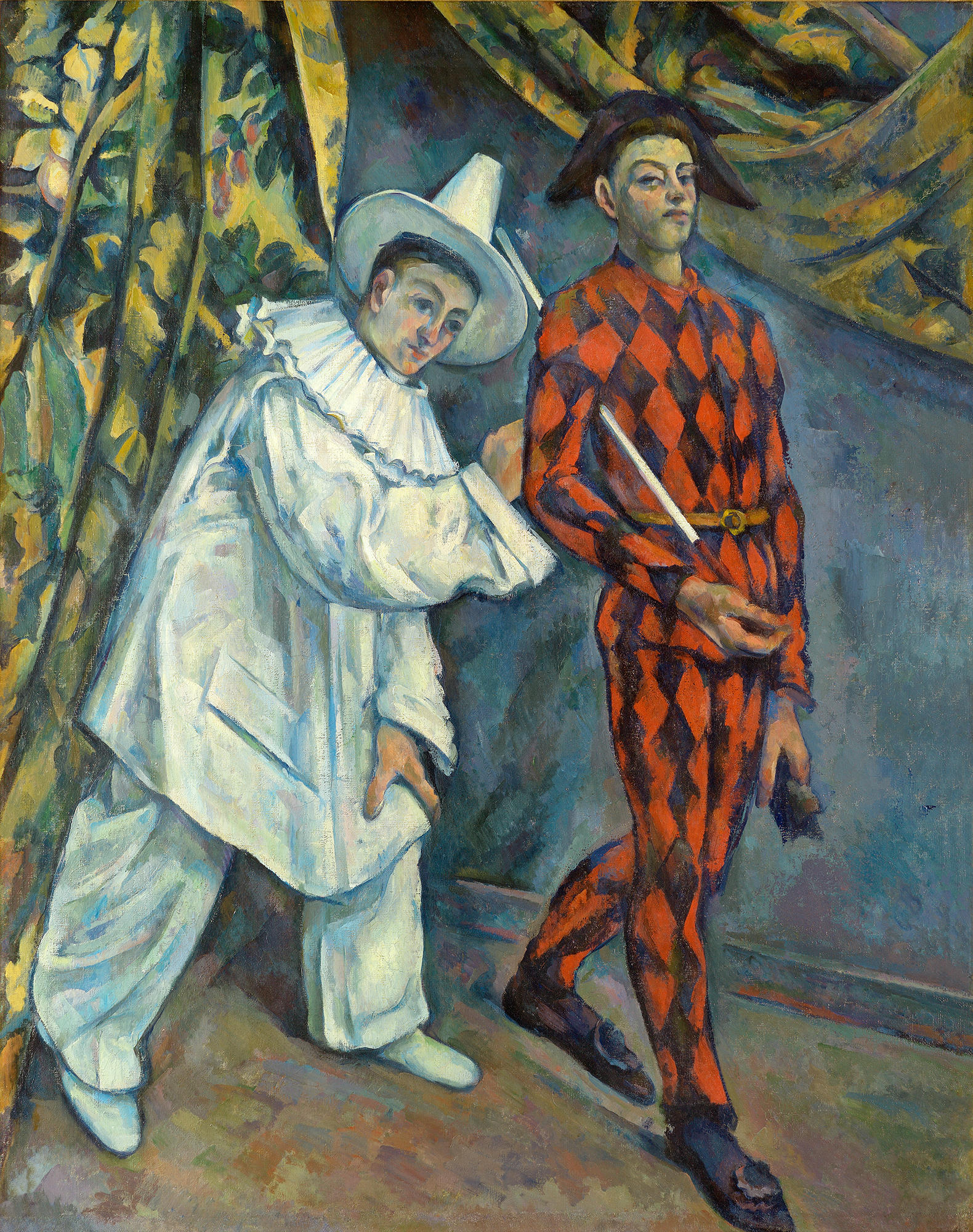
Mardi Gras (Fastnacht), 1888, Puschkin-Museum, Moskau

Als eines unter vielen Beispielen der Einflüsse Cézannes auf die Moderne sei das Gemälde Mardi Gras, das Sohn Paul mit seinem Freund Louis Guillaume zeigt und ein Sujet aus der Commedia dell’arte umfasst, genannt. Picasso inspirierte es zu einem Harlekin-Thema in seiner rosa Periode. Matisse wiederum griff das Thema des klassischsten Gemäldes aus der Badenden-Folge, Die Großen Badenden aus dem Philadelphia Museum of Art, zu seinem Gemälde Die Badende aus dem Jahr 1909 auf.

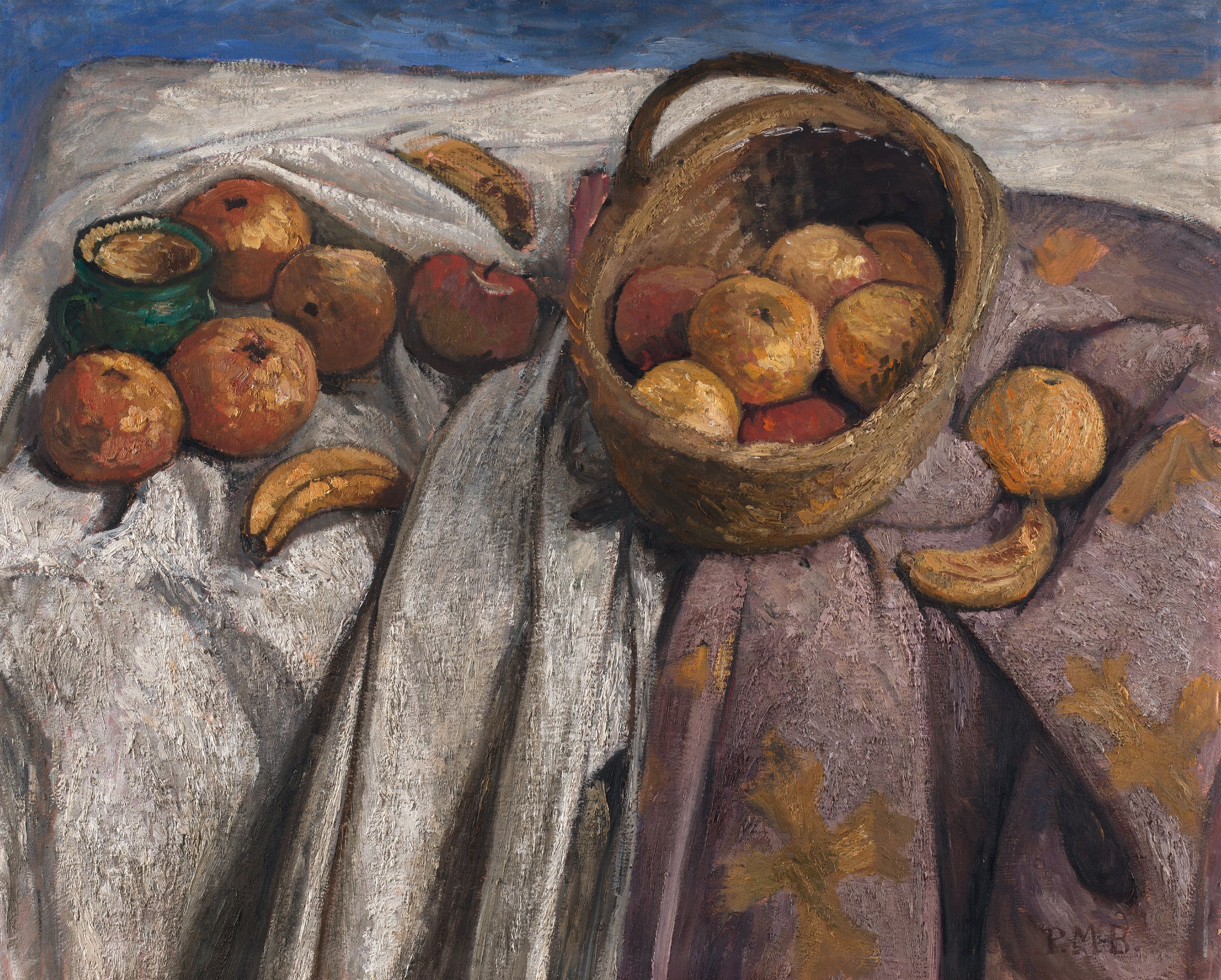
Paula Modersohn-Becker: Stillleben mit Äpfeln und Bananen, 1905, Kunsthalle Bremen. Das Bild zeigt die Beeinflussung durch Stillleben Cézannes.

Die eben genannten Künstler bilden erst den Anfang einer Reihe von Inspirierten. Die früh verstorbene Malerin Paula Modersohn-Becker hatte bereits 1900 bei Vollard Cézannes Gemälde gesehen, die sie tief beeindruckt hatten. Sie schrieb kurz vor ihrem Tod in einem Brief vom 21. Oktober 1907 aus Worpswede an Clara Westhoff: „Ich denke und dachte diese Tage stark an Cézanne und wie das einer von den drei oder vier Malerkräften ist, der auf mich gewirkt hat wie ein Gewitter oder ein großes Ereignis.“ Paul Klee notierte 1909 in seinem Tagebuch: „Cézanne ist mir ein Lehrmeister par excellence“, nachdem er in der Münchner Secession mehr als ein Dutzend Gemälde von Cézanne gesehen hatte. Die Künstlergruppe Der Blaue Reiter bezog sich 1912 in ihrem Almanach auf ihn, indem Franz Marc von der Geistesverwandtschaft zwischen El Greco und Cézanne berichtete, deren Werke er jeweils als Eingangspforten einer neuen Epoche der Malerei verstand. Wiederum bezieht sich Kandinsky, der Cézannes Gemälde auf der Retrospektive 1907 im Salon d’Automne gesehen hatte, in seiner 1912 veröffentlichten Schrift „Über das Geistige in der Kunst“ auf Cézanne, in dessen Werk er ein „starkes Mitklingen des Abstrakten“ erkannte und den spirituellen Anteil seiner Überzeugungen bei ihm vorgegeben fand. Max Beckmann sah in seiner 1912 erschienenen Schrift Gedanken über zeitgemäße und unzeitgemäße Kunst in Cézanne ein Genie ebenso wie Franz Marc. El Lissitzky betonte um 1923 seine Bedeutung für die Russische Avantgarde, und Lenin regte 1918 an, für die Heroen der Weltrevolution Denkmäler zu errichten; auf der Ehrenliste standen Courbet und Cézanne.
Neben Matisse beschäftigte sich Alberto Giacometti am eingehendsten mit Cézannes Darstellungsweise. Aristide Maillol arbeitete 1909 an einem Cézanne-Denkmal, das jedoch an der Ablehnung durch die Stadtverwaltung von Aix-en-Provence scheiterte. Auch für Künstler der neueren Generation war Cézanne eine wichtige Instanz. So bezeichnete Jasper Johns ihn neben Duchamp und Leonardo da Vinci als wichtigstes Vorbild. A. R. Penck wiederum wies auf die konzeptionellen Errungenschaften Cézannes hin und betonte: „Mit Cézanne fängt auch das an, was wir heute Untergrund nennen. Die Behauptung eines eigenen Raumes und einer eigenen Zielvorstellung gegen die herrschende Tendenz der Zeit.“ Der Däne Per Kirkeby äußerte 1989 in der Beschäftigung mit Cézannes Werken, dass hier einer sein „Künstlerleben als Pfand gegeben hat für etwas, das das meiste, womit wir uns üblicherweise beschäftigen, als ängstliche Originalitätssucht und Oberflächlichkeit erscheinen läßt“.
Der deutsche Künstler Willi Baumeister, der ursprünglich vom Impressionismus beeinflusste figurative Werke geschaffen hatte, wandte sein Interesse schon um 1910 dem Kubismus und Paul Cézanne zu, dessen Werk er sein Leben lang verbunden blieb. In der Einführung zu einer 1947 erschienenen Bildmappe über Cézanne führte er aus: „Es gibt zwei Beugungswinkel in der Geschichte der neueren Kunst. Der eine Beugungswinkel liegt zwischen Cimabue und Giotto. […] Der zweite Beugungswinkel in der Geschichte der Kunst liegt bei Cézanne. Es beginnt die Abwendung vom ‚naturgetreuen Abbild‘ und die Hinwendung zur unabhängigen Formschöpfung und Farbschöpfung. […] Vergrößert man gewisse Bildteile bei Cézanne, […] so bemerkt man ein rhythmisches Gefüge, das kubistisch zu nennen ist und das der Kubismus übernahm.“

#### Cézannes Einfluss auf Rainer Maria Rilke

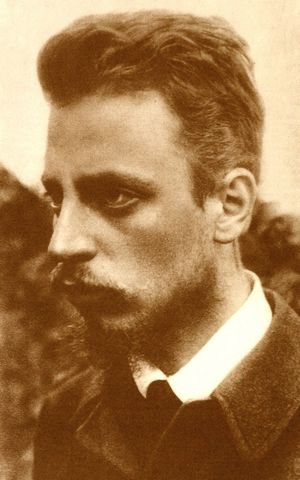
Rainer Maria Rilke, Foto, um 1900

„Wenn ich mich erinnere, wie befremdet und unsicher man die ersten Sachen sah“, schrieb Rainer Maria Rilke an seine Frau nach der Besichtigung der großen Cézanne-Retrospektive im Pariser Salon d’Automne von 1907, auf die ihn Paula Modersohn-Becker aufmerksam gemacht hatte: „[…] lange nichts und plötzlich hat man die richtigen Augen.“ Rilke machte mit dieser Aussage sein großes Interesse an der Malerei deutlich, von der er sich Lösungen für seine schriftstellerischen Probleme erhoffte: „Es ist gar nicht die Malerei, die ich studiere […]. Es ist die Wendung in dieser Malerei, die ich erkannte, weil ich sie selbst eben in meiner Arbeit erreicht hatte.“ Bei Cézanne sah er, wie die „Stimmungsmalerei“ überwunden werden konnte. Dies entsprach seiner Auffassung vom Dichten, die in den Neuen Gedichten schon umgesetzt wurde. Nach der Ausstellung setzte er Der Neuen Gedichte anderer Teil fort, an der die Anwendung des Prinzips vom „sachlichen Sagen“ in dem Gedicht Die Flamingos deutlich wird. Dass Rilke nicht der einzige modernistische Autor war, für den die Frage nach den unterschiedlichen Formen und Funktionen von Bildern und Bildlichkeit in der Literatur zentrale Bedeutung erlangte, wird unter anderem auch in der Auswirkung auf die Literatur um 1900 beispielsweise in den Werken Hugo von Hofmannsthals mit dem „Eindringen der Farbe in die Sprache“ deutlich.

#### HandkesDie Lehre der Sainte-Victoire
Peter Handke resümiert in seinem im Jahr 1980 erschienenen Buch Die Lehre der Sainte-Victoire: „Ja, dem Maler Paul Cézanne verdanke ich es, dass ich an jener freien Stelle zwischen Aix-en-Provence und dem Dorf Le Tholonet in den Farben stand und sogar die asphaltierte Straße mir als Farbsubstanz erschien […]“ Und er fährt fort: „[…] so habe ich [Bilder] wohl von Anfang an als bloßes Zubehör gesehen und mir von ihnen lange nichts Entscheidendes erwartet.“ Handke gelingt in seinem Buch die Annäherung eines Autors an die bildende Kunst durch die in den Text eingebetteten kunsttheoretischen Hinweise der Sicht Cézannes auf die Wirklichkeit.

#### Cézanne und die Philosophie
Der französische Philosoph Jean-François Lyotard führt in seinem Werk Das Elend der Philosophie aus, Cézanne habe sozusagen den Sechsten Sinn: Er empfinde die im Entstehen befindliche Realität, bevor sie sich in der normalen Wahrnehmung vervollständigt. Der Maler rührt also ans Erhabene, wenn er das Überwältigende der Gebirgslandschaft erblickt, die man weder mit der normalen Sprache noch mit der gewohnten Maltechnik darstellen könne. Lyotard resümiert: „Man kann auch sagen, daß das Unheimliche der dem Gebirge und den Früchten gewidmeten Ölgemälde und Aquarelle sowohl von einem tiefen Sinn des Verschwindens der Erscheinungen herrührt, als auch von dem Untergang der sichtbaren Welt.“

### Filme über Cézanne

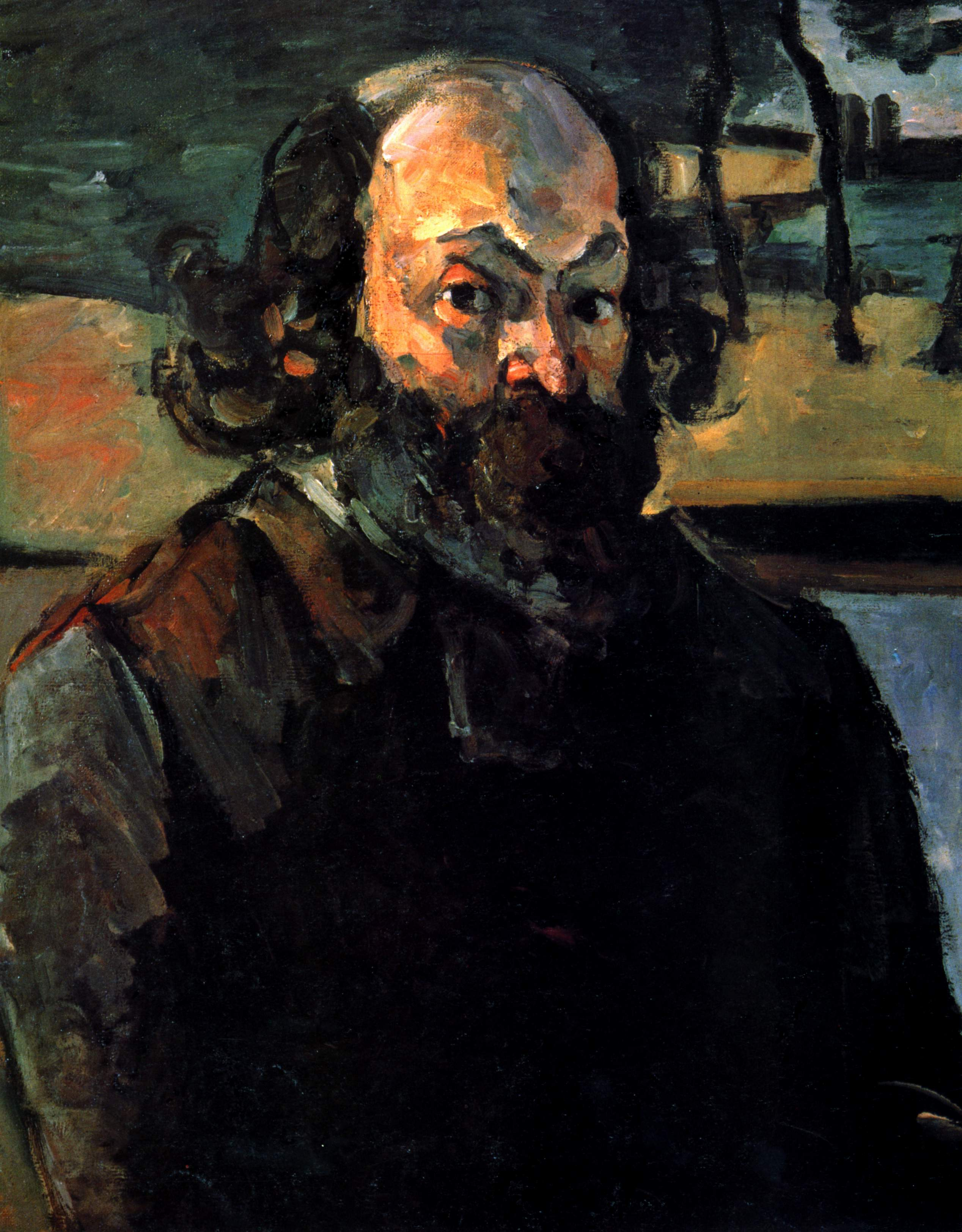
Selbstporträt, um 1875, Musée d’Orsay, Paris

Une visite au Louvre, 2004. Film und Regie von Jean-Marie Straub und Danièle Huillet über Cézanne, basierend auf den postum veröffentlichten Konversationen mit dem Maler, die dessen Bewunderer Joachim Gasquet überliefert hat. Der Film beschreibt einen Spaziergang Cézannes im Louvre entlang der Bilder seiner Künstlerkollegen.
Zum 100. Todestag Cézannes im Jahr 2006 sind zwei Dokumentarfilme aus den Jahren 1995 und 2000 über Paul Cézanne beziehungsweise über sein Motiv La Montagne Sainte-Victoire neu veröffentlicht worden. Der Triumph Cézannes wurde für das Jubiläumsjahr 2006 neu gedreht.
Die Gewalt des Motivs, 1995. Ein Film von Alain Jaubert. Ein Berg in der Nähe seiner Heimatstadt Aix-en-Provence wird zu Cézannes Hauptmotiv. Über 80-mal zeigt er La Montagne Sainte-Victoire aus verschiedenen Perspektiven, zu verschiedenen Jahreszeiten. Das Motiv wird zu einer Obsession, der Jaubert mit seinem Film auf den Grund geht.
Cézanne – der Maler, 2000. Ein Film von Elisabeth Kapnist. Die Geschichte einer Passion und einer lebenslangen künstlerischen Suche: Der Maler Cézanne, seine Kindheit, die Freundschaft mit Zola und seine Begegnung mit dem Impressionismus werden geschildert.
Der Triumph Cézannes, 2006. Ein Film von Jacques Deschamps. Deschamps nimmt den 100. Todestag Cézannes im Oktober 2006 zum Anlass, dem Entstehen einer Legende nachzuspüren. Cézanne stieß auf Ablehnung und Unverständnis, bevor er in den Olymp der Kunstgeschichte und des internationalen Kunstmarkts aufsteigen durfte.
Meine Zeit mit Cézanne, 2016. Ein Film von Danièle Thompson über Cézannes Freundschaft mit Émile Zola.

### Auf Cézannes Spuren in der Provence

Bronzestatue Cézannes von Gabriel Sterk auf dem Place de la Rotonde in Aix-en-Provence

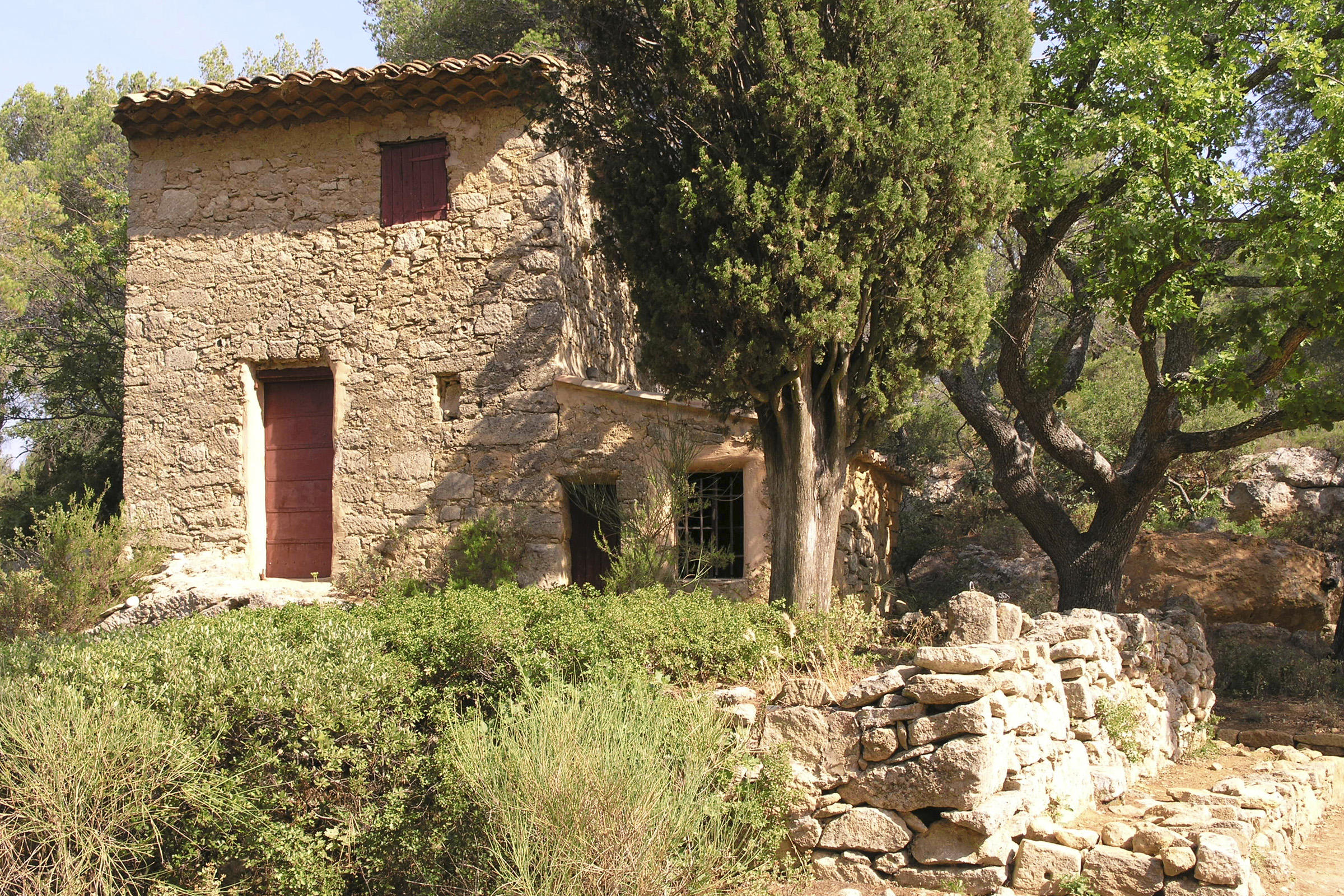
Cézannes Hütte am Steinbruch von Bibémus

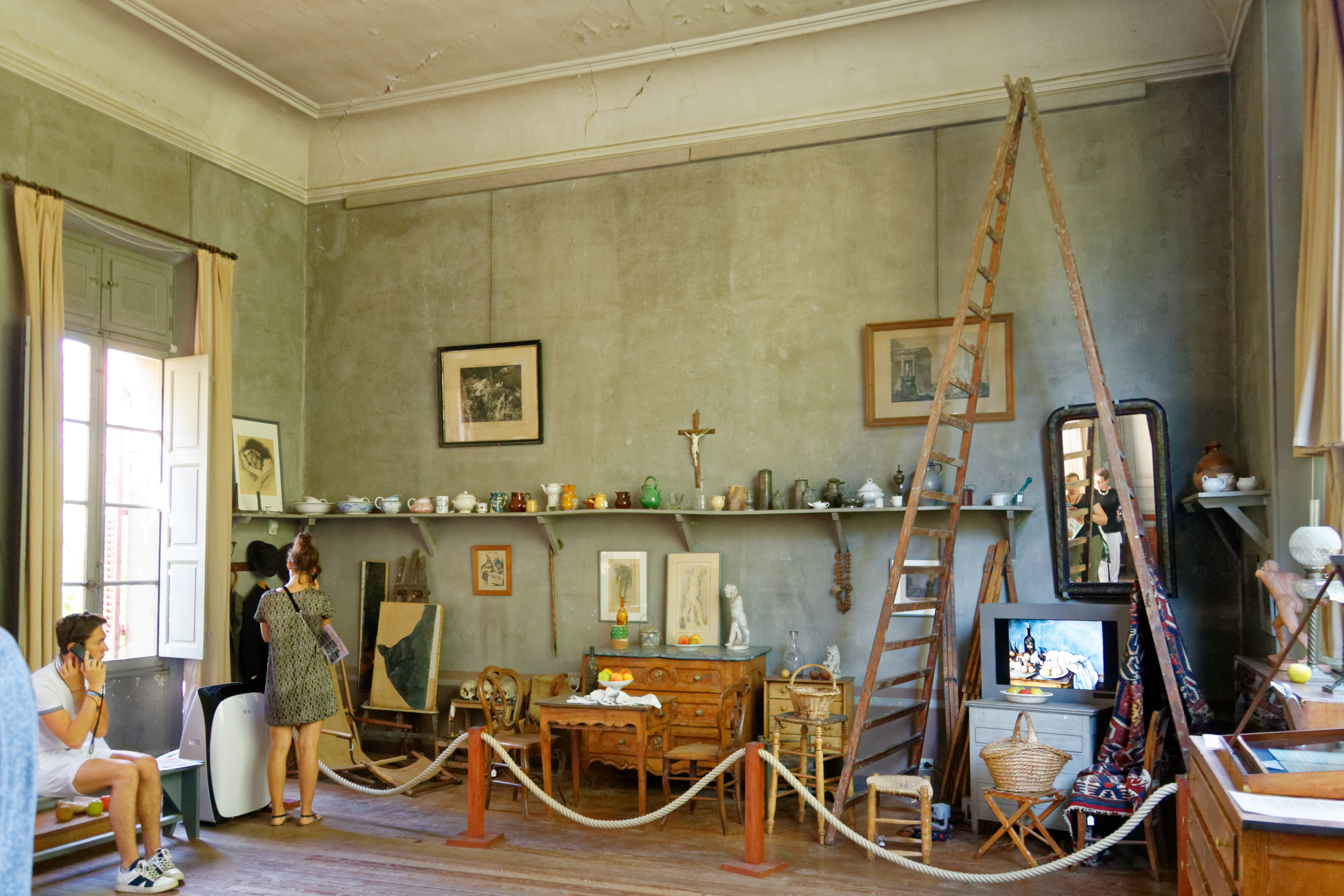
Atelier Cézanne in Aix-en-Provence

Besucher von Aix-en-Provence können vom Stadtzentrum aus die Landschaftsmotive Cézannes auf fünf gekennzeichneten Wegen entdecken. Sie führen nach Le Tholonet, zum Jas de Bouffan, zum Steinbruch von Bibémus, zu den Ufern des Flusses Arc und zum Atelier von Les Lauves.
Das Atelier Les Lauves ist bereits seit dem Jahr 1954 der Öffentlichkeit zugänglich. Eine amerikanische Stiftung, initiiert von James Lord und John Rewald, hatte dies durch von 114 Spendern bereitgestellte Gelder möglich gemacht. Sie kaufte es dem Vorbesitzer Marcel Provence ab und übertrug es an die Universität von Aix. Im Jahr 1969 wurde das Atelier der Stadt Aix übereignet. Der Besucher findet hier Cézannes Möbel, Staffelei und Palette, die Gegenstände, die auf seinen Stillleben erscheinen sowie einige Originalzeichnungen und Aquarelle.

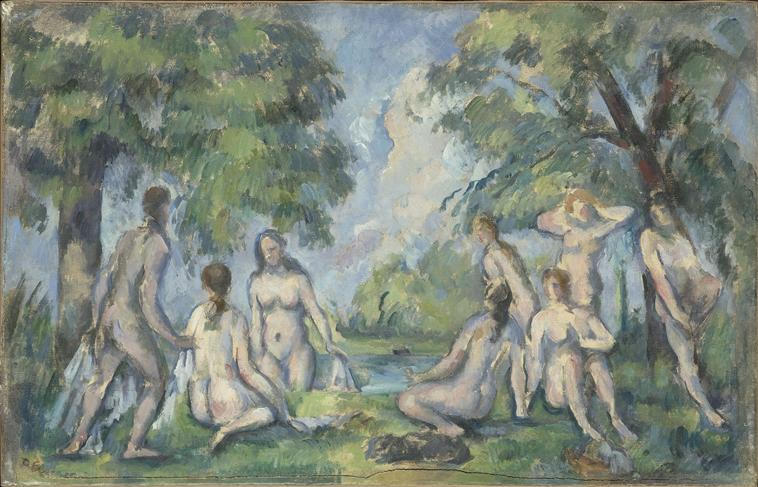
Les Baigneuses, um 1895, ausgestellt im Musée Granet

Zu Lebzeiten hatte ein Großteil der Aixer Einwohner ihren Mitbürger Cézanne verspottet. In neuerer Zeit benannten sie nach ihrem weltberühmt gewordenen Künstler sogar eine Universität: Im Jahr 1973 wurde sie in Aix-en-Provence gegründet, die Universität Paul Cézanne Aix-Marseille III mit den Fachbereichen Recht und Politikwissenschaft, Betriebswirtschaftslehre sowie Naturwissenschaft und Technik. Im Jahr 2011 wurde sie aufgelöst und mit den anderen beiden Universitäten in Aix und Marseille zur Universität Aix-Marseille zusammengefasst.
Als Folge der Ablehnung seiner Werke in der Vergangenheit musste das Musée Granet in Aix mit einer Leihgabe von Gemälden aus dem Louvre vorliebnehmen, um den Besuchern Cézanne, den Sohn ihrer Stadt, präsentieren zu können. Das Museum erhielt im Jahr 1984 acht Gemälde und einige Aquarelle, darunter ein Motiv aus der Reihe der Badenden und ein Porträt der Mme Cézanne. Dank einer weiteren Stiftung im Jahr 2000 werden dort jetzt neun Gemälde Cézannes ausgestellt.

### Cézannes Werke auf dem Kunstmarkt

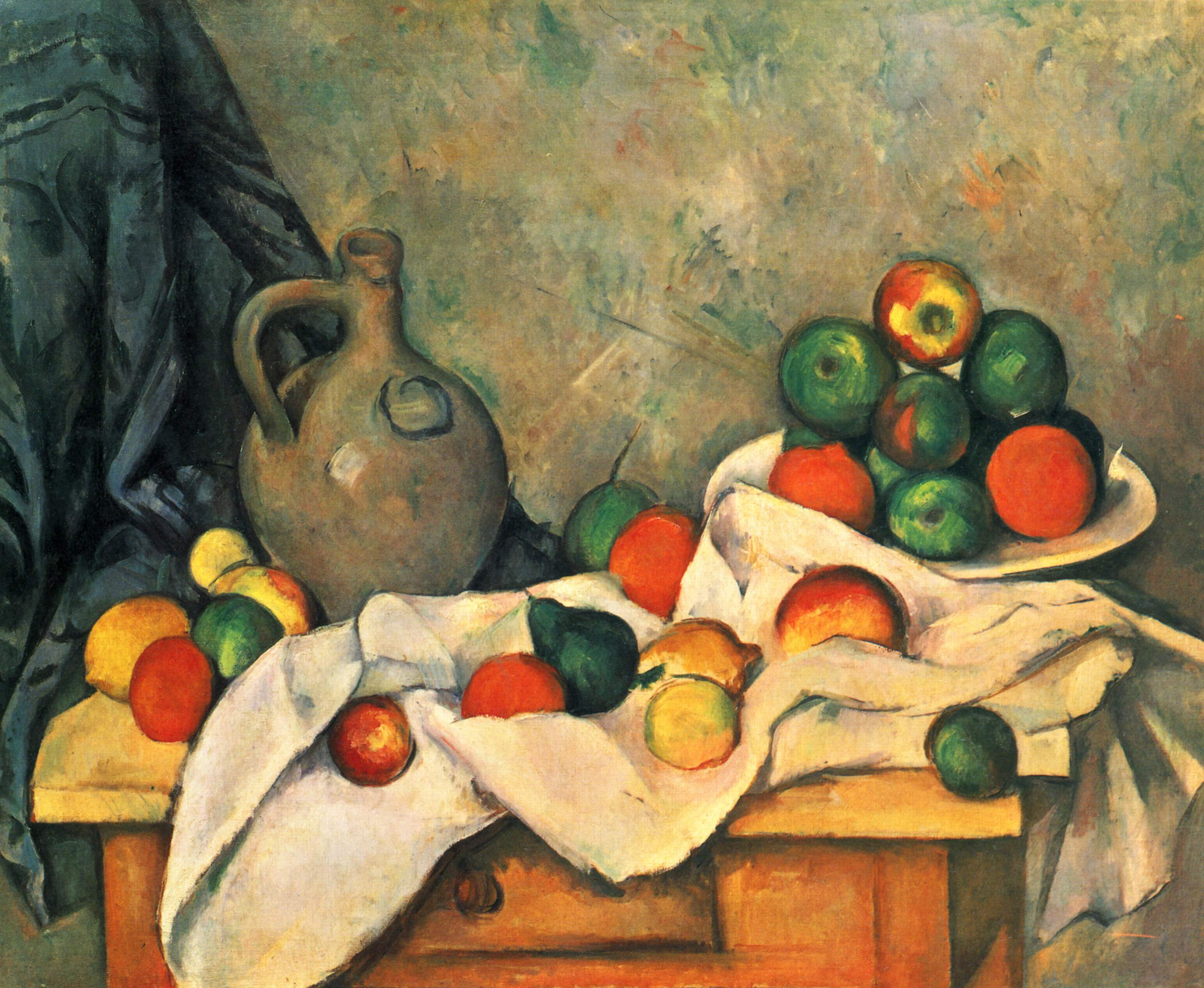
Stillleben mit Vorhang, Krug und Obstschale, 1893–1894, Privatbesitz

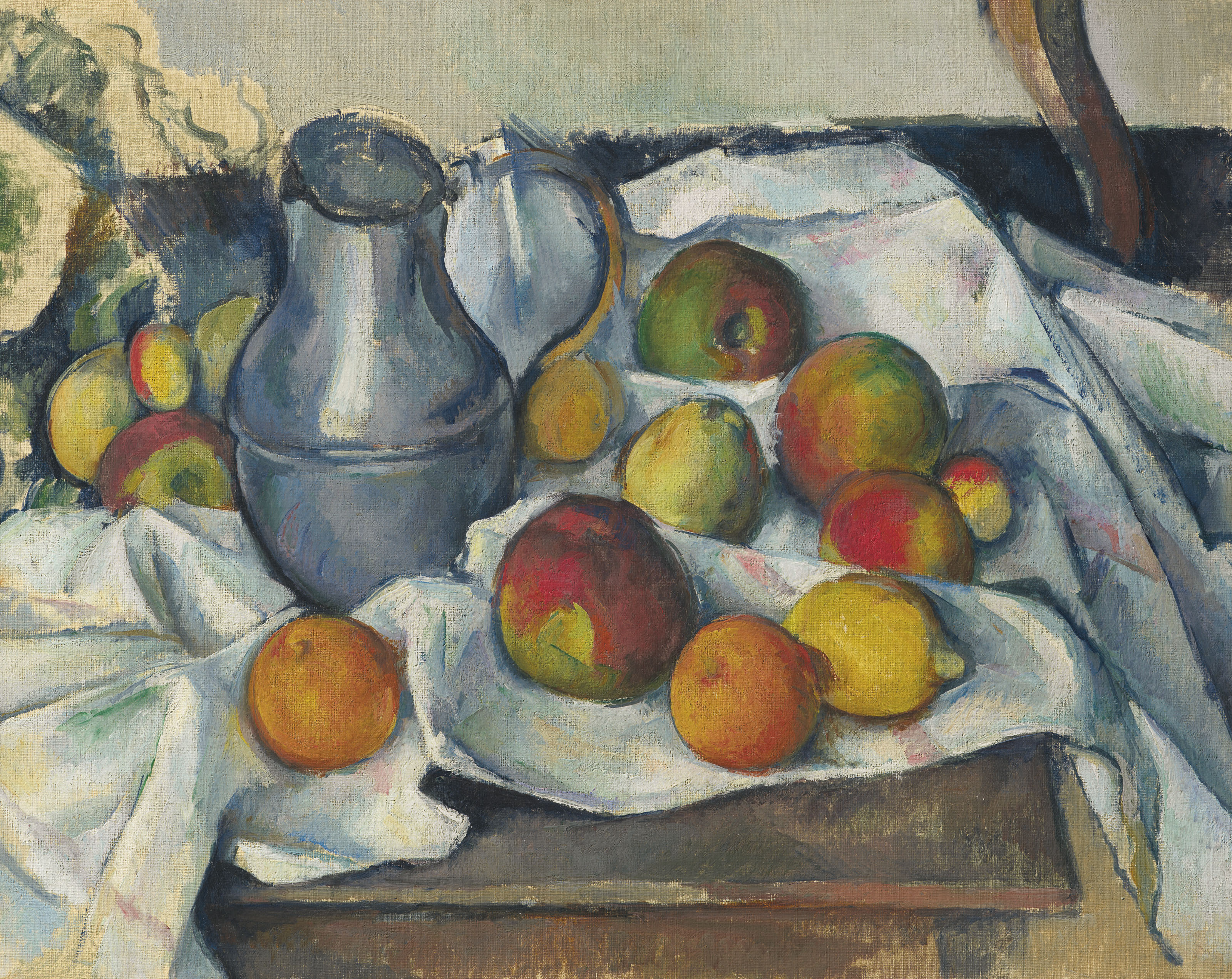
Bouilloire et fruits, 1888–1890, Privatbesitz

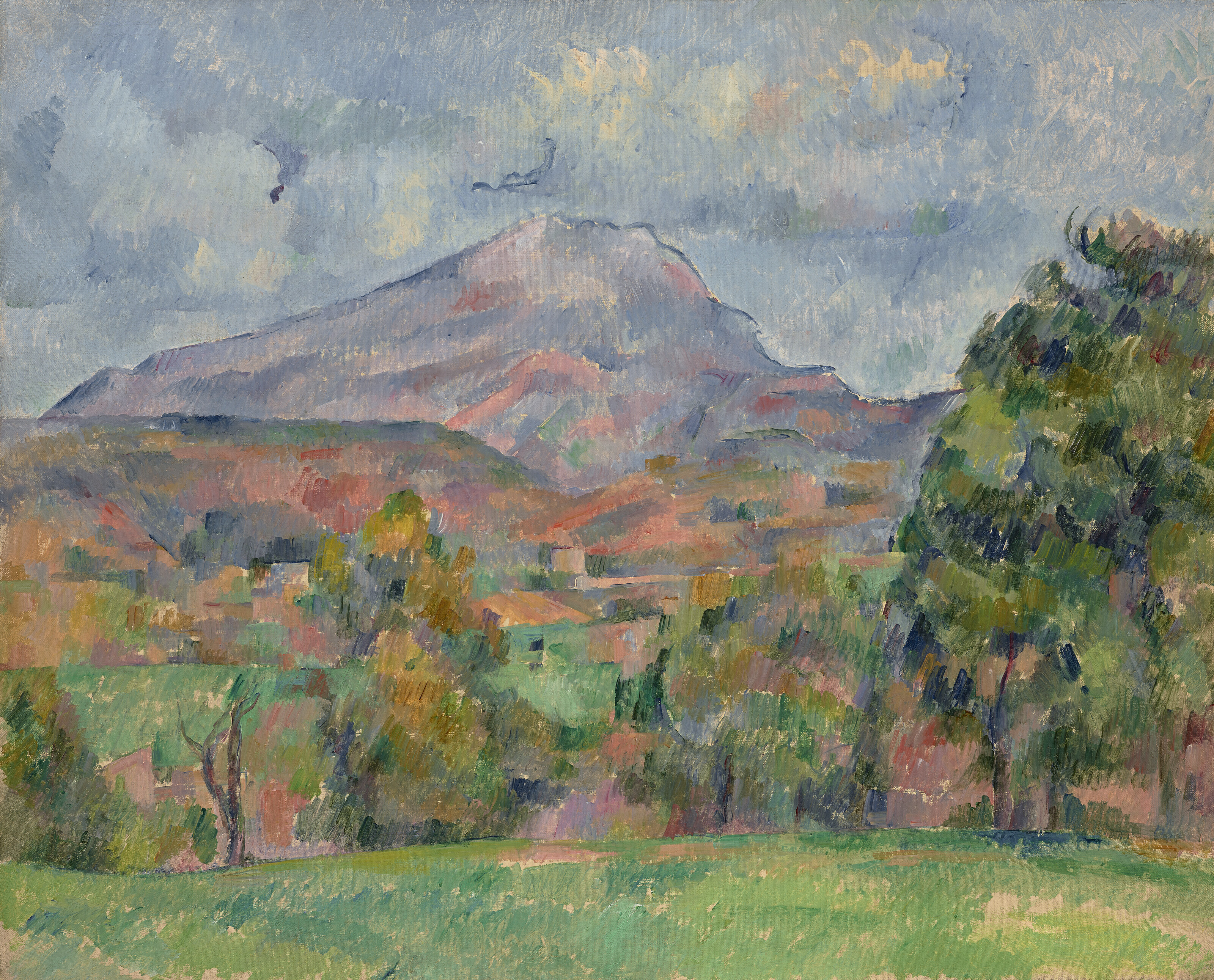
La Mntagne Sainte-Victoire (1888–1890)

Welche Wertsteigerung Cézannes Gemälde auf dem Kunstmarkt erreicht haben, ist aus dem Ergebnis einer Versteigerung am 10. Mai 1999 in New York ersichtlich: Das Stillleben mit Vorhang, Krug und Obstschale wurde für 60,5 Millionen US-Dollar versteigert. Es war damals die höchste Summe, die für ein Bild Cézannes je gezahlt wurde. Das Auktionshaus Sotheby’s hatte den Wert des Gemäldes nur auf 25 bis 35 Millionen Dollar geschätzt.
Für eine ähnliche Entwicklung steht die Versteigerung seines Aquarells Nature morte au melon vert; es hat bei Sotheby’s im Mai 2007 für einen Preis von 25,5 Millionen Dollar den Besitzer gewechselt. Das Stillleben aus der späten Schaffensphase des Künstlers zwischen 1902 und 1906 zeigt eine grüne Melone. Ursprünglich war der Verkaufspreis auf 14 bis 18 Millionen Dollar geschätzt worden.
Im Frühjahr 2011 soll sein Werk Die Kartenspieler – eines von fünf Versionen – für 275 Millionen Dollar verkauft worden sein. Die genaue Summe und der neue Besitzer sind bislang nicht bekannt. Das wäre der höchste Preis, den ein Gemälde zu diesem Zeitpunkt je erzielte.
Ein fast 60 Jahre verschollen geglaubtes Aquarell aus der Kartenspieler-Serie wurde am 1. Mai 2012 an einen ebenfalls anonymen Bieter in New York zum Preis von 19 Millionen Dollar versteigert.
Im Mai 2019 wurde sein Gemälde Bouilloire et fruits (1888–1890) für über 59 Millionen US-Dollar bei Christie’s versteigert.
Am 9. November 2022 kam eine Version von Cézannes Bild La Montagne Sainte-Victoire (1888–1890) aus der Sammlung des Microsoft-Mitgründers Paul Allen bei Christie’s in New York zur Versteigerung. Zuvor war der Wert des Bildes auf etwa 100 Millionen US-Dollar geschätzt worden. Ein anonymer Bieter erwarb das Bild bei dem Auktionator und Europa-Präsidenten von Christie’s, Jussi Pylkannen, für 138 Millionen US-Dollar (mit Steuern). Dieses Ergebnis überbot den bisherigen (gesicherten) Cézanne-Rekord, der im Mai 1999 erreicht worden war.

## Postume Ausstellungen (Auswahl)
- 1907: Galerie Bernheim-Jeune, Paris, Salon d’Automne, Paris, Retrospektiven
- 1910/1911: Erste Ausstellung in den USA in der Galerie 291, New York
- 1913: Armory Show, New York. Cézanne war vertreten mit den Bildern Mont Sainte-Victoire und Alte Frau mit Rosenkranz
- 1936: Jeu de Paume, Paris
- 1964: documenta III, Kassel
- 1977: John Rewald zusammen mit William Rubin: Cézanne: The Late Work exhibition im Museum of Modern Art, New York
- 1995/1996: Grand Palais, Paris
- 1996: Tate Gallery, London
- 1996: Philadelphia Museum of Art, Philadelphia
- 2004: Cézanne – Aufbruch in die Moderne. Museum Folkwang, Essen
- 2006: Cézanne en Provence. Musée Granet, Aix-en-Provence
- 2006: Cézanne et Pissarro 1865–1885. Musée d’Orsay, Paris
- 2008/2009: Philadelphia Museum of Art, Philadelphia
- 2011/2012: Cézanne Renoir Picasso & Co: 40 Jahre Kunsthalle Tübingen, Kunsthalle Tübingen.
- 2012/2013: Paul Cézanne and the Past, Szépművészeti Múzeum, Budapest.
- 2014: Cézanne Site/Non-Site, Museo Thyssen-Bornemisza, Madrid, 4. Februar bis 18. Mai 2014
- 2017/18: Portraits de Cézanne, Musée d’Orsay, Paris, 13. Juni bis 24. September 2017; anschließend National Portrait Gallery, London, 26. Oktober 2017 bis 11. Februar 2018
- 2017/2018 Cézanne. Metamorphosen. Staatliche Kunsthalle Karlsruhe, 28. Oktober 2017 bis 11. Februar 2018
- 2020: Van Gogh, Cézanne, Matisse, Hodler. Die Sammlung Hahnloser. Albertina, Wien, 27. August bis 15. November 2020
- 2021: Cézanne Drawing. Museum of Modern Art, New York, 6. Juni bis 25. September 2021
- 2022: Paul Cézanne. Art Institute of Chicago, Chicago, 15. Mai bis 5. September 2022
- 2022/23: Cezanne. Tate Modern, London, 5. Oktober 2022 bis 12. März 2023